# Pilatus PC-6
Le Pilatus PC-6 Porter est un avion utilitaire monomoteur à décollage et atterrissage court (ADAC) à ailes hautes conçu par l'avionneur suisse Pilatus Aircraft. Produit soit avec un moteur à pistons (Porter), soit avec un turbopropulseur (Turbo-Porter), il a effectué son premier vol en 1959 et a été fabriqué sous licence par Fairchild Hiller aux États-Unis. 598 appareils ont été construits en un peu plus de six décennies. Bien que Pilatus avait annoncé la fin de sa production en 2019, une nouvelle commande de cinq appareils est signée en novembre 2020 et le dernier est livré en août 2022.

## Développement
Surnommé la Jeep des airs, le Porter a réalisé son premier vol le 4 mai 1959 avec un moteur à pistons Lycoming.

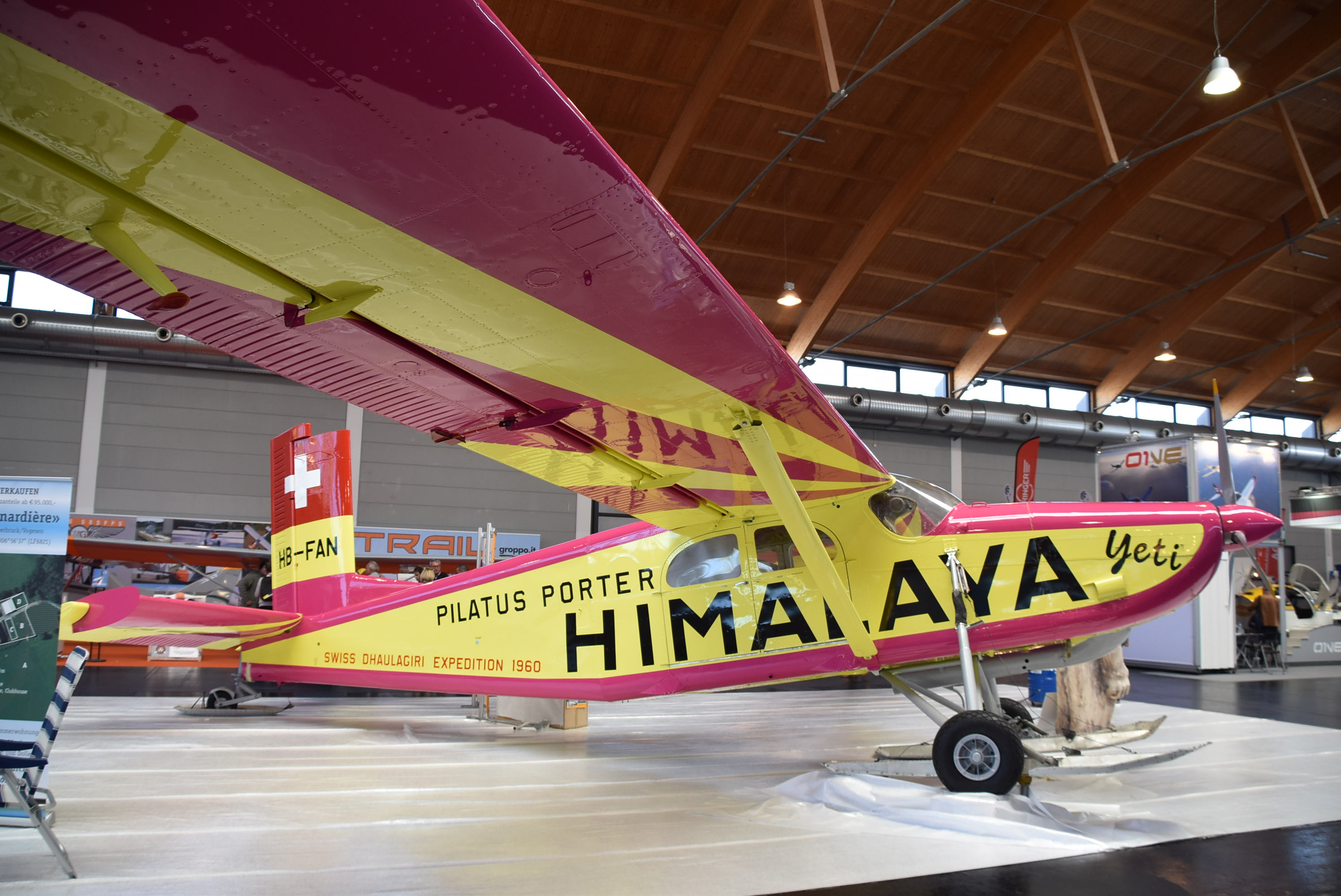
Le PC-6/350-H2 Porter (s/n 540), construit en 1962 (PC-6/350), modifié en PC-6/340 pour porter les couleurs et l'immatriculation du Yeti exposé à AERO Friedrichshafen. Depuis octobre 2016, il est exposé au musée suisse des transports à Lucerne.

Doté de performances de maniabilité remarquables, le prototype (s/n 337), immatriculé HB-FAN et dénommé Yeti, est engagé en mars 1960 dans l'expédition suisse ayant effectué la première ascension du Dhaulagiri dans le massif de l'Himalaya. Il y démontre son utilité et est amené à atteindre des plateaux à 5 700 m d'altitude où les limites de la motorisation se font sentir. Avec lui, les pilotes Ernst Saxer et Emile Wick y établissent le record toujours inégalé de l'atterrissage à l'altitude la plus élevée avec un aéronef à ailes fixes, à 5 750 m. Après 16 vols de ravitaillement réalisés jusqu'au 4 mai, ils se posèrent au col Nord à 5 700 mètres d'altitude le 5 mai 1960. Lors du décollage, le Porter fut gravement endommagé et fut abandonné. Sa carcasse est toujours présente sur les lieux à une altitude de 5 200 m.
Avion adapté aux pays montagneux, le Pilatus Porter PC6 a longtemps été associé au nom d'Hermann Geiger, un pilote suisse spécialiste des atterrissages sur glaciers qui l'utilisait pour des tâches telles que le secours en montagne, le transport de fourrage et de matériel de remontées mécaniques. Par la suite c'est l'hélicoptère qui s'imposa pour ce genre de missions.
Grâce à l'adaptation d'un turbopropulseur, le PC-6 devient le PC-6A Turbo-Porter. Il réalise son premier vol le 2 mai 1961 équipé d'une turbine Turbomeca Astazou de 523 ch. La version PC-6B est équipée d'un Pratt & Whitney Canada PT6A-6, cette version effectue son premier vol en mai 1964. Le PC-6/H2-H4, dont la masse varie de 1 250  à   1 400 kg selon les versions, est capable de voler avec une masse maximale de 2 800 kg, soit le double de sa masse à vide.
Sous le nom de Porter Hiller, le Pilatus PC-6A est certifié aux États-Unis en 1964, distribué par la Fairchild Hiller Corporation. Évalué par l'US Air Force, Fairchild construit alors un gunship, le Fairchild AU-23 Peacemaker.
Il a également été converti en bombardier d'eau avec des soutes amovibles pouvant contenir de 600 à 1 000 litres. Dans cette configuration, il est très performant sur les feux de résineux dans les contreforts des Alpes, où sa puissance est nécessaire.
L'avion a été acheté par une trentaine de pays pour équiper notamment des forces armées et des services publics, en tout, il a été immatriculé dans 76 pays. De nos jours dans le civil, il est très utilisé pour le largage de parachutistes. Il peut en emporter 9 ou 10 selon les versions. Par exemple quasiment tous les centres de parachutisme français en possèdent un ou le louent.

## Variantes

### Porter

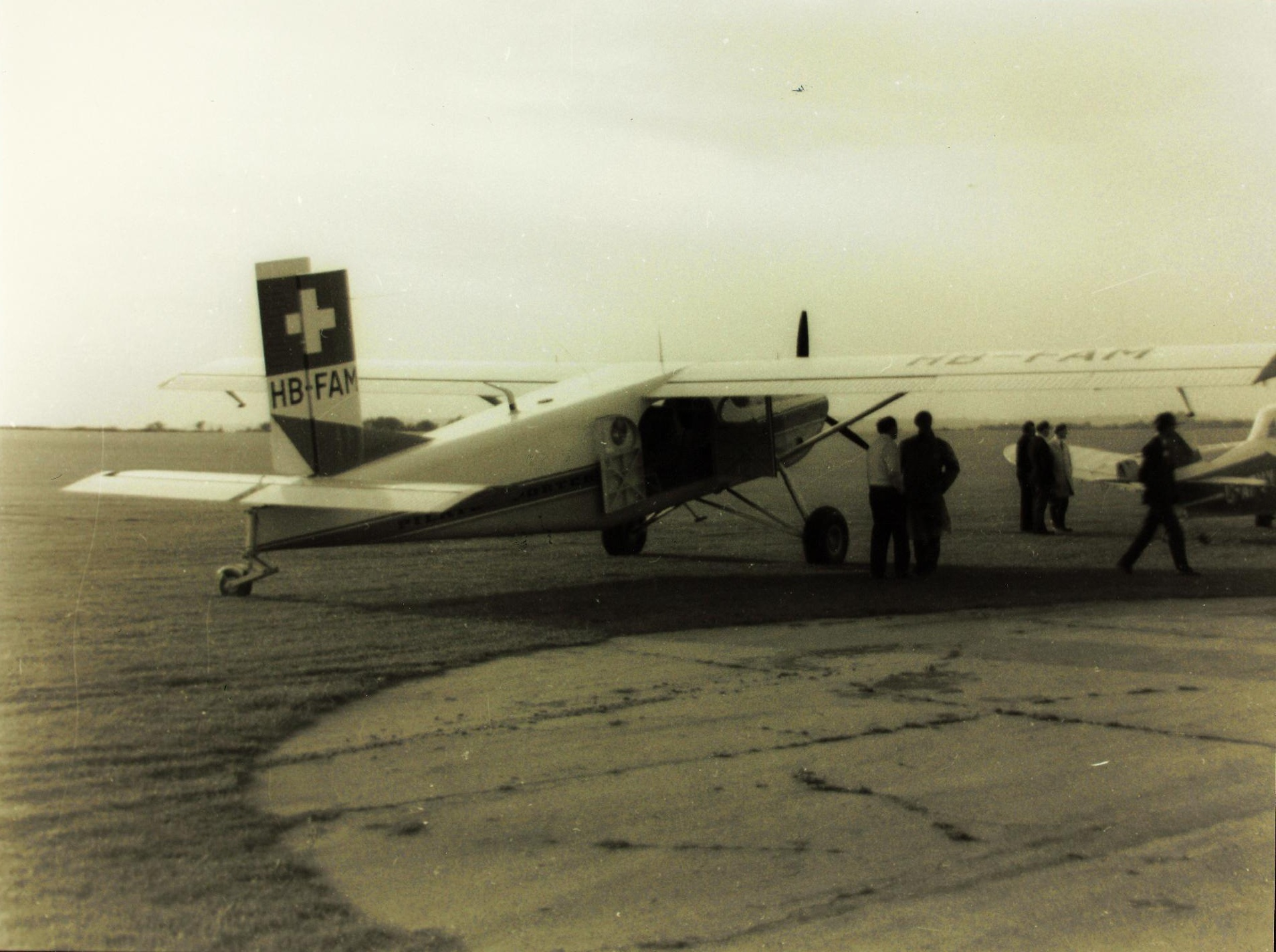
Un PC-6/350 Porter appartenant à Pilatus Flugzeugwerke AG en 1962.

Trois appareils sur 73 sont en service en 2011.
PC-6 Portermotorisé par un Avro Lycoming GSO-480-B1A6 (340 ch), premier vol le 5 mai 1959 (HB-FAN), 64 construits.
PC-6/275prototype motorisé par un Lycoming GSO-480-B1A6 (en) (260 ch), premier vol le 2 mai 1960 (HB-FAS), 1 construit.
PC-6/350motorisé par un Lycoming IGO-540-A1A (350 ch), premier vol le 12 janvier 1961 (HB-FAG), 8 construits.
PC-8D Twin Porterprototype d'une version à deux moteurs Lycoming IO-540-GIB. Volant pour la première fois en 1967, le programme est abandonné en 1969.

### Turbo-Porter

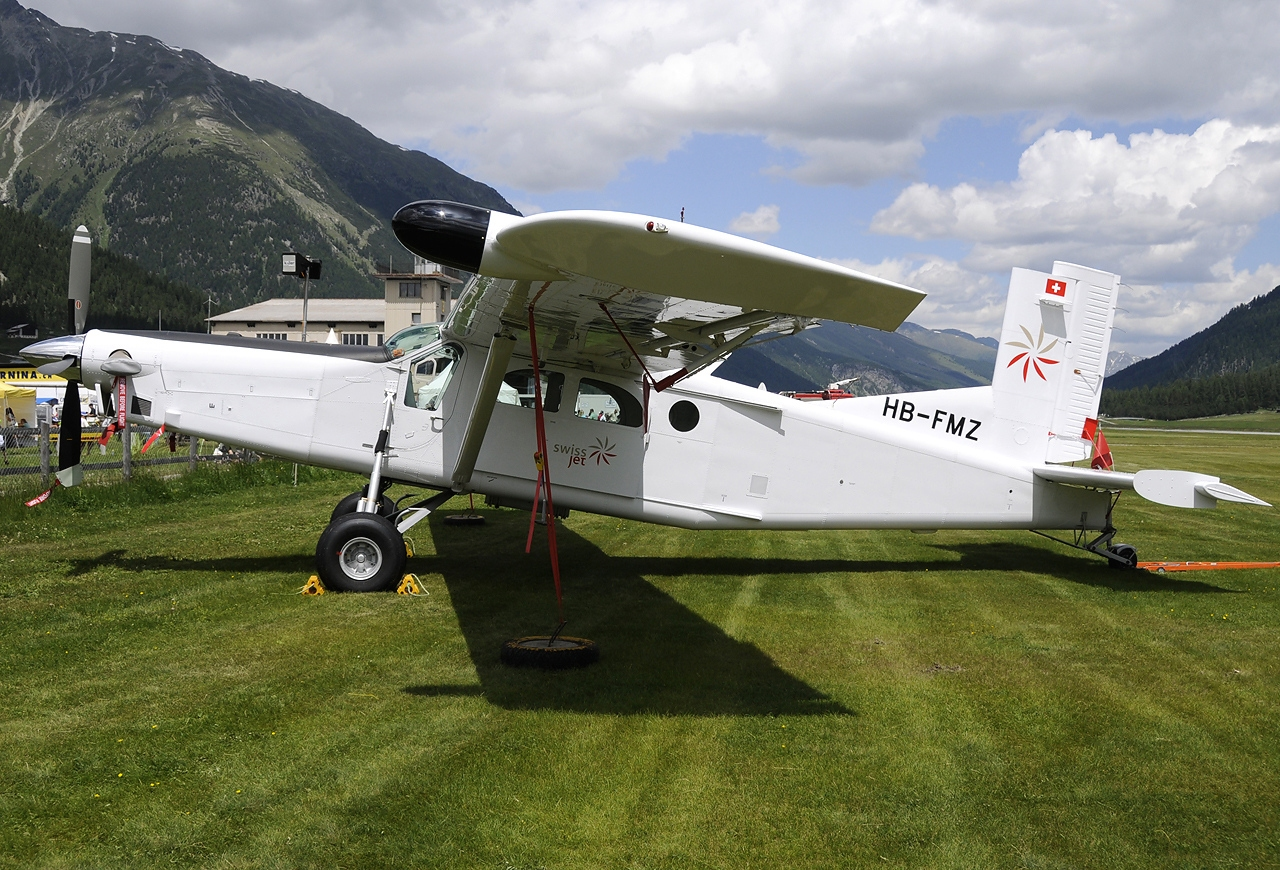
Un PC-6/B2-H4 Turbo Porter, doté d'un radar météorologique en bout d'aile, d'Air Engiadina à l'aérodrome de Samedan-Engadin en 2009.

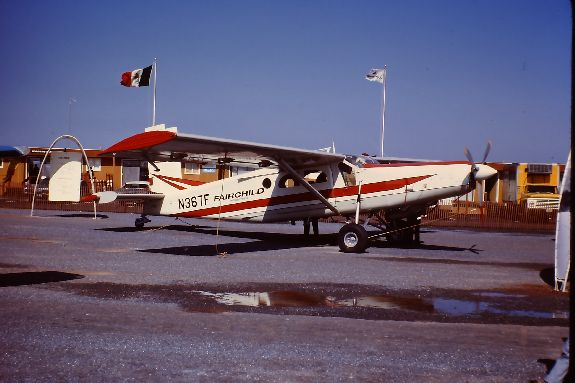
Un Fairchild Hiller PC-6/C-H2 Turbo Porter appartenant à son constructeur lors du Transpo '72 à l'aéroport international de Washington-Dulles en 1972. Cet appareil (N367F / s/n 2024) construit en 1967 a ensuite appartenu à Air America entre juillet 1972 et son abandon à Saïgon le 29 avril 1975.

PC-6/A Turbo-Portermotorisé par un Turbomeca Astazou IIE (523 ch)/ G, premier vol le 5 février 1961 (HB-FAD), 35 construits.
PC-6/A1motorisé par un Turbomeca Astazou XII (573 ch), premier vol le 5 mai 1967 (HB-FCT), 6 construits.
PC-6/Ax-H2motorisé par un prototype Turbomeca Astazou X (573 ch), premier vol en 1964 (F-BKQU), PC-6A modifié, converti en PC-6/A1-H2.
PC-6/A2motorisé par un Turbomeca Astazou XIVE (573 ch), premier vol en septembre 1967 (F-BOSZ), 1 construit.
Plus aucun des PC-6/A n'est en service.
PC-6/Bmotorisé par un Pratt & Whitney Canada PT6-6A (550 ch), premier vol le 2 mai 1964 (N187H), 12 construits.
PC-6/B1motorisé par un Pratt & Whitney PT6A-20 (550 ch), premier vol le 18 mai 1966 (HB-FCD), 82 construits plus 12 de Fairchild Aircraft.
PC-6/B2motorisé par un Pratt & Whitney PT6A-27 (680 ch), premier vol le 9 mai 1984 (HB-FCD), 252 construits plus 18 de Fairchild Aircraft.
PC-6/B2(STC)motorisé par un Pratt & Whitney PT6A-34 (750 ch), premier vol en mai 2001 (F-GODZ), 28 convertis ou construits.
Environ 256 PC-6/B sur 373 sont en service en 2011.
PC-6/Cmotorisé par un Garrett TPE-331-25D (575 ch), premier vol en octobre 1965 (N180K), 8 construits plus 26 de Fairchild Aircraft.
PC-6/C1motorisé par un Garrett TPE-331-1-100 (576 ch), premier vol le 23 janvier 1969 (HB-FEG), 1 construit.
PC-6/C2 (Fairchild AU-23 Peacemaker)motorisé par un Garrett TPE-331-1-101F (665 ch), premier vol en juin 1967 (N352F), 35 construits par Fairchild Aircraft.
Environ 23 PC-6/C sur 71 sont en service en 2011
UV-20A Chiricahuadésignation du PC-6/B2-H2 dans l'US Army.
OV-12désignation pour la version US, annulée en 1979.

### Masse maximale au décollage
| - Version H2 typique avec des bouts d'ailes rectangulaires. - Version H4 avec des bouts d'ailes ronds et une plus grande dérive. |

Le suffixe utilisé après le type de moteur (/A, /B, /C) désigne la classe de masse maximale au décollage (en anglais : Maximum Take-Off Weight ou MTOW) de chaque appareil :
- Pas de suffixe : MTOW 1 960 kg
- H1 : MTOW 2 016 kg
- H2 : MTOW 2 200 kg
- H3 : MTOW 2 500 kg
- H4 : MTOW 2 800 kg

### Hydravion

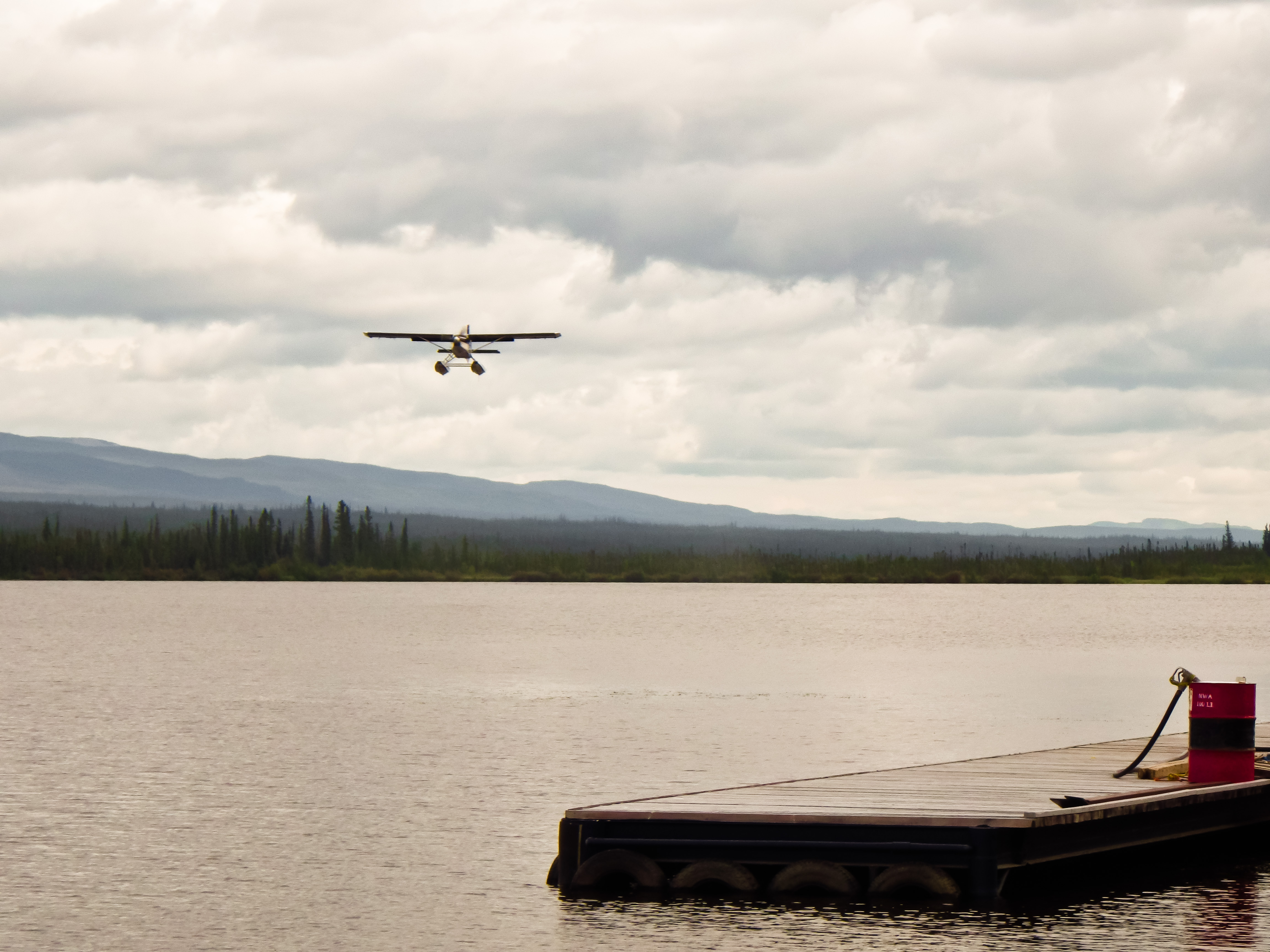
Décollage d'un PC-6 Turbo Porter équipé de flotteurs depuis le fleuve Mackenzie en 2012.

Dès l'origine de l'avion la possibilité de l'équiper de flotteurs fut prévue. Des essais concluants sont réalisés sur le lac des Quatre-Cantons avec le Porter HB-FAL s/n 540. En Suède, pays de lacs, Saab poursuit ces essais en vue d'une commercialisation qui n'aboutira finalement pas. De nombreux utilisateurs du PC-6 ont installé des flotteurs en fonction des saisons ou des missions, notamment Wayco Aviation et Nahanni Air Services au Canada, Jim Air aux États-Unis et TAM, la compagnie aérienne de l'armée péruvienne qui l'utilise en Amazonie. En France un Porter servit de démonstrateur pendant deux ans à la S.E.F.A qui fabrique des skis et des flotteurs pour avions. La société Wipaire (en) au Minnesota (États-Unis) détient un Supplemental Type Certificate pour équiper le PC-6/B2-H4 de flotteurs. Le modèle de flotteurs Wipline 6100 est disponible avec roues (aéronef amphibie) ou sans roue (hydravion).

## Caractéristiques et performances

Pilatus PC-6 Turbo-Porter (plan trois-vues).

Performances du PC-6/B2-H4 sous conditions atmosphériques standard (ISA) :
- Distance de décollage pour franchir un obstacle de 50 ft (15 m) : 1 444 ft (440 m) ;
- Distance d'atterrissage pour franchir un obstacle de 50 ft (15 m) : 1 033 ft (315 m) ;
- Vitesse ascensionnelle (MMD) : 1 010 ft/min (307,8 m/min) ;
- Vitesse de croisière maximale : 125 KTAS (232 km/h) ;
- Distance franchissable maximale à 10 000 ft : 500 nautiques (926 km) ;
  - avec réservoirs supplémentaires sous les ailes : 870 nautiques (1 611 km).
- Plafond pratique : 25 000 ft (7 620 m) ;
- Vitesse de décrochage (MTOW) :
  - Volets d'atterrissage rentrés (Vs) : 58 KEAS (107 km/h) ;
  - Volets d'atterrissage complètement sortis (Vso) : 52 KEAS (96 km/h).
- Facteurs de charge max : +3,5/-1,43 g ;
- Vitesse de croisière à 3 000 m : 250 km/h ;
- Vitesse ascensionnelle initiale à 2 000 kg : 518 m/min soit 8,63 m/s ;
- Capacités de vol : montée pleine charge à 4 000 m en ~15 min, descente en moins de 3 min.
- plafond : 8 000 m, voir la section record du monde

### Masse
- Masse à vide : approx. 2 756 – 3 086 lb (1 250 – 1 400 kg) ;
- Masse maximale au décollage : 6 173 lb (2 800 kg) ;
- Masse maximale à l'atterrissage : 5 863 lb (2 660 kg) ;
- Charge utile maximale : 2 646 lb (1 200 kg) ;
- Charge utile avec le maximum de carburant : 2 381 lb (1 080 kg).

### Caractéristiques

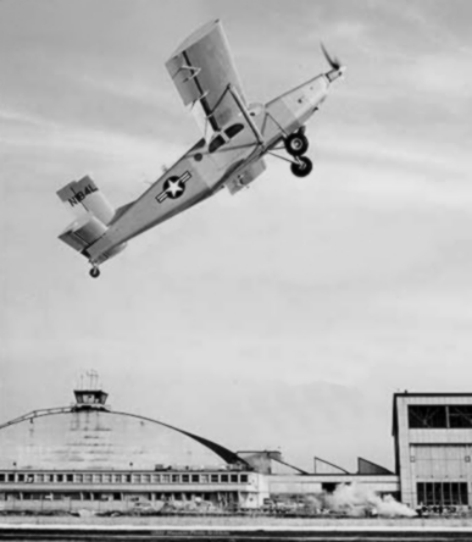
Un Pilatus PC-6/A-H2 de l'USAF en décollage court. Cet appareil a été acheté en 1963 pour évaluation et transféré à Air America en 1964.

- Moteur : Un Turbopropulseur Pratt & Whitney Canada PT6A-27 de 550 ch (404,46 kW) ;
- Hélice : Hartzell à trois pales en aluminium, d'un diamètre de 2,67 m (hélice à quatre pales en option) ;
- Longueur de l'avion : 10,90 m ;
- Hauteur : 3,20 m ;
- Longueur de l'aile : 15,87 m ;
- Surface alaire : 30,15 m2 ;
- Charge alaire : 41,46 kg/m2 ;
- Cabine : plus de 3 m3, 10 passagers ou une tonne de charge utile.
- Portes : 2 dont 1 ou 2 portes coulissantes

### Options
Cabine
- Ventilation avec six sorties

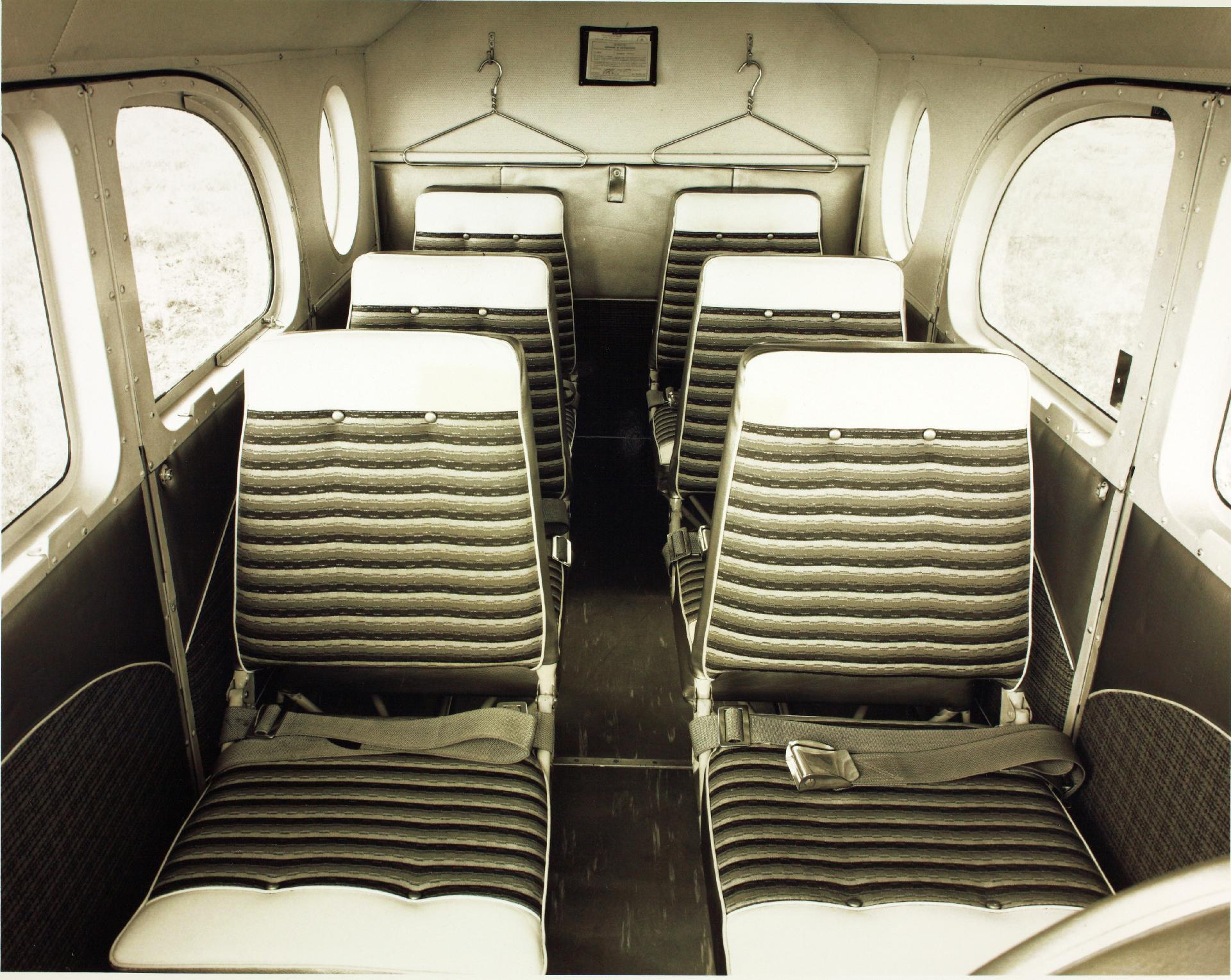
Cabine d'un Pilatus PC-6/A Turbo-Porter dans les années 1960.

- Installation pour appareils photo, caméra ou laser
- Kit parachutisme
- Sièges passagers
- Kit passager/cargo
- Barre de traction rigide
- Emplacement de stockage de six sièges passagers à l'arrière du fuselage
- Deux brancards superposés
- Neuf points d'attaches
- Ceintures pour neuf parachutistes
- Trappe pour le largage ou le travail de caméra
- Sièges bancs pour une configuration de 9 ou 10 places passagers sur trois sièges en banc

Cockpit

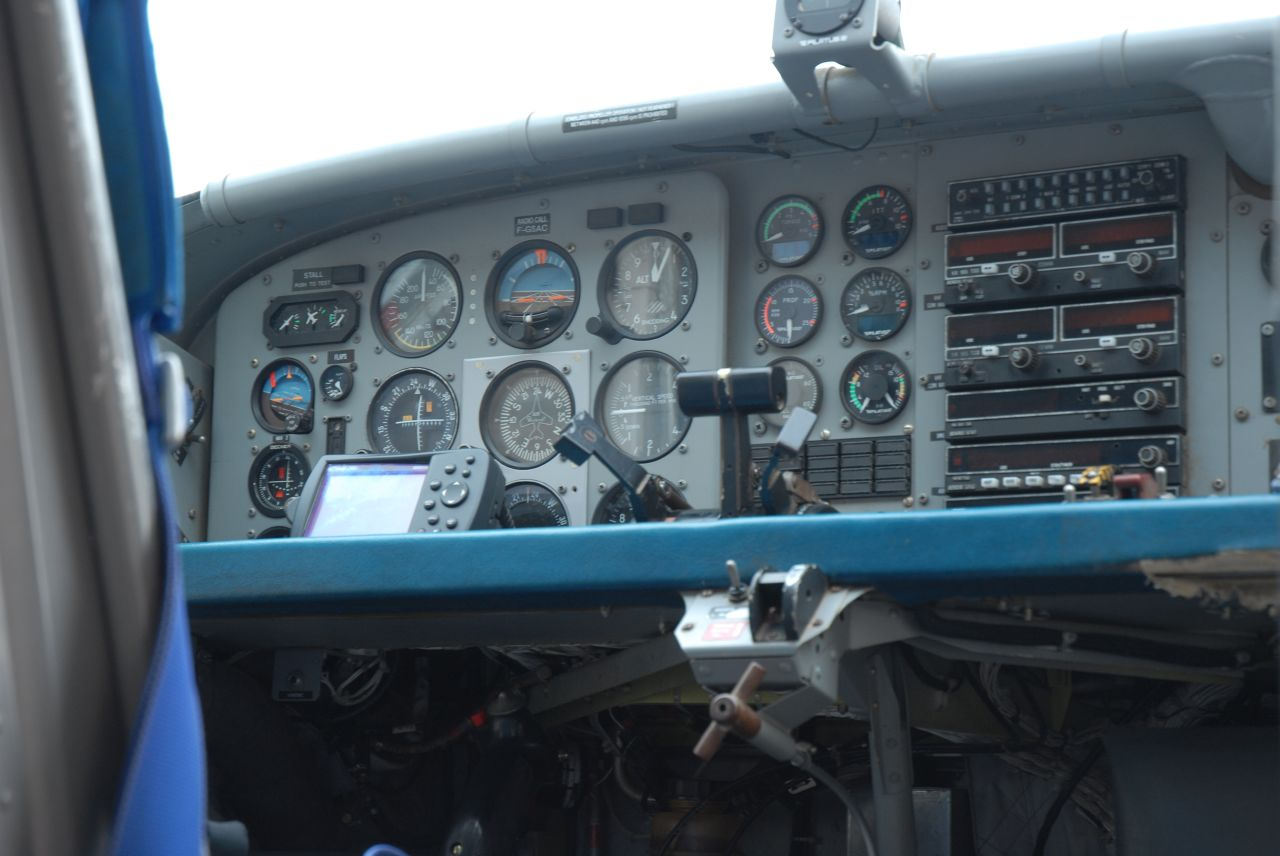
Tableau de bord d'un PC-6/C1-H2 Turbo-Porter (N9444 / s/n 521).

- Manche à balais et pédales pour le copilote
- Siège de copilote
- Commandes de frein double
- Radio HF
- Radar météorologique
- Système d'oxygène pour l'équipage et les passagers
- Système de dégivrage

Extérieurs

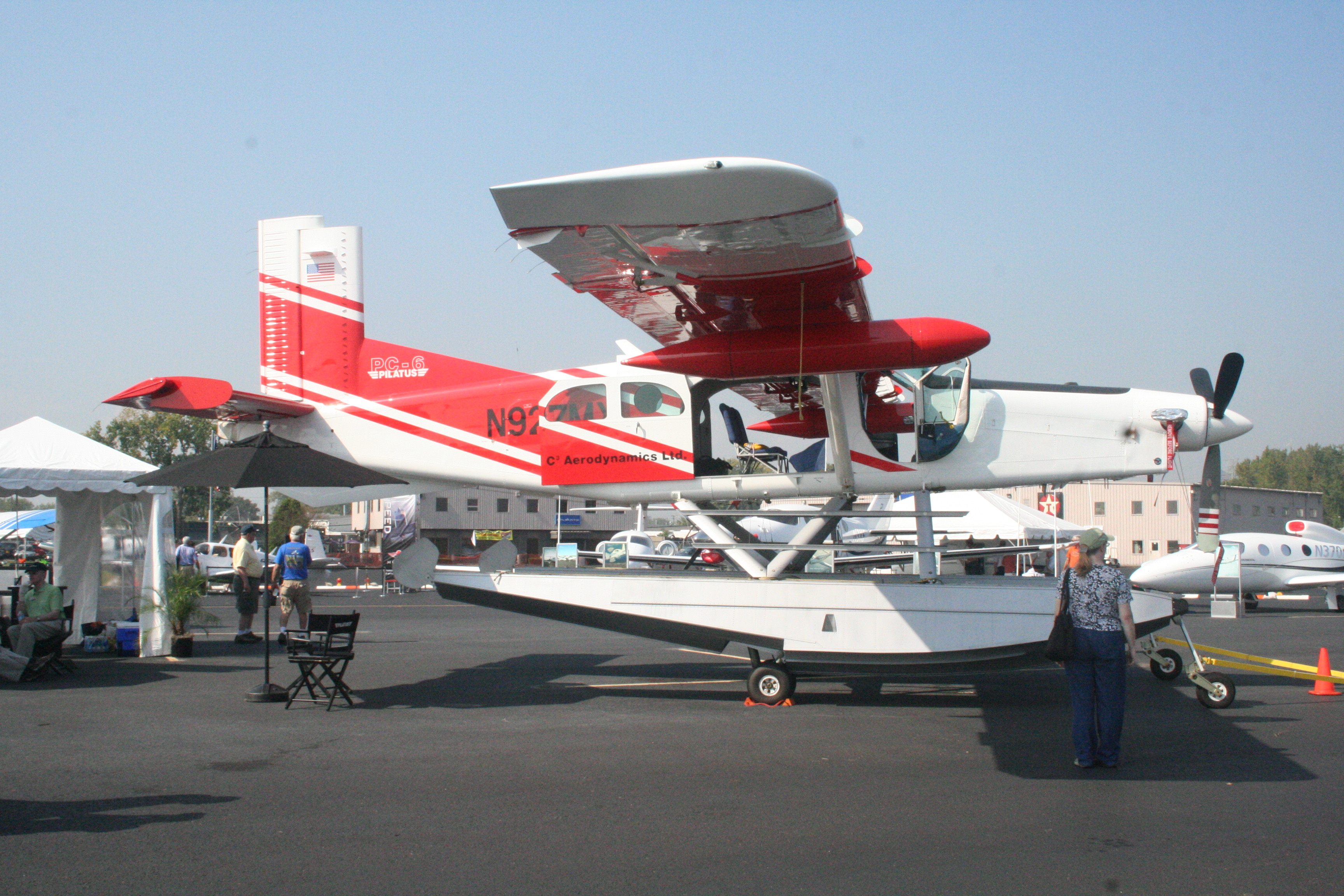
Aéronef amphibie PC-6/B2-H4 Turbo Porter équipé de flotteurs avec roues et de deux réservoirs sous les ailes.

- Réservoirs supplémentaires sous les ailes (2 × 64 gallons)
- Radar météo
- Ski
- Garde boue à l'arrière des roues
- Filtre à sable

Supplemental Type Certificate
- Pilote automatique
- Hélice à quatre palles
- Flotteurs amphibies Wipline 6100 de Wipaire[10] (avec roues)
- Flotteurs hydravion Wipline 6100 de Wipaire

## Production
Entre mai 1959 et juin 2021, 598 PC-6 Porter et Turbo Porter ont été construits, dont trois prototypes (HB-FAM S/N 337, HB-FAO S/N 338, HB-FAP S/N 339). Pilatus Aircraft a fabriqué 506 avions et cellules (en excluant dix kits livrés à Fairchild) et Fairchild Hiller en fabriqua 92 aux États-Unis sous licence, en incluant dix kits de Pilatus.
En août 2017, Pilatus annonçait que la production devait s'arrêter début 2019. Pourtant, une nouvelle commande de cinq PC-6/B2-H4 est signée en novembre 2020 avec la compagnie indonésienne Smart Aviation. Le dernier exemplaire sort d'usine mi-août 2022 avec l'immatriculation HB-FBE / PK-SNF (SN 1019), il s'abîme en mer lors de son convoyage vers son client le 15 décembre 2022.
| Fabricant        | Numéro de série | Nombre d'unités | Remarques                                              |
| ---------------- | --------------- | --------------- | ------------------------------------------------------ |
| Pilatus Aircraft | 337 à 339       | 3               | Prototypes (HB-FAN, HB-FAO, HB-FAP)                    |
| Pilatus Aircraft | 340 à 350       | 10              |                                                        |
| Pilatus Aircraft | 513 à 603       | 91              |                                                        |
| Pilatus Aircraft | 604 à 613       | 10              |                                                        |
| Pilatus Aircraft | 614 à 1015      | 402             | c/n 625 utilisé pour le prototype du PC-8D Twin Porter |
| Fairchild Hiller | 2001 à 2092     | 92              | Dont 10 kits (s/n 604 à 613) livrés par Pilatus        |
| Total : 597      |                 |                 |                                                        |

## Engagements

### Humanitaires
Depuis sa mise en service en 1960, le Pilatus PC-6 Porter et son successeur le Turbo Porter ont régulièrement été utilisé par le Comité international de la Croix-Rouge et les Nations unies pour des missions d'aide humanitaire.
Lors du Soulèvement tibétain de 1959 et la répression chinoise qui s'ensuivit de nombreux Tibétains fuient le pays pour rejoindre le Népal ou l'Inde. Face à cet afflux de réfugiés le Comité international de la Croix-Rouge) met en place une aide humanitaire. Deux Pilatus PC-6 Porter (HB-FAX et HB-FAI) seront affrétés de février 1961 à mai 1963 par le CICR pour assurer des missions de transport, largage de médicaments et vaccins, évacuations sanitaires. Les Nations unies reprendront par la suite ces missions. Le PC-6 HB-FAX est repris par Département politique fédéral suisse et opéra au Népal jusqu'à son crash le 8 février 1967.
En 1967, Air Glaciers débute une mission financée par les Nations unies au Mali. Le PC-6/A-H2 HB-FCM, avec une Alouette III, opère alors à partir de Kayes.
Le PC-6 servit également à des missions humanitaire notamment au Bangladesh (Caritas Suisse de 1972 à 1975) et dans plusieurs pays africains dont l'Angola (Zimex Aviation entre 1985 et 1989), l'Éthiopie et le Sahara occidental.

### Promotion de la paix
Des Pilatus PC-6 Porter ont été utilisés par les Nations unies pour des missions d'assistance dans le cadre de programmes spécifique de l'ONU ou de surveillance d'accords de cessez le feu. Ces avions portaient des logos et des marquages spécifiques.

### Scientifiques

#### Antarctique
Plusieurs pays ont utilisé le Pilatus PC-6 pour leurs missions d'exploration en Antarctique.

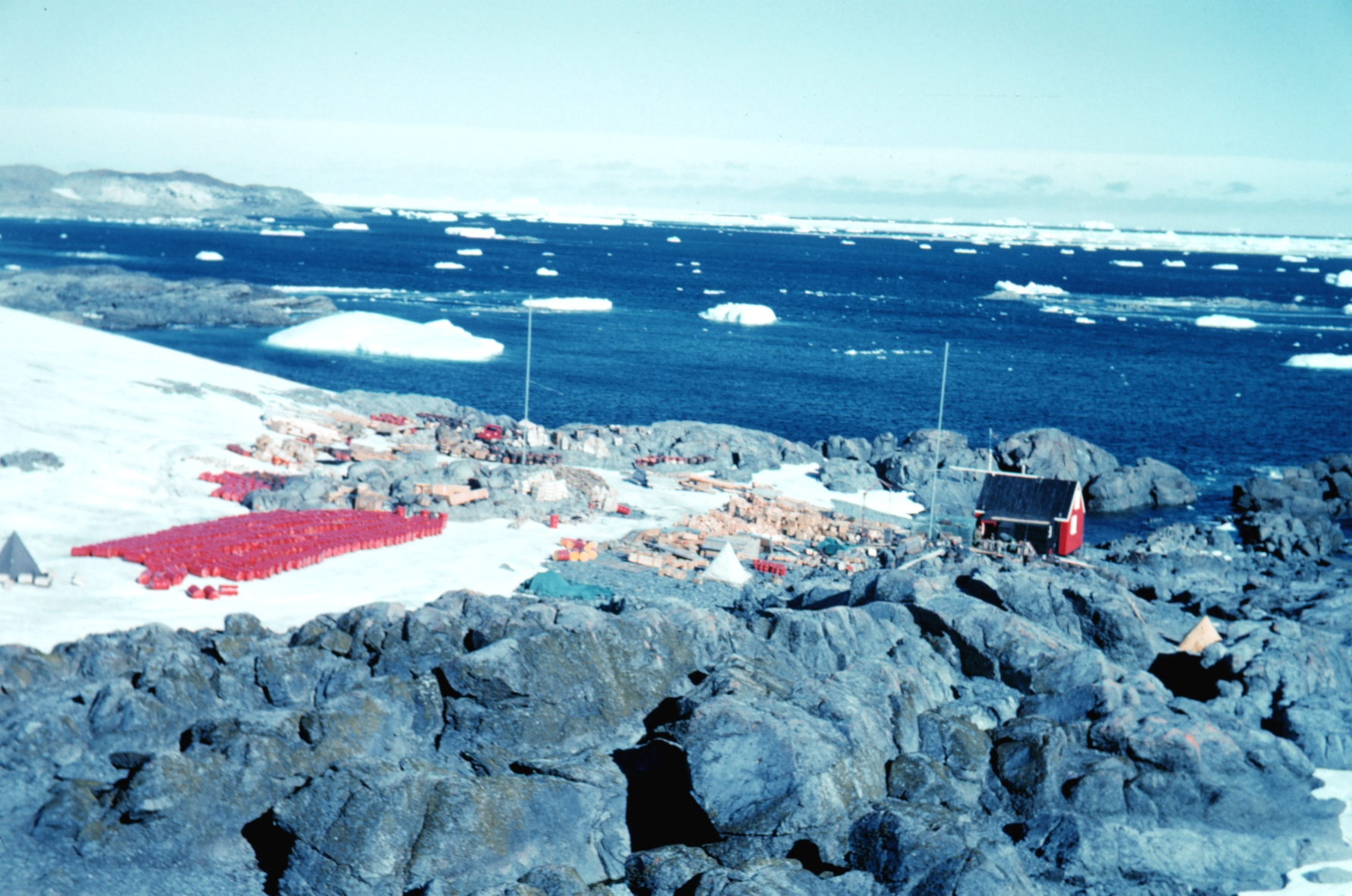
La base antarctique du BAS de Adelaide Station en 1961.

Le Royaume-Uni exploita un PC-6/B1-H2 (s/n 619) commandé spécialement pour cet usage en 1966. L'appareil devait être immatriculé (VP-FAM) et inscrit sur le registre des aéronefs des Malouines, en fait l'avion vola avec son numéro de série peint sur la dérive. Acheminé de Southampton à l'île de la Déception chargé sur le « Perlan Dan », le PC-6 arriva le 7 janvier 1967. Remonté dans le hangar de la base du British Antarctic Survey (BAS), il effectue son vol d'essais le 13 janvier 1967. L'appareil opère principalement des bases du BAS de Deception Island, Adelaide Station et Fossil Bluff (en). L'appareil est accidenté lors d'un décollage le 26 février 1968 sur l'île de Stonington. Le pilote et les deux scientifiques purent rejoindre, grâce aux huit chiens de traineaux et à leur attelage, la station de Fossil Bluff distante de 300 km, d'où ils seront récupéré le 21 décembre 1968. Le lieu du crash est plus tard baptisé par le pilote, Flt. Lt. Ayres, "« Porter Nunatak » (monticule entièrement recouvert de glace durcie). Un élément visible du PC-6 sert pendant de nombreuses années de point de repère et permet ainsi au lieu de servir comme dépôt de vivres.

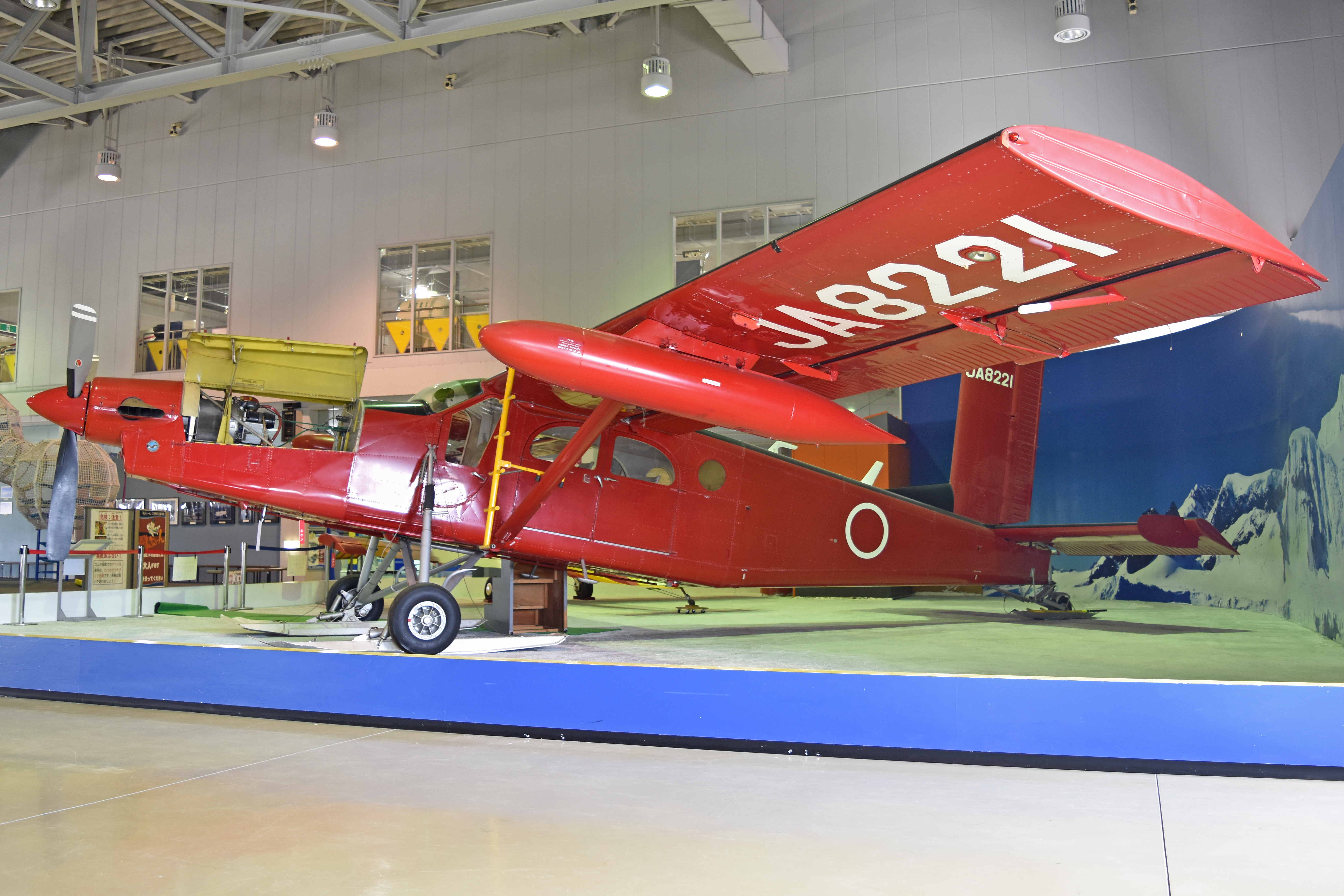
Pilatus PC-6/B2-H2 Turbo Porter JA8221 de la Japanese Antarctic Research Expedition au Ishikawa Aviation Plaza en 2019.

Le Japon utilisa deux PC-6 pour ses missions en Antarctique. Le premier, un PC-6/B2.H2 (s/n 800) immatriculé JA8221 à partir de 1979, mena à bien plusieurs missions pour la Japanese Antarctic Research Expedition (JARE) depuis la station de Syowa. L'appareil est accidenté le 4 mars 1993. Rapatrié au Japon, il est désormais exposé au Musée Ishikawa Aviation Plaza à l'aéroport de Komatsu. Le second Pilatus, le PC-6/B2.H4 (s/n 861), est immatriculé JA8228 14 mars 1988. Après plusieurs missions en Antarctique, il est revendu début 2007 aux États-Unis.
Dans les années 1970, l'Australie loua auprès de la compagnie aérienne Forrestair deux Pilatus PC-6/B1.H2 pour l'Ausralian Antarctic Division. Il s'agit des appareils immatriculés VH-FSB (s/n 628), détruit par une tempête le 23 janvier 1975 sur la Mawson Station, et VH-FZB (s/n 634).
En Argentine, les quatre Fairchild Hiller PC-6/B1.H2 (s/n 2034, 2045, 2046, 2047) de l'Aviation navale argentine sont déployés pour des séjours plus ou moins brefs sur le continent Antarctique, principalement sur la base Esperanza. Le 31 août 1971 l'Argentine répond à la demande du BAS pour l'évacuation sanitaire d'un de leurs membres à Fossil Bluf. Décollant de Petrel, son équipage et le PC-6 s/n 2034 mène à bien cette difficile mission dans des conditions météorologiques exécrables. Par la suite, les Britanniques honorèrent l'équipage pour cet exploit.

### Secours et sauvetage

#### Lutte contre l'incendie

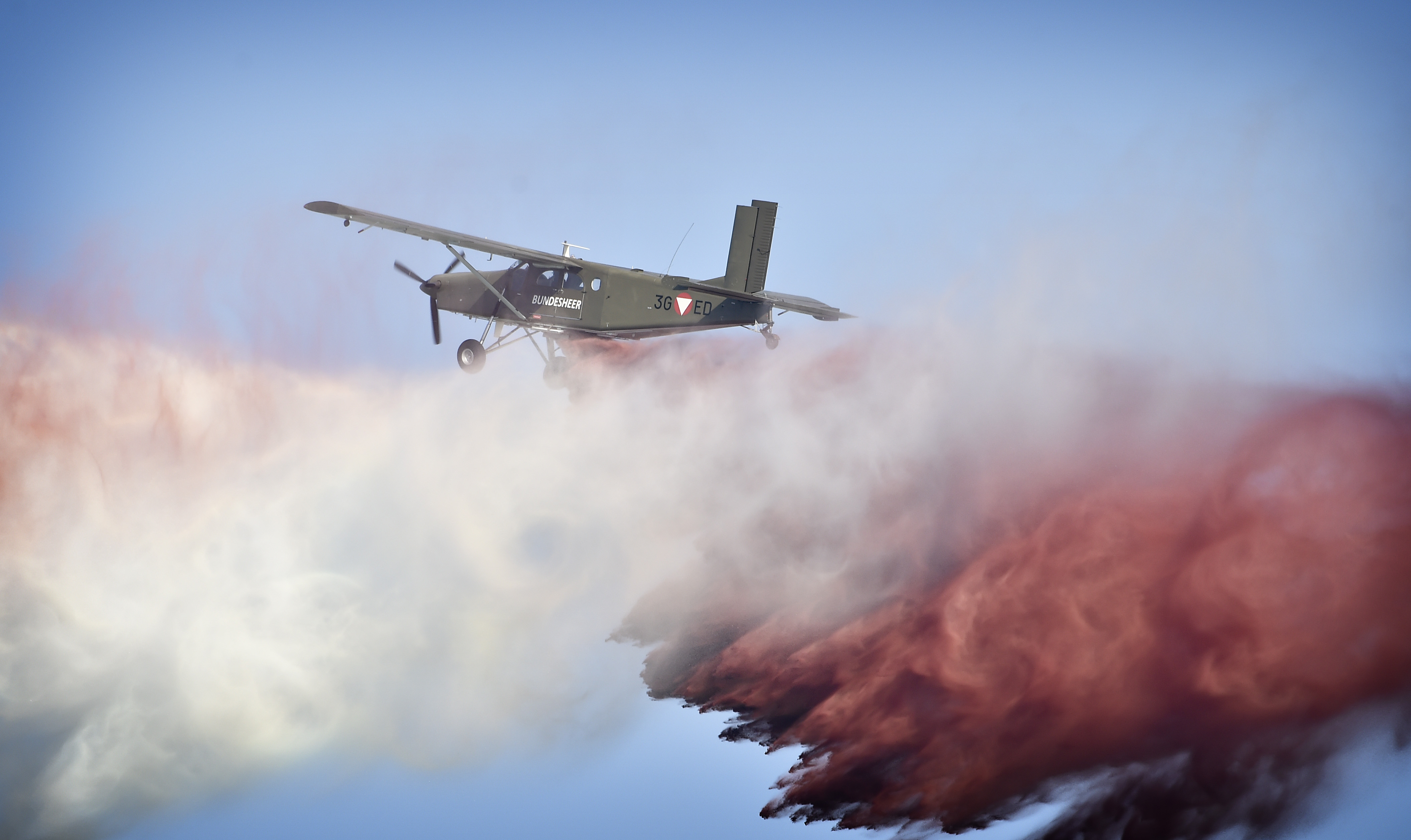
Un PC-6/B2-H2 de la Luftstreitkräfte en démonstration au AirPower16 à Zeltweg.

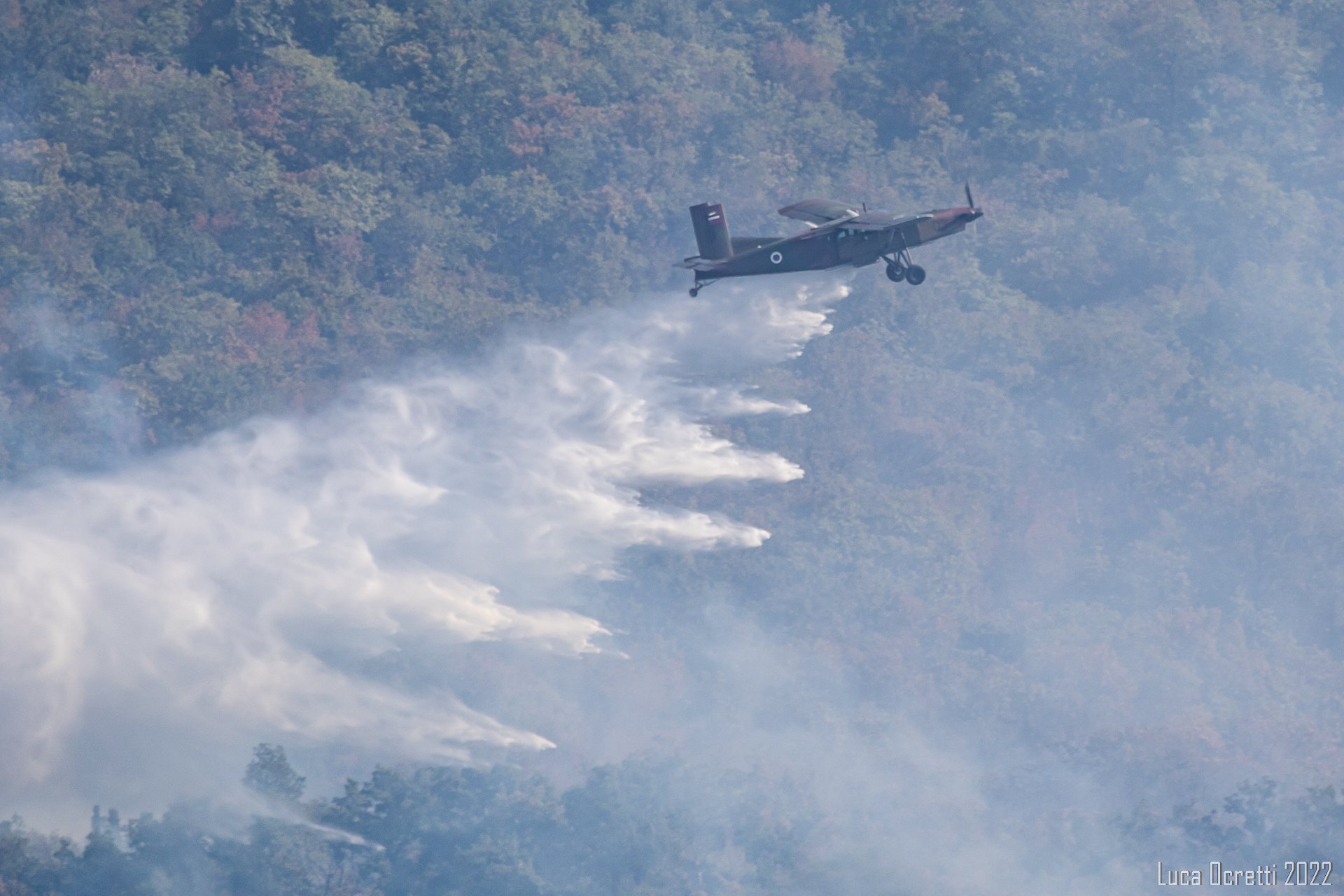
Un PC-6/B2-H4 du 15e régiment d'aviation militaire slovène en intervention lors de l'incendie du plateau du Karst en juillet 2022.

Le Pilatus PC-6 est également utilisé comme avion léger bombardier d'eau.
En été 1977, le Service départemental d'incendie et de secours de Haute-Corse en France signe un contrat avec Air Alpes pour la mise en place à Calvi de deux Pilatus PC-6 destinés à la lutte contre les feux de forêts en Balagne. Ces avions avaient une mission de « guet armé », c'est-à-dire : surveillance, signalement des départs de feu et intervention immédiate. Pour cela, ils étaient équipés d'un réservoir de 1 000 litres installé en cabine. Ces 1 000 litres pouvaient être largués en quelques secondes par l'intermédiaire d'une trappe située sous le fuselage de l'appareil.
Des PC-6 de la Luftstreitkräfte sont équipés (réservoir de 800 litres) pour la lutte contre les feux de forêts en Autriche et à l'étranger. Trois appareils sont notamment intervenus lors des feux de forêts de l'été 2007 en Grèce. Lors des incendies de forêt dans la région du Rax en automne 2021, un PC-6 a été équipé d'une caméra thermique destiné à appuyer les secours par des photographies aériennes transmises directement au centre des opérations afin de pouvoir localiser les points chauds.
Le 15e régiment d'aviation militaire slovène utilise également leur PC-6/B2-H4 pour la lutte contre feux de forêts.

### Militaires

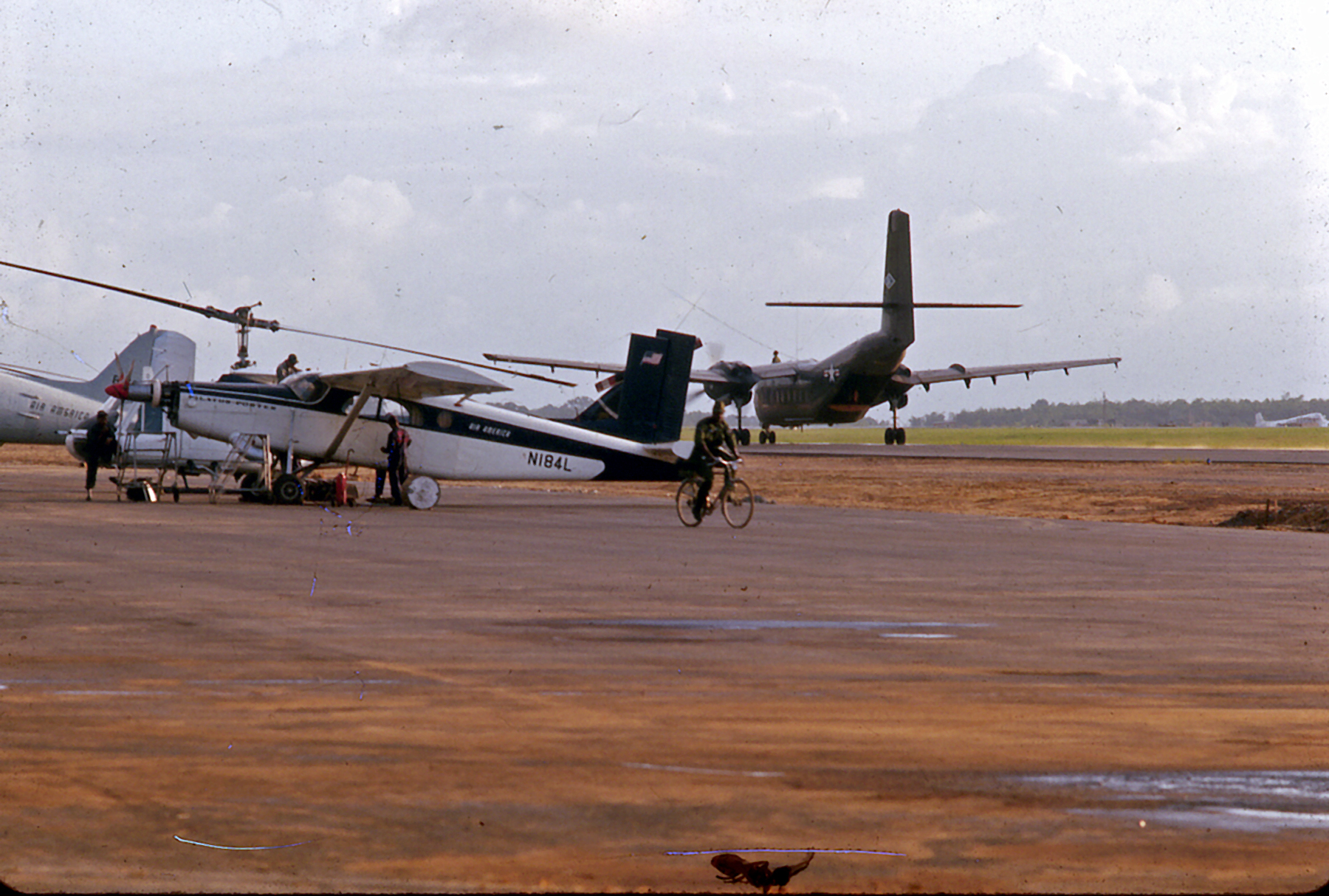
Un PC-6/C-H2 d'Air America immatriculé N184L (S/N 557) à Da Nang au Vietnam en 1966/1967.

À partir de 1964 l'appareil fut utilisé par la CIA en Asie du Sud-Est lors de la guerre du Viêt Nam et pour le soutien du programme Hmong de la CIA lors de la guerre civile laotienne. Ils étaient opérés par ses compagnies aériennes: Air America, Continental Air Services (en), BirdAir (en) et Air Asia Co. Ltd. (en). Plusieurs Fairchild Hiller PC-6 furent envoyés en Thaïlande sous contrat, essentiellement pour le soutien aux gardes-frontières (Royal Thai Border Police).

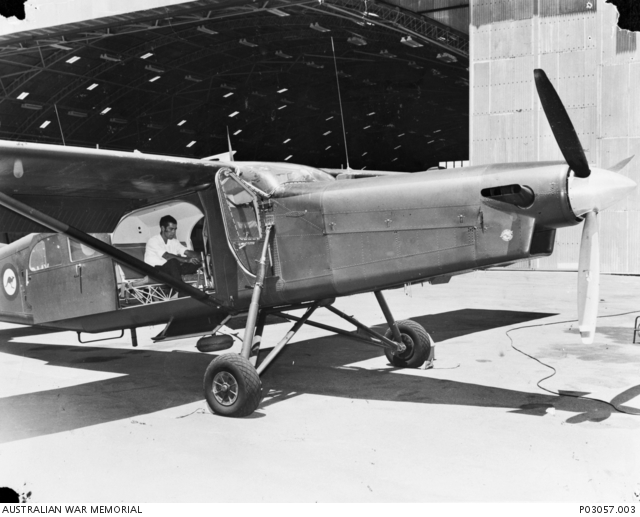
Un PC-6/B1-H2 de l'Australian Army Aviation à la base aérienne de Vũng Tàu au Vietnam en décembre 1969.

L'Australian Army Aviation utilisèrent six Pilatus PC-6 Porter au sein du 161st Independent Reconnaissance Flight (en) durant la guerre du Viêt Nam, les entretiens majeurs étant assurés par Air America à Saigon. Ces appareils ont assuré des missions de transport (passagers et fret), marquage de cibles, photographie aérienne, surveillance électronique (SIGINT), guerre psychologique (équipé de haut-parleurs), etc. En novembre 1968, les trois premiers PC-6 Pilatus Porter (A14-680, 681 et 686) sont envoyés au Vietnam, convoyés par voie maritime. Le 3 décembre 1969 l'appareil A14-686 (s/n 686) est abattu à proximité de la Binh Ba Airstrip, Nui Dat (en) au Vietnam au retour d'une mission d'entraînement de nuit, tuant les deux pilotes.
L'Autriche utilise des PC-6 de la Luftstreitkräfte au sein de l'EUFOR Althea en Bosnie-Herzégovine.
Dès les premiers jours de l'opération française Serval au Mali en janvier 2013, un PC-6/B2-H4 Turbo Porter du 9e régiment de soutien aéromobile de l'aviation légère de l'Armée de terre est détaché à Gao au sein du groupement aéromobile (GAM). Du 1er avril à juin un autre PC-6 le remplace. Durant ce temps il effectua 150 heures de vol en intervenant sur les sites de Tessalit, Kidal, Tombouctou et Bamako. Pour rejoindre la base aérienne 125 d'Istres lors de son désengagement, cet appareil et son équipage ont embarqué à Bamako à bord d'un avion cargo Antonov An-124. Le nouvel appareil et son équipage sont partis le 25 juin 2013 de Montauban pour rejoindre en 27 heures de vol l'aéroport de Gao le 27 juin en effectuant le trajet mythique de la « transpostale » par Agadir, Dakar et Bamako soit près de 6 500 km. Un PC-6 a été engagé au profit de l'opération Barkhane sous le nom de "Détachement Pilatus" avec pour indicatif "Toucan 40", en référence au film Taxi Driver. En mars 2017, alors que les cinq Turbo Porter de l'ALAT fêtent leurs 30 000 heures de vol, deux d'entre eux sont stationnés au Mali.

### Parachutisme

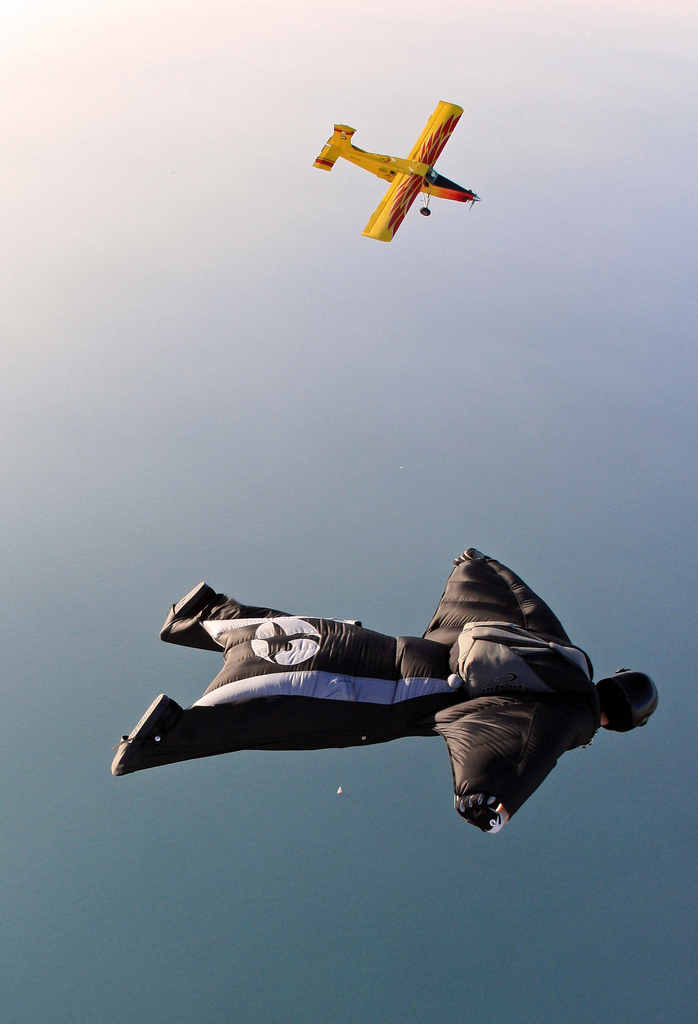
Un PC-6/B2-H4 Turbo-Porter après le largage de parachutiste en wingsuit à Dubaï.

De nos jours dans le civil, le PC-6 est très utilisé pour le largage de parachutistes. Il peut en emporter 9 ou 10 selon les versions. Par exemple quasiment tous les centres de parachutisme français en possèdent un ou le louent.

## Records du monde
En avril 1960 lors de l'expédition suisse ayant effectué la première ascension du Dhaulagiri dans le massif de l'Himalaya au Népal, les pilotes Ernst Saxer et Emile Wick, aux commandes d'un PC-6 Porter ("Yeti", HB-FAN, s/n 337), se posent sur le glacier du Dhaulagiri à 5 750 m d'altitude. Ils établissent ainsi le record toujours inégalé de l'atterrissage à l'altitude la plus élevée avec un aéronef à ailes fixes. Il est inscrit au Livre Guinness des records.
Le 15 novembre 1968 en France, le PC-6/A2-H2 (F-BOSZ s/n 636) de Turbomeca, motorisé avec un Turbomeca Astazou XIVE, atteint l'altitude de 13 485 m d'altitude, établissant ainsi le record d'altitude pour un avion de sa catégorie de poids.
Le 8 août 1983, le capitaine Dennis Coffey, aux commandes d'un PC-6/B1-H2 Turbo Porter (A14-701 / s/n 701) de l'Australian Army, effectua un vol de Carnarvon, sur la côte ouest de l'Australie à Brisbane sur la côte Est. En parcourant 3 893 km il établit le record de vol de distance en ligne droite. Il atteint alors 27 000 pieds et subit des températures inférieures à moins 41 degrés Celsius. Durant ce vol, deux records australiens de durée de vol ont également été battus.
Le 15 juillet 1999, le pilote Juergen Riedel, aux commandes d'un PC-6/B2-H4 Turbo Porter (D-FAXI / s/n 862), survole Brême en Allemagne avec la plus grande bannière de publicité au monde, 1 500 m2 (25 × 60 mètres).
Le 19 mai 2001, un PC-6/C-H2 (N394R s/n 599) de Skydive Texas piloté par Tom Bishop a été utilisé pour établir trois records du monde. Le parachutiste Michael Zang effectua 500 sauts en 24 heures, soit une moyenne de 2 minutes 45 secondes par saut. Le Pilatus mettait environ une minute pour atteindre 2 100 pieds et le saut durait environ 40 secondes. Toutes les trois heures, le PC-6 était ravitaillé en kérosène ce qui laissait le temps au parachutiste et au pilote de s'alimenter. Ce Pilatus détient le record du nombre de décollages et d'atterrissages en 24 heures et le pilote, Tom Bishop, effectua 424 décollages et atterrissages consécutifs en 21 heures, ce qui constitue également un record du monde.

## Galerie

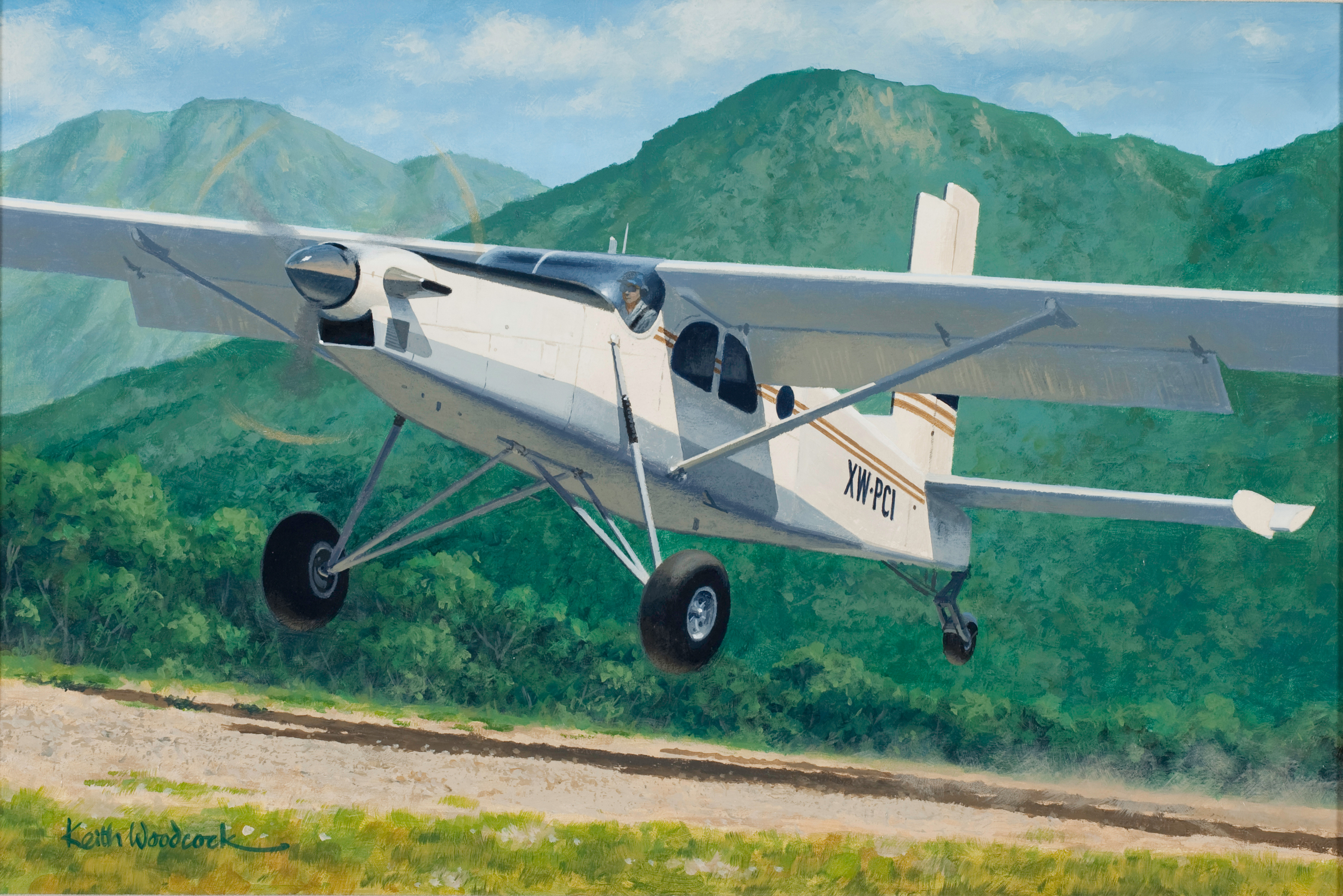
Peinture exposée au musée de la CIA représentant un PC-6/A-H2 de Continental Air Service en phase d'atterrissage au Laos en 1969.
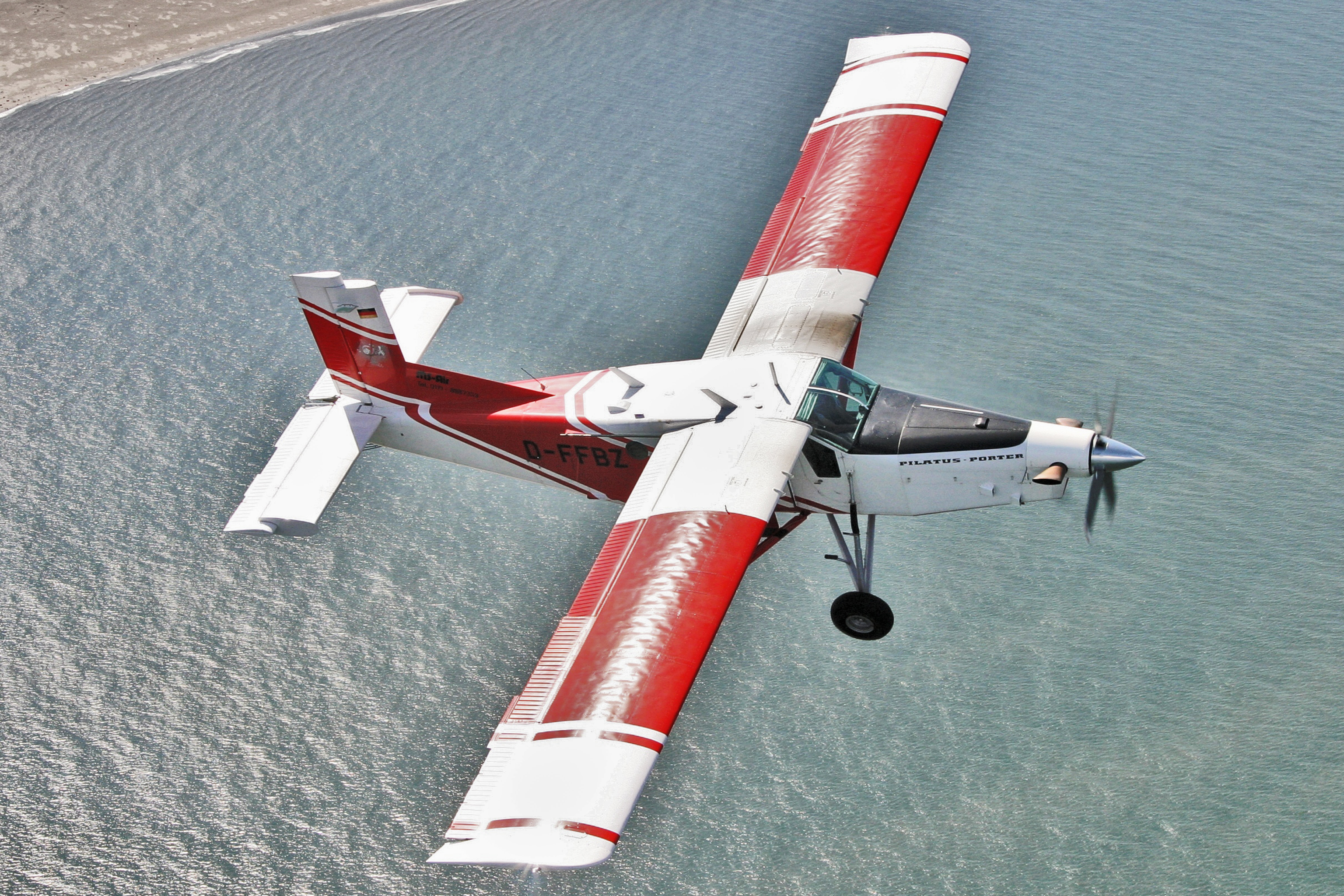
Un Pilatus PC-6/B2-H4 (s/n 869) immatriculé en Allemagne en vol en 2010.
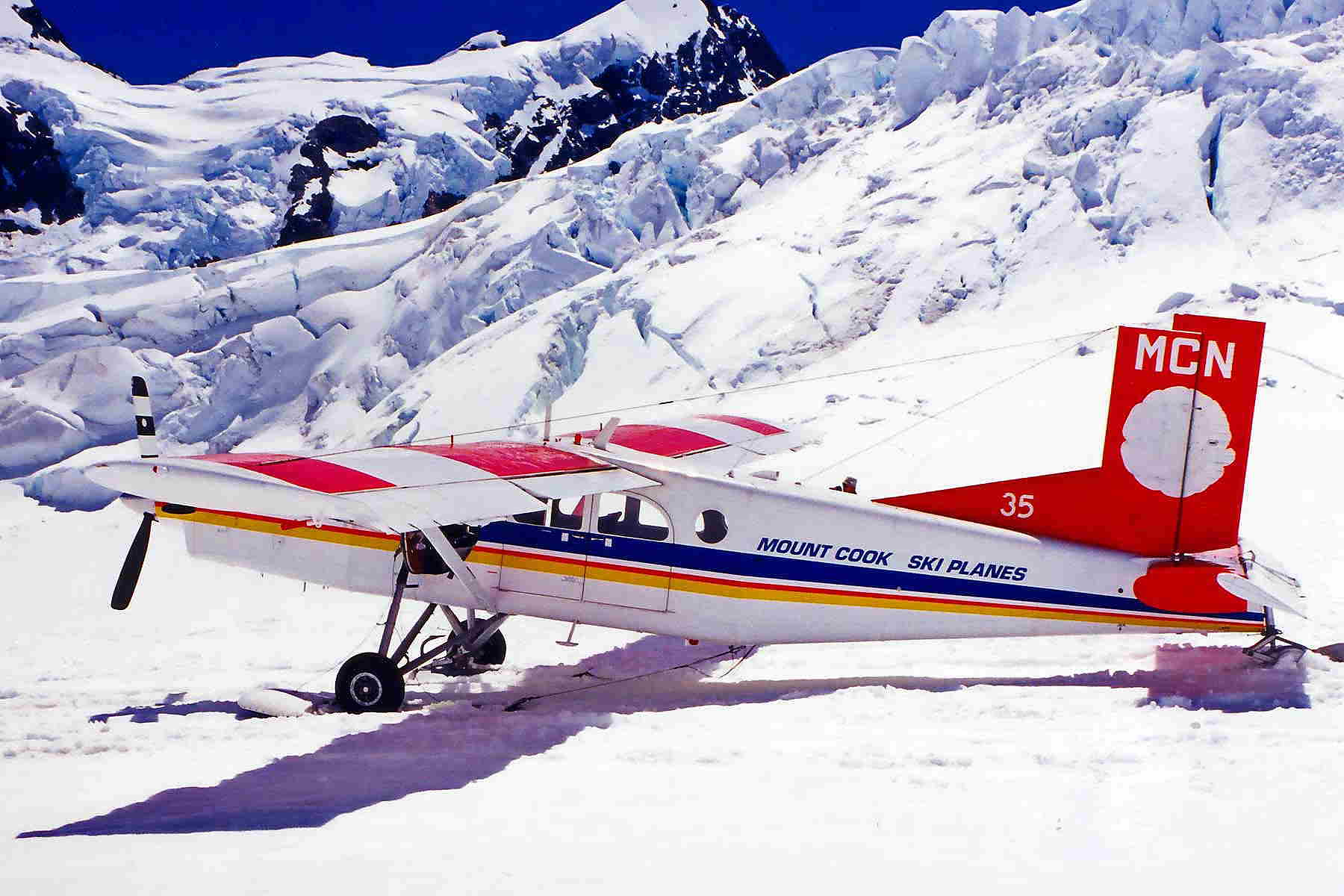
Un PC-6/B2-H4 Turbo-Porter de la compagnie Aoraki Mount Cook Ski Planes Ltd sur le glacier François-Joseph en Nouvelle-Zélande en 1999.
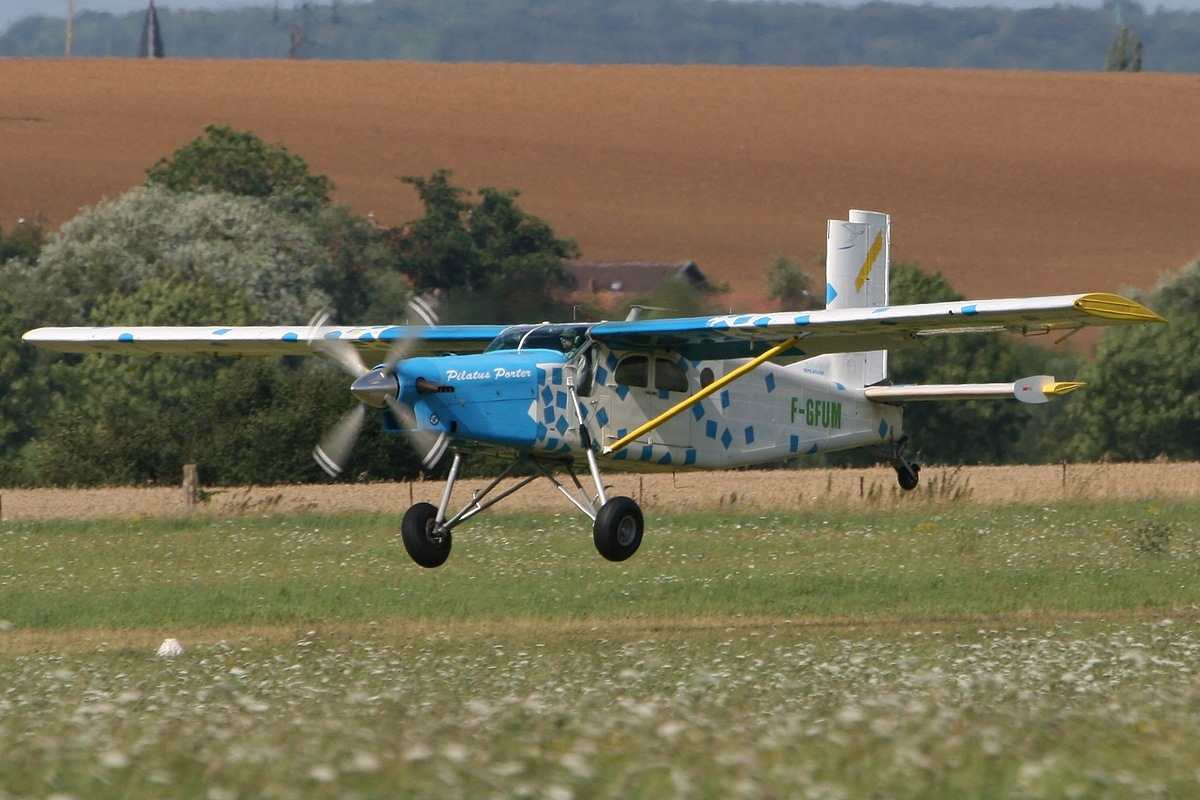
Un Pilatus PC-6-B2-H2 de l'école de parachutisme sportif de la Moselle atterrissant à l'aérodrome de Doncourt-lès-Conflans en juillet 2009.
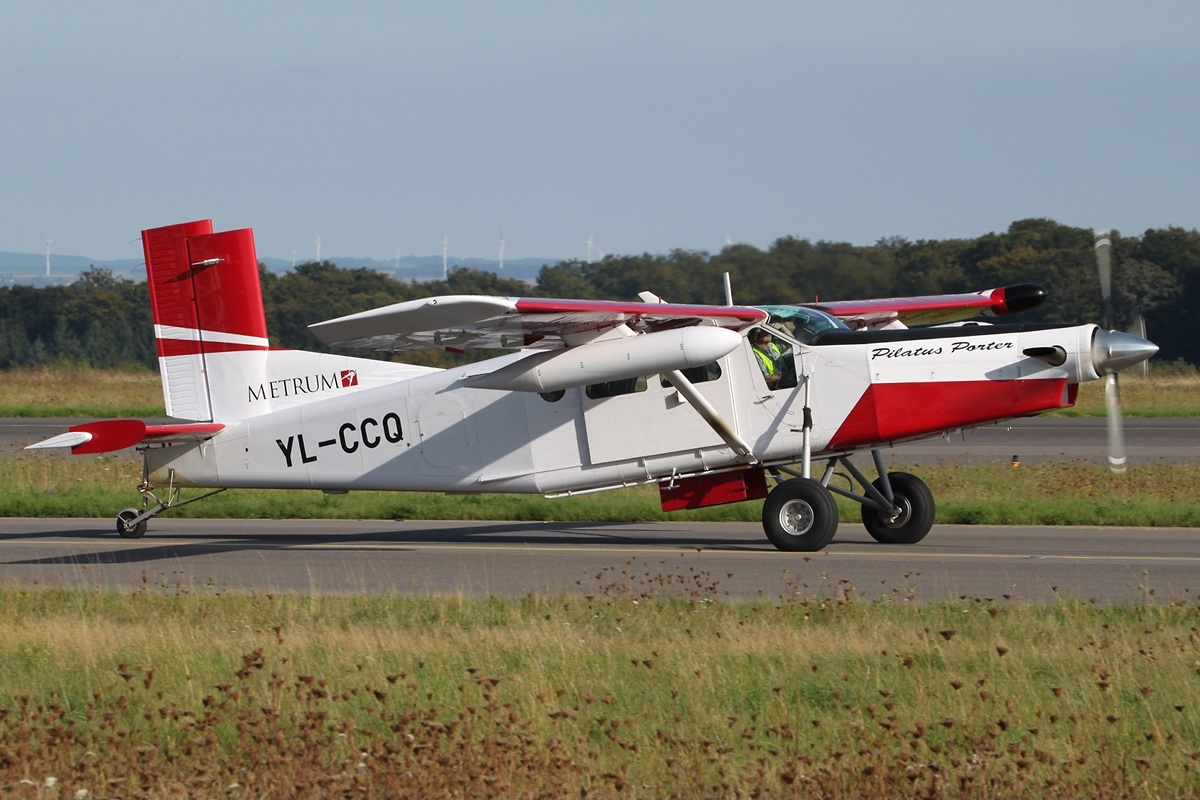
Un PC-6/B2-H4 Turbo Porter (c/n 950) de 2006 avec radar météo et réservoirs supplémentaires à l'aéroport de Luxembourg-Findel en 2010.

## Utilisateurs

### Civils
Ici sont principalement listées les compagnies possédant au moins deux PC-6 en 2018.
 Afrique du Sud
En 2023, en plus des 8 PC-6/B2-H4 Turbo Porter de la police sud-africaine, trois autres sont immatriculés en Afrique du Sud.
- NRG Explorations CC : 2 × PC-6/B2-H4 Turbo Porter, basés à l'aéroport de Johannesbourg-Lanséria ils opèrent notamment en Algérie.

 Allemagne

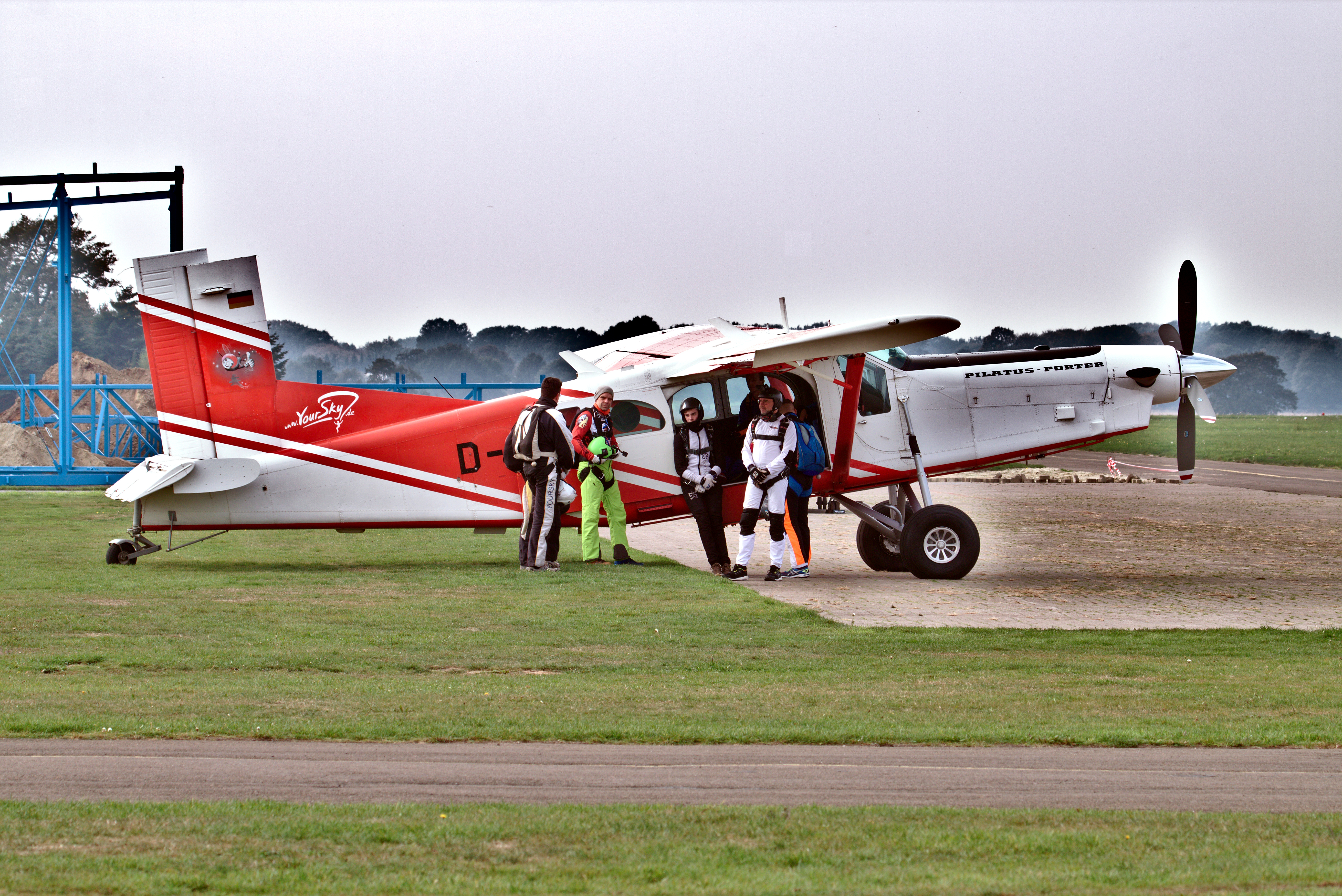
Des parachutistes prenant la pose avant d'embarquer dans un PC-6/B2-H4 (D-FFBZ) de YourSky / WEYSA GmbH à l'aérodrome de Ganderkesee en 2018.

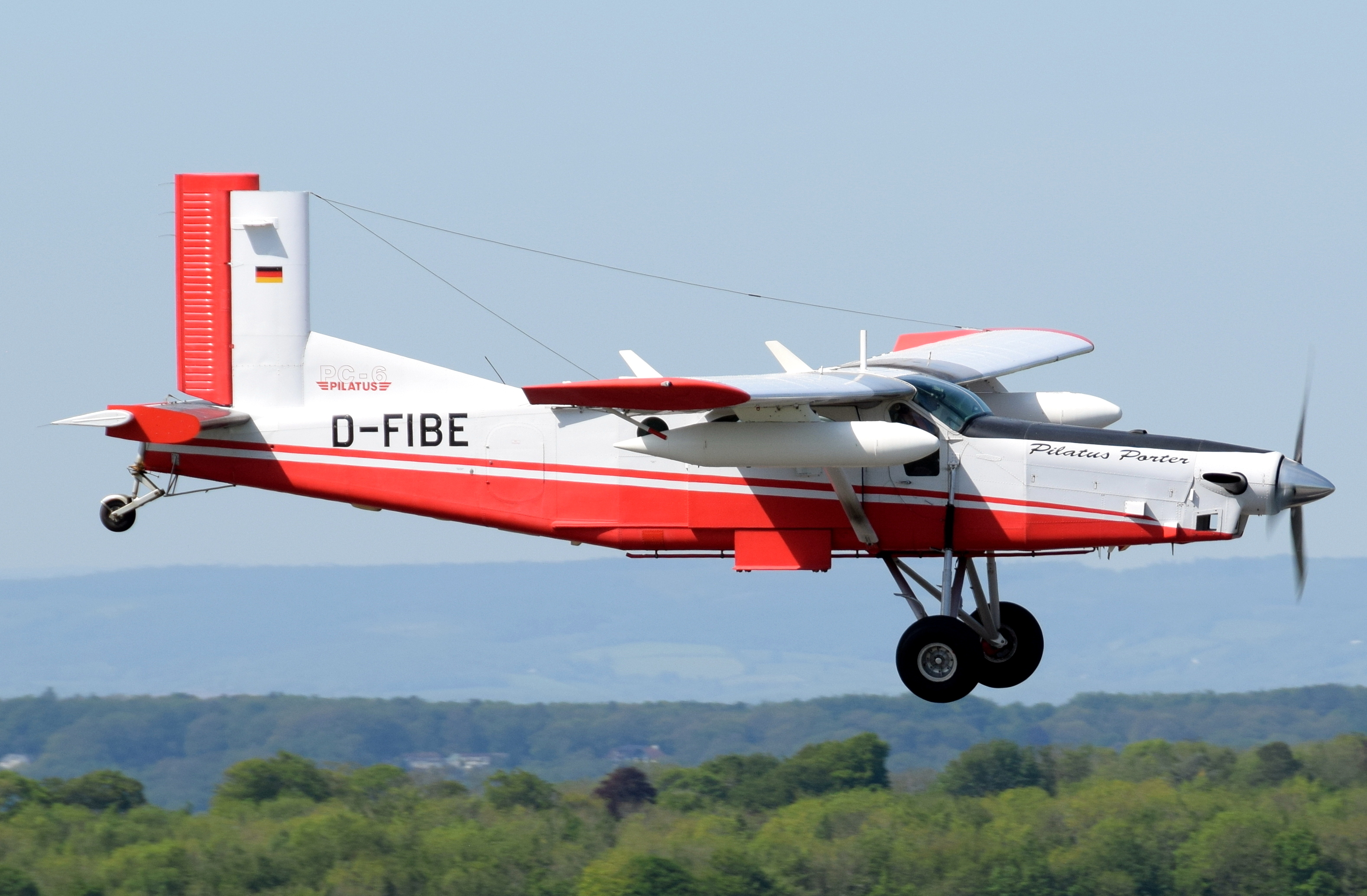
Le PC-6/B2-H4 Turbo Porter (D-FIBE) de Kias Airlines atterrissant à Bristol (2019).

En 2023, 17 appareils sont immatriculés en Allemagne, en grande majorité au sein de clubs de parachutisme.
- KWG Aviation : 3 × PC-6/B2-H4 Turbo Porter depuis 2020/2022, opèrent en Europe.
- Kias Airlines : 2 × PC-6/B2-H4 Turbo Porter depuis 2007, opèrent en Algérie.
- KFG Luftfahrt GmbH : 1 × PC-6/B2-H4 (D-FFLA / s/n 905 / 1994) acheté en mars 2022 à Scenic Air[23].
- RVM Logistica : 1 × PC-6/B2-H4 (D-FWHT / s/n 764 / 1976) depuis décembre 2020[24], basé à Malte.

 Algérie
En 2023, en plus des 2 PC-6/B2-H4 Turbo Porter des Forces aériennes algériennes, 6 appareils sont immatriculés en Algérie.
- Tassili Airlines : 5 × PC-6/B2-H4 Turbo Porter depuis 1998/1999, dont deux stockés, basés à Hassi Messaoud.
- Star Aviation SpA : 1 × PC-6/B1-H4 Turbo Porter (7T-VNA / s/n 817 / 1982) depuis 2003, basés à Hassi Messaoud.

 Autriche
- Red Bull : 1 × PC-6/B2-H4 Turbo Porter (OE-EMD / s/n 928 / 1998) depuis 2005, basé à l'aéroport de Salzbourg.

 Burkina Faso
- Endeavour Aviation : 1 × PC-6/B2-H4 Turbo Porter (XT-ALN7 / s/n 964 / 2008) depuis octobre 2019, basé à la mine d'or d'Ity avec un PC-12.

 Canada

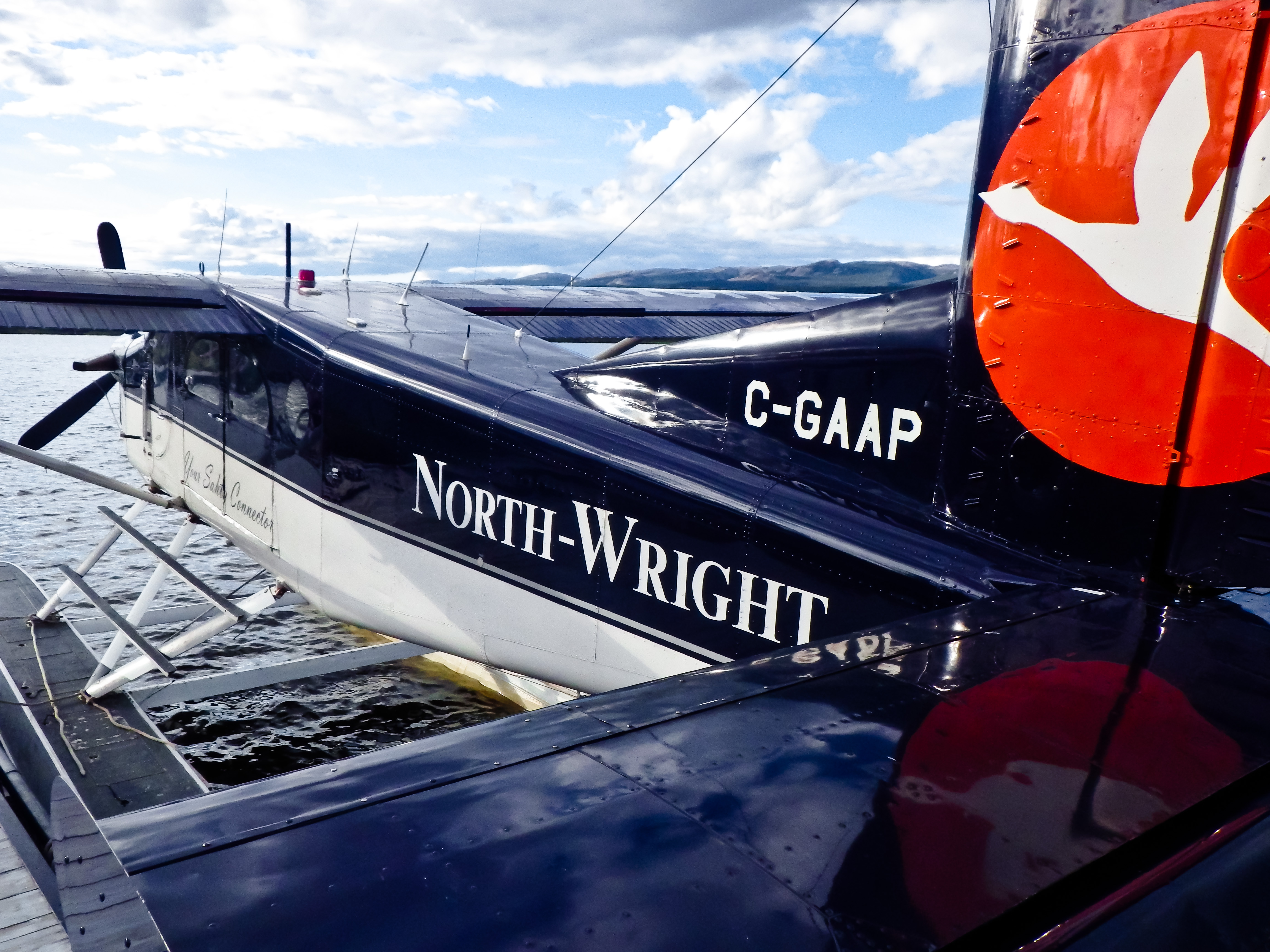
Le PC-6/B2-H4 Turbo-Porter sur flotteur (C-GAAP, PC-6/B-H2 modifié) de la North-Wright Airways Ltd à Whitehorse, Yukon, Canada.

En 2021, un PC-6/B1-H2, deux PC-6/B2-H2 et trois PC-6/B2-H4 sont immatriculés au Canada.
- Grenier Louis : 1 x PC-6/B1-H2 et 1 x PC-6/B2-H4, équipés de flotteurs, basés à Saint-Mathieu-de-Beloeil
- Harper Jesse : 1 × PC-6/B1-H2 Turbo Porter (C-GSDV / s/n 2028 / 1968), exploité par Abbotsford Para-Centre depuis l'aéroport d'Abbotsford.
- Horizon Aero Sports : 1 × PC-6/B1-H2 Turbo Porter (C-GROO / s/n 662 / 1967), exploité par Abbotsford Para-Centre depuis l'aéroport d'Abbotsford.
- North-Wright Airways (en) : 1 × PC-6/B2-H4 Turbo Porter (C-GAAP / s/n 569 / 1965). Équipé de flotteurs ou de skis, il est basé à Norman Wells.

 Chine
En 2023, 26 appareils sont immatriculés en Chine
- Asian Express General Aviation Wuxi Co Ltd (Province Wuxi): 17 × PC-6/B2-H4 Turbo Porter
- Hubei Chutian General Aviation Co Ltd (Province Hubei): 3 × PC-6/B2-H4 Turbo Porter
- Hunan Hengyang General Aviation Co Ltd (ASFC) (Province Hunan): 2 × PC-6/B2-H4 Turbo Porter
- Henan Airlines Lan Xiang Universal (ASFC) (Province Henan) : 1 × PC-6/B2-H4 Turbo Porter (B-0419 / s/n 990 / 2014)
- Shanxi San Jin General Aviation Co Ltd (ASFC) (Province Shanxi) : 1 × PC-6/B2-H4 Turbo Porter (B-9298 / s/n 986 / 2014)
- Sichuan Province Air Sports School (ASFC) (Province Sichuan) : 1 × PC-6/B2-H4 Turbo Porter (B-9812 / s/n 987 / 2013)
- Ji'an Air Sport School (ASFC) : 1 × PC-6/B2-H4 Turbo Porter (B-9815 / s/n 988 / 2013)

 Côte d'Ivoire
- Endeavour Aviation : 1 × PC-6/B2-H4 Turbo Porter depuis 2018, ancien avion de démonstration de Pilatus (HB-FJI, de 2015 à 2018), basé à Houndé avec un PC-12.

 Danemark
- Kolding Faldskaermsklub. : 1 × PC-6/B2-H4 Turbo Porter (OY-PTR / s/n 872 / 1991) depuis 2023, basé à Vamdrup.

 Émirats arabes unis

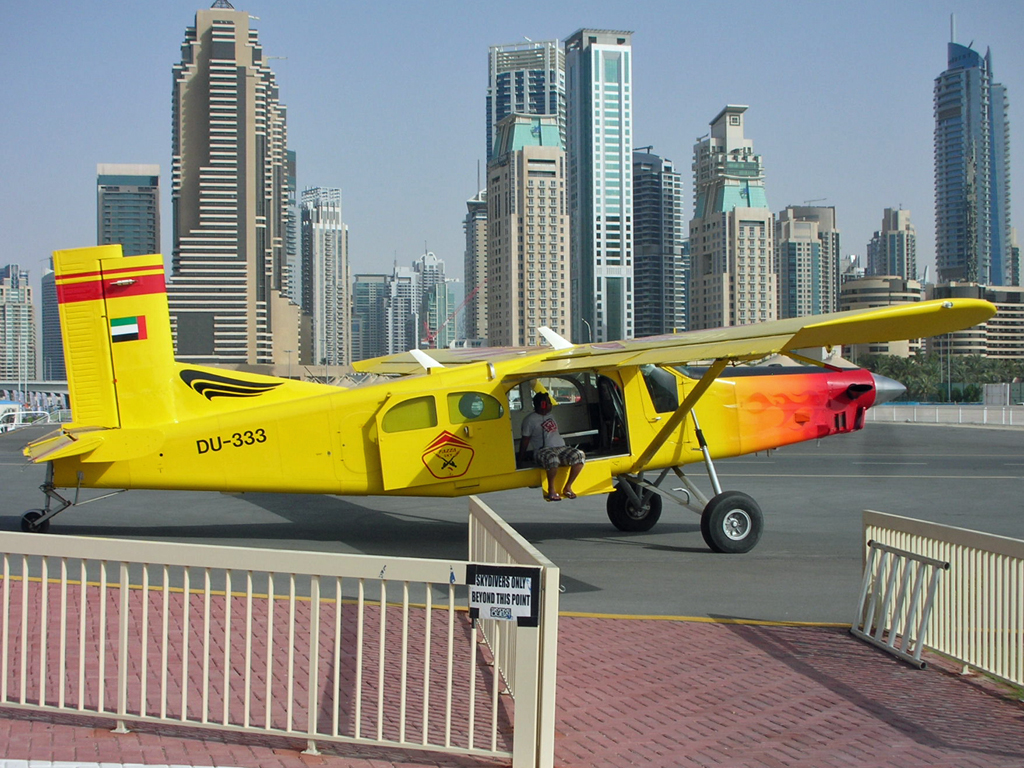
Le PC-6/B2-H4 Turbo-Porter de Skydive Dubai à Jumeirah Beach (2012)

- Nasser Al Neyadi : 1 × PC-6/B2-H4 Turbo Porter (DU-333) (DU-333 / s/n 966 / 2009), opère pour Skydive Dubai/Fazza Sky à Dubaï.
- - : 1 × PC-6/B2-H4 Turbo Porter (A6-...) depuis 2019, opère en Libye

 Équateur
- Petroecuador : 3 × PC-6/B2-H4 Turbo Porter depuis 2008/2010, basés à l'aéroport international Mariscal Sucre (Quito).

 Érythrée
- Eritrea Mapping & Information Center (EMIC) : 1 × PC-6/B2-H4 Turbo Porter (E3-AAS / s/n 912 / 1994) depuis 2010.

 Espagne

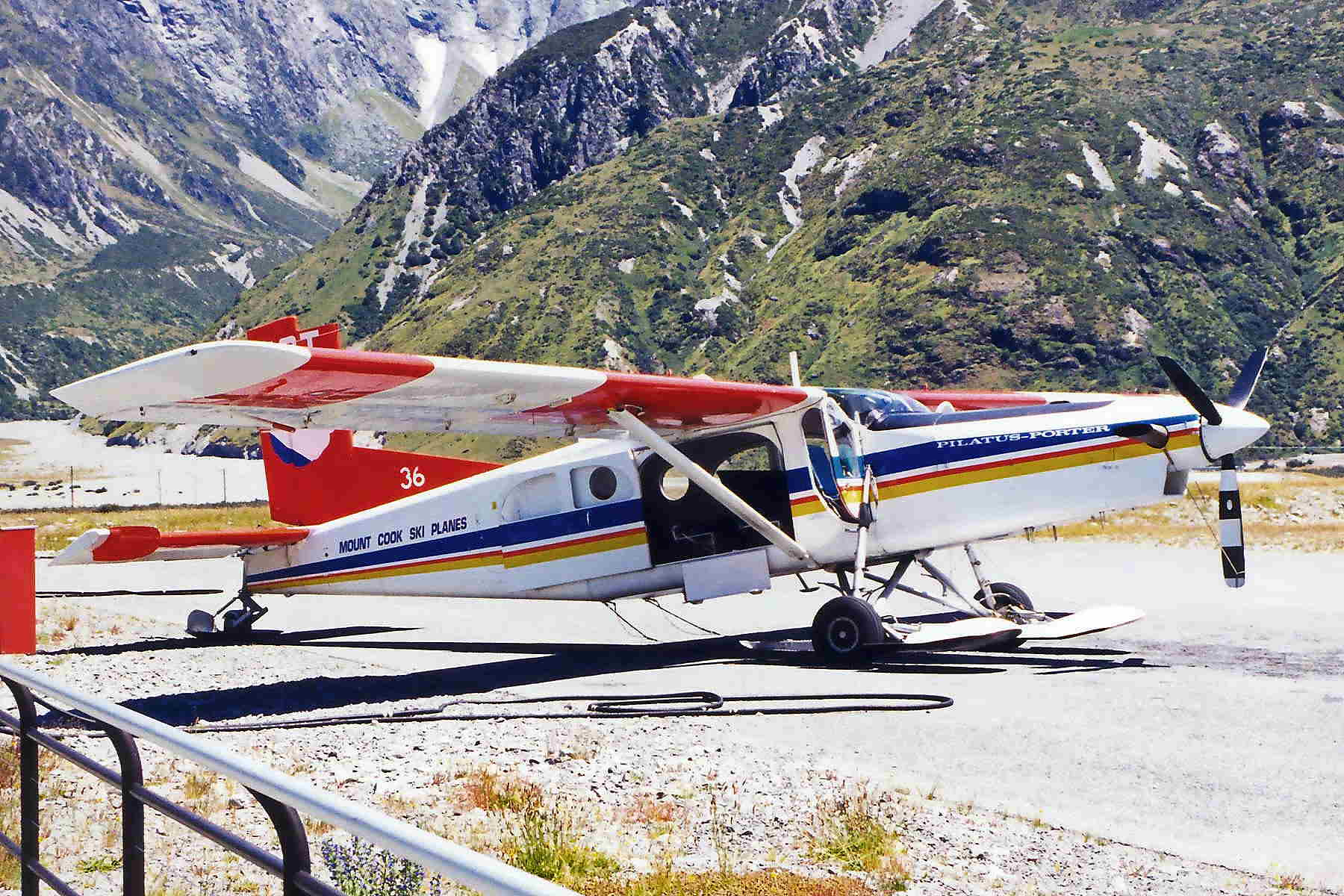
Un PC-6/B2-H4 Turbo-Porter de Aoraki Mount Cook Ski à l'aérodrome de Mount Cook Village en 2012.

En 2023, 5 appareils sont immatriculés en Espagne (7 en 2021), tous au sein de clubs de parachutisme.
- Eroporter SL : 1 × PC-6/B2-H4 Turbo Porter (Porter Partnership) basé à Barcelone, un autre de 2013 à 2022 basé à Ocaña

 Estonie
- Skydive Estonia / LHV Leasing : 1 × PC-6/B2-H4 Turbo Porter depuis 2019, basé à l'aérodrome de Rapla (en)

 États-Unis
En 2018, 26 appareils sont immatriculés aux États-Unis, dont 21 de Pilatus Aircraft (1 PC-6, 1 PC-6/350, 1 PC-6/350-H2, 2 PC-6/B1-H2, 7 PC-6/B2-H2 et 11 PC-6/B2-H4) et 5 de Fairchild Heli-Porter (1 PC6/B1A-H2, 1 PC6/B1-H2, 1 PC6/B2-H2 et 2 PC6/C-H2). Un certain nombre d'entre eux sont stationnés à l'étranger.
- Aero-Taxi OKR / Petr Turek (Mnichovo Hradiště, République tchèque) : 1 × PC-6/B2-H4
- Aero Tech (Clovis, NM) : 1 × PC-6/B2-H4  basé à Seldovia (Alaska)
- Air America : 1 × PC-6/B2-H4  depuis 2004, opère à Verceil en Italie
- Atlantel Aeroservices / Southern Aircraft Cons (Ditchingham, Royaume-Uni) : 2 × PC-6/B2-H4 . Un depuis 2006, basé à St-François (Guadeloupe), et un depuis avril 2018, basé à Genk-Zwartberg en Belgique.
- Avstar (Seattle, WA) : 1 × PC-6/B2-H4  depuis 2007
- Dimor Aerospace Inc : 1 × PC-6/B2-H4  depuis 2018. Équipé de flotteurs, il opère au Brésil comme avion ambulance. Il est engagé dans les secours humanitaires aux Bahamas après le passage de l'ouragan Dorian en 2019.
- Danish Turbine APS Inc Trustee : 1 × PC-6/C2-H2  depuis avril 2012, basé à Gap - Tallard en France. Bien que cet avion ait changé dix fois de propriétaire, il n'a jamais changé d'immatriculation (N361F).
- Flexible Flyer (Cody, WY) : 1 × PC-6/B2-H4  depuis septembre 2017
- Freefall Express : 1 × PC-6/B2-H4  depuis avril 1994
- Galcier Fly Alaska : 1 × PC-6/B2-H2  depuis avril 2019.
- JAARS (en) (Waxhaw, NC) : 1 × PC-6/B2-H4
- Josub (Greenville, NC) : 2 × PC-6/B2-H2
- Kapowsin Air Sports LTD (WA) : 1 × PC-6/B1-H2  depuis août 2008
- Kavalair (Marion, MT) : 1 × PC-6/B2-H2  basé à Eloy (Arizona)
- Lacy Aviation (Van Nuys, CA) : 1 × PC-6/C-H2  depuis 1993
- MG Air Inc (Concord, CA) : 1 × PC-6/B2-H4  depuis novembre 2017
- MIAIR Inc : 1 × PC-6  depuis juin 2019. Il s'agit du prototype PC-6/275 (s/n 341) immatriculé en mars 1960 (HB-FAS). Cinquième PC-6 construit, il est finalement motorisé selon la version de base (PC-6) en mai 1960. Depuis lors il a changé dix-huit fois de propriétaire. Il est l'un des deux PC-6 Porter encore en service en 2018.
- Pleasant Aviation (Mount Pleasant, TX) : 2 × PC-6/B2-H2
- Skyservice Altmühltal : 1 × PC-6/B2-H4  depuis mars 2018, opère pour Skydive Colibri à Attersee en Autriche.
- Skydive Lobos  : 1 × PC-6/B2-H2  depuis septembre 2017, opère pour Skydive Lobos à Lobos en Argentine.
- Styles Aviation (Lagrangeville, NY) : 1 × PC-6/350
- Southern Cross Aviation (Wilmington, DE): 1 × PC-6 . Il s'agit du prototype PC-6/275 (s/n 341) immatriculé en mars 1960 (HB-FAS). Cinquième PC-6 construit, il est finalement motorisé selon la version de base (PC-6) en mai 1960. Depuis lors il a changé dix-sept fois de propriétaire. Il est l'un des deux PC-6 Porter encore en service en 2018.
- Switchback Aviation (Cody, WY) : 1 × PC-6/B2-H4
- Yeti Flyers GmbH : 1 × PC-6/350-H2 (N283SW / s/n 540 / 1962) depuis octobre 2019. Ce Pilatus PC-6 Porter, exposé au Musée suisse des transports depuis octobre 2016, a été transféré le 18 novembre 2019 à Bleienbach où il fait l'objet d'une refonte totale. Le PC-6 devrait voler à nouveau en tant qu'Yeti Porter en 2020, ce qui en fera l'un des deux PC-6 Porter à piston en état de vol, au côté du PC-6 N4795P (s/n 341), qui est également en phase de repasser en état de vol. Il est nommé Yeti Porter car il porte les couleurs et l'immatriculation du Yeti, le PC-6/340 (HB-FAN / s/n 337 / 1959), premier PC-6 construit, engagé en mars 1960 dans l'expédition suisse ayant effectué la première ascension du Dhaulagiri dans le massif de l'Himalaya. Il fera la promotion du Musée suisse des transports et du Flieger Museum Oberaargau lors de meetings aériens en Suisse et à l'international.

 France

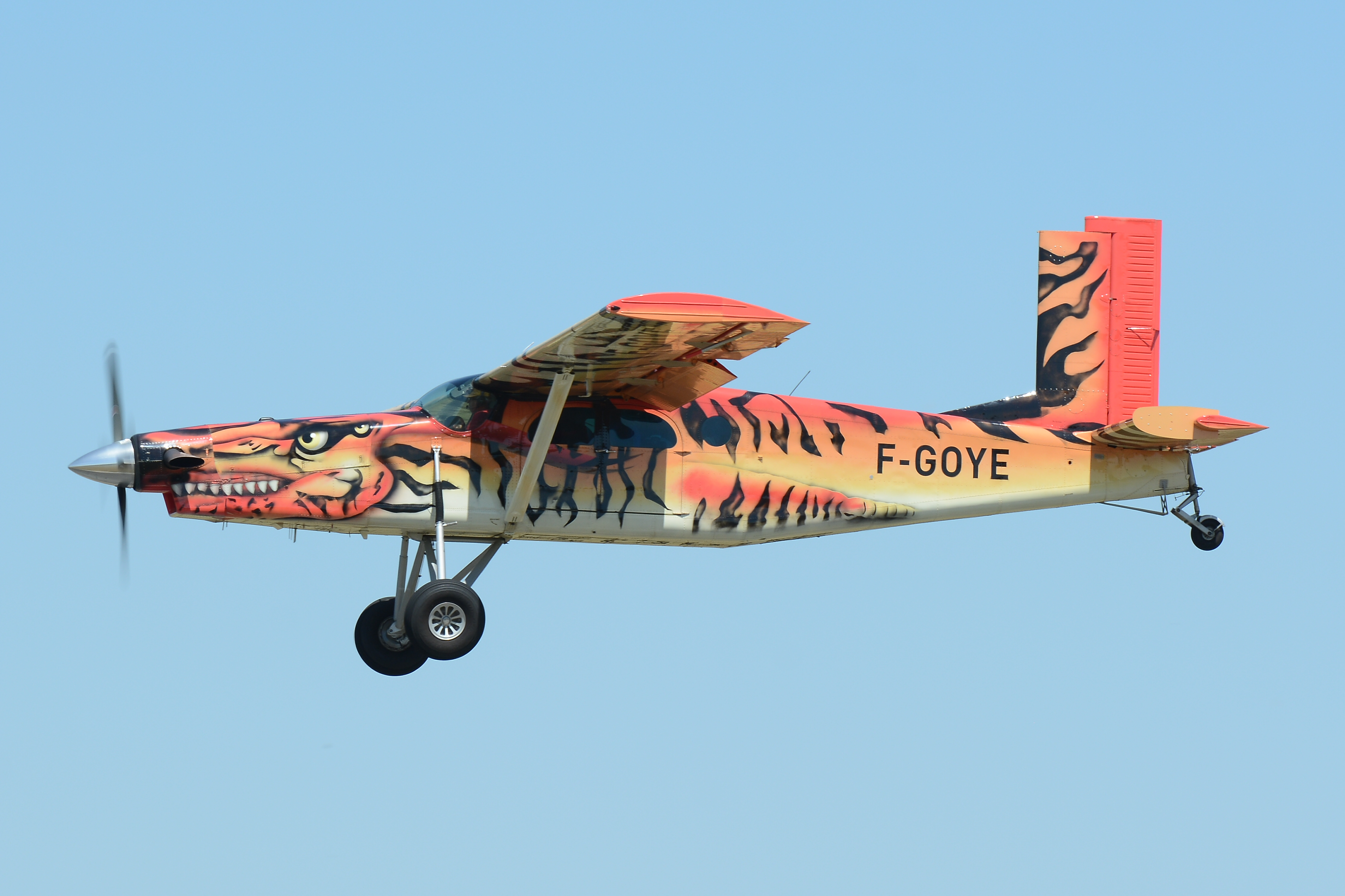
Le PC-6/B2-H2 (F-GOYE, s/n 517) de l'École de Parachutisme d'Agen à l'aéroport d'Agen-La Garenne (2020). Cet avion a une longue carrière derrière lui. Construit en 1961 avec un moteur à piston (PC-6 Porter), il a été remotorisé à deux reprises et a porté sept immatriculations de six pays. Il a notamment volé pour la compagnie de la CIA Continental Air Services en Asie du Sud-Est et Boun Oum Airways de 1966 à 1977, qui l'a loué à Boun Oum Airways de 1966 à 1974, puis pour l'Armée royale thaïlandaise de 1977 à 1991.

En 2023, en plus des cinq Pilatus PC-6 de l'ALAT, 47 appareils sont immatriculés en France, en très grande majorité au sein de clubs de parachutisme. Un certain nombre d'entre eux sont basés à l'étranger.
- Baulip Sports : 1 × PC-6/B1-H2 acquis en 1996 et 1 × PC-6/B2-H4 acquis en 2014 (opéré par Alpes Parachutisme Services), basés aux aérodromes de Gap - Tallard (Hautes-Alpes) et Chambéry-Aix-les-Bains (Savoie).
- Centre de parachutisme de Cahors : 1 × PC-6/B2-H2 acquis en 1995 et 1 × PC-6/B2-H4 acquis en 2009, basés à l'aérodrome de Cahors - Lalbenque (Lot).
- École de parachutisme de Besançon Franche-Comté : 2 × PC-6/B2-H2 acquis en 1994 et 2018 et basés à l'aéroport de Besançon-La Vèze (Doubs).
- Kias Airlines : 1 × Pilatus PC-6/B2-H2 acquis en 2013 et 1 × Fairchild PC-6/B2-H2 acquis en 2016, basés à l'aérodrome d'Estrées-Mons (Somme).
- Para Club de Bourbon : 2 × PC-6/B2-H2 acquis en 2012 et 2018 et basés à l'aéroport de Saint-Pierre-Pierrefonds (La Réunion).
- Pau Parachutisme Passion : 1 × PC-6/B2-H2 acquis en 2014 et 1 × PC-6/B2-H4 acquis en 2018, basés l'aérodrome de Lasclaveries (Pyrénées-Atlantiques).
- Tarade Aéro Services : 2 × PC-6/B2-H2 acquis en 2003 et 2006 et basés à l'aérodrome de Gap - Tallard (Hautes-Alpes).

 Guatemala
- Adonai International Ministries (Illinois) : 1 × PC-6/B2-H4 (TG-ASC / s/n 858 / 1988) depuis 2018 (réimmatriculé en 2020 aux États-Unis N96JC). Adonai International Ministries est un ministère médical de Marine (Illinois) qui travaille principalement pour fournir des soins médicaux dans les hautes terres reculées du Guatemala.

 Indonésie

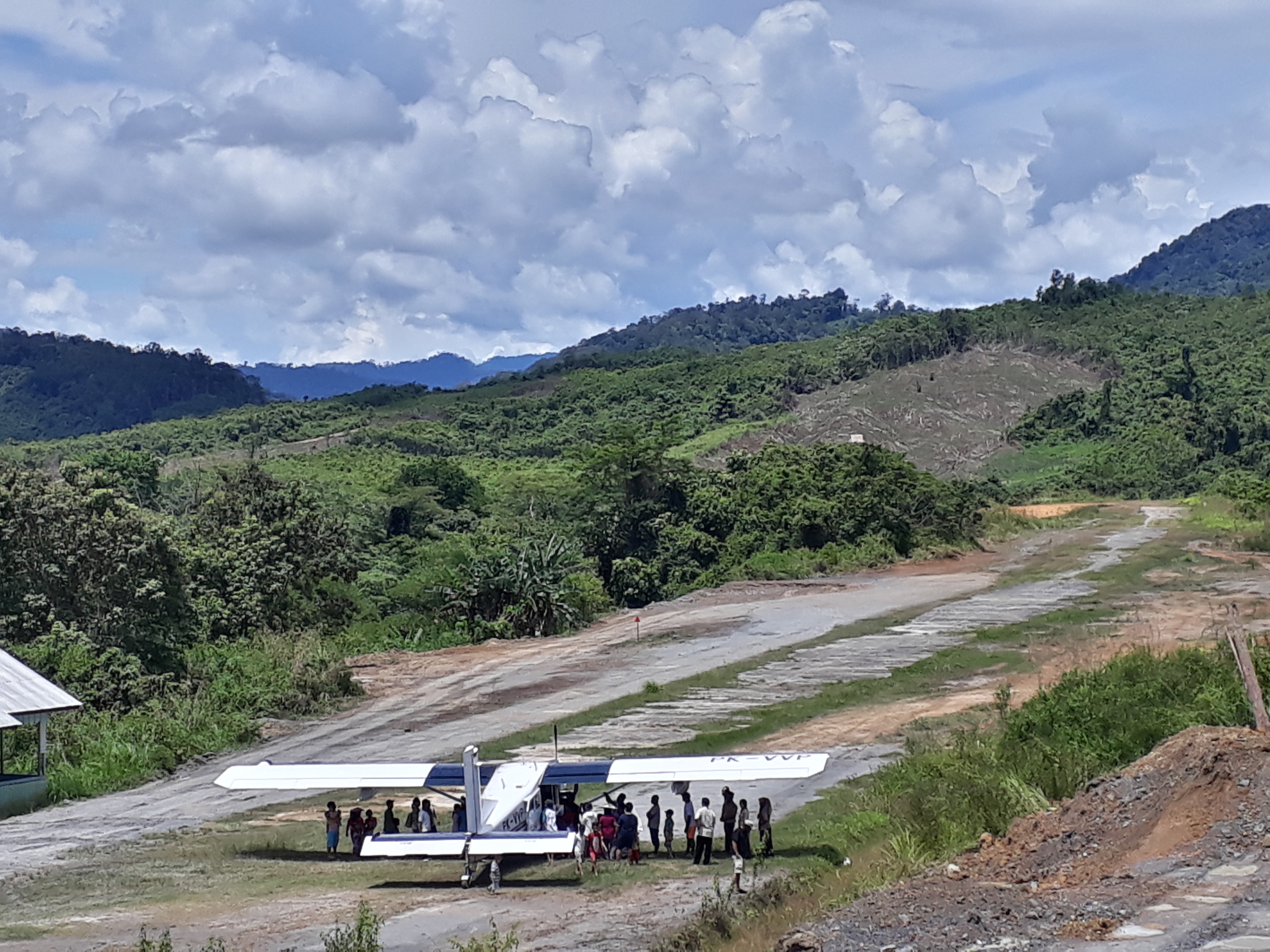
Un PC-6/B2-H4 Turbo-Porter (PK-VVP) de Susi Air sur la piste de Long Pujungan dans le Malinau (Bornéo) en 2019.

En 2023, 23 appareils sont immatriculés en Indonésie.
- Associated Mission Aviation : 5 × PC-6/B2-H4, opèrent depuis l'aéroport de Jayapura-Sentani
- PT Smart Cakrawala Aviation (Smart Aviation) : 4 × PC-6/B2-H4, PK-SNB « Billy » (s/n 1015 / 2021) est livré en août 2021 et accidenté sans faire de blessé le 26 février 2022 après une sortie de piste à l’atterrissage à Bayabiru (Kabupaten de Paniai)[26]. PK-SNC « Citra » (s/n 1016 / 2021) est livré en novembre 2021[27]. PK-SNC « Ellio » (s/n 1017 / 2021) est livré en avril 2022[28]. PK-SND « Ellio » (s/n 1017 / 2021) est livré en décembre 2022[28]. La compagnie, qui a ses principales bases d'opération et de maintenance à Singkawang (Bornéo) et Nabire (Papouasie), a passé commande de cinq appareils en novembre 2020. La livraison doit s'échelonner entre 2021 et 2022. Il est prévu d'utiliser les PC-6 dans des zones reculées, afin de répondre aux besoins des communautés locales difficiles à atteindre par des avions de plus grande capacité[12].
- Susi Air: 7 × PC-6/B2-H4 en service, opèrent principalement en Papouasie, mais aussi dans le Kabupaten de Malinau et le Pangandaran. Le 7 février 2023, le Pilatus PC-6/B2-H4 PK-BVY (s/n 973 /2010) de Susi Air a été incendié et détruit par les rebelles de l'Organisation pour une Papouasie libre sur la piste de Paro (en), Kabupaten de Nduga, Papouasie des hautes terres. Le pilote néo-zélandais et les cinq passagers ont été pris en otage (en) après l'atterrissage.
- Yajasi Aviation / JAARS Aviation, Jungle Aviation and Radio Service : 4 × PC-6/B2-H4 en service, opèrent depuis l'aéroport de Jayapura-Sentani.

 Italie
En 2023, 4 appareils sont immatriculés en Italie au sein de clubs de parachutisme.
- Happy Fly GmbH : 1 × PC-6/B2-H4 Turbo Porter en service. Le PC-6/B2-H4 (I-HSKC / s/n 779 / 1977) s'est écrasé le 14 mai 2021 lors d'un vol d'entrainement depuis l'aéroport de Ravenne, tuant les deux pilotes.
- Skydive Sardegna : 1 × PC-6/B2-H4 (I-HFHZ / s/n 840 / 1984) à Cagliari. Acheté à Swiss Global Aerospace SA en janvier 2021 qui l'avait acheté à Zimex Aviation en novembre 2020[29].

 Lettonie
- Skydive Latvia : 1 × PC-6/B2-H4 (9H-RVM / s/n 954 / 2007) depuis juin 2023[30], dont un basé à Limbaži

 Malte
- RVM Logistics : 2 × PC-6/B2-H4 (9H-RVM / s/n 969 / 2010) et (D-FWHT / s/n 764 / 1976) depuis 2020, dont un basé à Crémone en Italie (9H-RVM) et un immatriculé en Allemagne (D-FWHT).

 Mexique
En 2023, en plus des deux Pilatus PC-6/B2-H4 de la Force aérienne mexicaine, un est immatriculé au Mexique.
- Aero Futuro SA : 1 × PC-6/B2-H4 Turbo Porter depuis 1995, basé à Toluca

 Nouvelle-Zélande
En 2023, 5 appareils sont immatriculés en Nouvelle-Zélande.
- Aoraki Mount Cook Ski Planes : 2 × PC-6/B2-H4 Turbo Porter avec roues/skis depuis 2003, basés l'aérodrome de Mount Cook (en).

 Pays-Bas
- Aircraft and More GmbH : 1 × PC-6/B2-H4 depuis mai 2019, basé en Autriche

 Pérou
En 2023, en plus du dernier Pilatus PC-6/B2-H4 de la Force aérienne du Pérou, un est immatriculé au Pérou.
- Aeroandino Survey SAC : 1 × PC-6/B2-H4 (OB-1600 / c/n 789 / 1977) depuis 2022 pour des vols passagers et de fret ainsi que du travail aérien depuis Chiclayo et Pucallpa. En 1980, Transportes Aereos Orientales (Équateur) achète un PC-6/B2-H2 (HC-BHL). Accidenté en 1984, il est stocké jusqu'en 1993. Acquis par Aero Andino la même année, il est reconstruit au Pérou et immatriculé OB-1600 en mai 1994. Contraint à un atterrissage d'urgence à la suite d'une perte de puissance, l'avion est remis en état de vol au standard PC-6/B2-H4 en 2004. Aero Andino, une société de transport aérien à la demande, a été créée en 1990 par le pilote suisse Rudolf Wiedler, ancien employé de Pilatus. Opérant depuis l'aéroport de Pucallpa dans la région d'Ucayali, Aero Andino offrait notamment des services dans le transport de passagers et de fret, le largage de parachutistes, les évacuations sanitaires, la recherche et le sauvetage ainsi que la photographie et la vidéo aérienne[31]. Dans la vidéo We are Pilatus[32], Rudolf Wiedler présente le PC-6 Turbo Porter dans son environnement de travail, l'Amazonie péruvienne[33]. En mai 2022 le PC-6 est immatriculé chez Amazon Aviation Service SAC / Aircraft Maintenance pour subir une révision complète. Il est actuellement exploité par Aeroandino Survey SAC (Rudolf Wiedler) sous la même immatriculation[34].

 Russie
- Polar Airlines : 1 × PC-6/B2-H4 depuis 2014, basé à Iakoutsk.

 Slovaquie
- Fenix Air : 1 × PC-6/B2-H4 depuis 2018 , basé à Slavnica. Auparavant exploité par Aeroklub Dubnica, s.r.o. de mars 2017 à 2018.

 Slovénie
En 2023, 4 PC-6/B2-H4 sont immatriculés au en Slovénie, dont deux au sein de la force aérienne.
- Flycom Aviation d.o.o. : 2 × PC-6/B2-H4 depuis 2021, basés à Bovec.

 Suisse
En 2021, en plus des 15 Pilatus PC-6 des Forces aériennes (en y incluant le HB-FCF d'Armasuisse), 13 appareils sont immatriculés en Suisse.

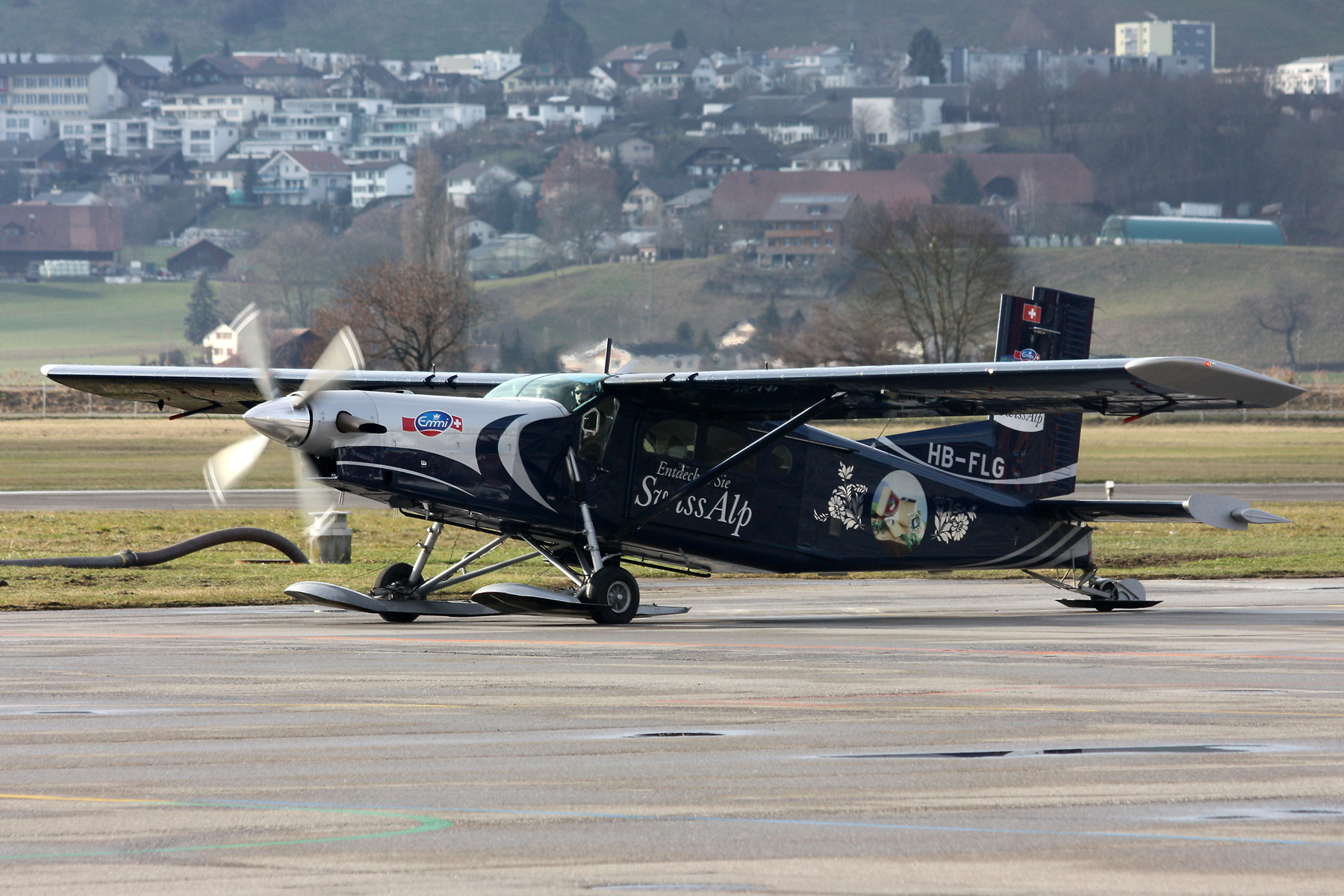
Un Pilatus PC-6-B2-H4 (HB-FLG) avec skis de Scenic Air en 2011.

- Flying Devil : 2 × PC-6/B2-H4 (HB-FKT / s/n 876 / 1991 et HB-FLI / s/n 893 / 1993) dotés de roues/skis, basés à l'Fribourg-Ecuvillens
- Para-Centro SA Locarno : 2 × PC-6/B2-H4 (HB-FKH / s/n 865 / 1989 et HB-FKM / s/n 873 / 1990) basés à l'aérodrome de Locarno (en)
- Para-Sport-Club Triengen : 1 × PC-6/B2-H4 (HB-FKC / s/n 844 / 1986) basé à l'aérodrome de Triengen
- Porter SA: 1 × PC-6/B2-H4 (HB-FJP / s/n 1003 / 2015) basé à l'aérodrome de Locarno
- Swiss Aviation School GmbH : 1 × PC-6/B2-H4 (HB-FLB / s/n 906 / 1994) acheté à Zimex Aviation en avril 2022[35].
- Swissboogie Parapro : 1 × PC-6/B2-H4 basé à l'aérodrome de Biel-Kappelen
- Weibel Aviation : 1 × PC-6/B2-H4 basé à l'aérodrome de Sitterdorf
- Yankee Lima Suisse SA : 1 × PC-6/B2-H4 (HB-FDU / s/n 663 / 1968) depuis juin 2020. Ancien PC-6/B2-H2 d'Air Glaciers, converti en PC-6/B2-H4 en 2020[36].
- Yeti Flyers GmbH : PC-6/350-H2 (s/n 540 / 1962 / HB-FAN), depuis août 2023, basé à l'aérodrome Langenthal-Bleienbach. Cet avion a été restoré et remotorisé avec son moteur à piston d'origine. Il est immatriculé HB-FAN et porte les couleurs du Yéti, comme le prototype PC-6 Porter (s/n 337) utilisé engagé en mars 1960 dans l'expédition suisse ayant effectué la première ascension du Dhaulagiri dans le massif de l'Himalaya.

 Tchéquie
- Jump-Tandem s.r.o. : 1 × PC-6/B2-H4 Turbo Porter (OK-JMT / s/n 882 / 1992) depuis 2023, basé à Brno.

 Thaïlande
En 2019, en plus des quinze Fairchild AU-23A de la Royal Thai Air Force et des trois PC-6/B2-H4 du ministère de l'agriculture et de la coopération, 2 appareils sont immatriculés en Thaïlande.
- Thai Sky Adventure Co Ltd : 2 × PC-6/B2-H4, basé Ao Udom, Sri Racha Airfield

#### Anciens utilisateurs civils
Ici sont principalement listées les compagnies ayant possédé au moins deux PC-6.
 Allemagne
- K&D Aviation GmbH & Co.KG : 2 × PC-6/B2-H4 Turbo Porter depuis 2012/2020, opéraient pour Skydive-Binz.

 Australie
- Snowy Mountains Scheme : Snowy Mountains Authority : 2 × PC-6/B1-H2 (S/N 656 et 657 / immatriculation VH-SMA et VH-SMB) livrés en novembre 1967. Le PC-6 VH-SMA est vendu à Stillwell B.S. qui opère en Nouvelle-Calédonie. L'appareil VH-SMB est radié le 25 mai 1976 à Polo Flat, NSW.

 Bangladesh
- Bangladesh Flying Club Ltd : 1 x PC-6/B1-H2 (S2-ACD / s/n 670 / 1968) acquis dans les années 1980. Cet appareil a été acquis en 1969 (AP-AVU) pour le service de vol du gouvernement du Pakistan oriental avant qu'il soit transféré à l'indépendance du Bangladesh en janvier 1972 au Bangladesh Government Flight (S2-AAF). Il est ensuite operé par la Force aérienne du Bangladesh de 1974 à sa vente au Bangladesh Flying Club Ltd (S2-ACD). En 1991 il est immatriculé en France. Dans les années 2000 il est transformé en PC-6/B2-H4. En 2023, il est utilisé par l'École de Parachutisme de Lyon Corbas[37].

 Belgique
- Aero Survey : 1 x PC-6/B1-H2 (OO-AER / s/n 645 / 1967) de 1972 à 1977, basé à Anvers[38].
- Aviation Tourisme Carolégien : 1 x PC-6 Porter (OO-POF / s/n 524 / 1961) de 1978 à 1979[39].
- Limburg Air Promotion : 1 x PC-6/B2-H4 (OO-PKZ / s/n 909 / 1994) de 1994 à 1999, opérait pour le Para Centrum Zwartberg[40].
- Namur Air Promotion SA : 2 x PC-6/B2-H4. OO-NAP (s/n 914 / 1995) de 1995 jusqu'à l'accident aérien de Namur du 9 juin 2002[41]. OO-NAC (s/n 710 / 1969) de 2003 jusqu'à l'accident aérien de Gelbressée du 19 octobre 2019[42].
- Para Centrum Vlaanderen VZW : 2 x PC-6/B2-H4. OO-JDV (s/n 911 / 1994) de 1994 à 2005[43]. OO-PCV (s/n 882 / 1992) de 1997 à 2012[44].
- Paracentrum Oud-Turnhout : 1 x PC-6/B2-H4 (OO-FWJ / s/n 710 / 1969) de 1995 à jusqu'à 2000 lorsqu'il est accidenté au décollage de l'aéroport militaire de Moorsele faisant onze blessés[45]. Réparé et révisé en 2002 par Pilatus, il est ensuite acheté par Namur Air Promotion SA en 2003[42].

 Canada
- Beau Del Air : 1 × PC-6/B-H2 (C-GAAP / s/n 569 / 1965) acheté à Styles Aviation au printemps 1997. Endommagé le 25 septembre 1998, il est réparé, modifié en PC-6/B2-H4 et vol à nouveau en novembre 2011. Il est vendu à North-Wright Airways en juin 2002.
- Blacksheep Aviation : 1 × PC-6/B1-H2 (C-GZCZ / s/n 731 / 1971) avec flotteurs/roues opéré depuis Whitehorse (YK). Cet ancien appareil de l'armée australienne est acheté en avril 1994. Endommagé le 25 septembre 1998, il est réparé, modifié en PC-6/B2-H4, et vol à nouveau en novembre 2011. Il est vendu à North-Wright Airways en juin 2002.
- Coyote Air Service : 1 × PC-6/350-H2 avec flotteurs (C-FBGL / s/n 540 / 1962) basé à l'aéroport de Teslin (YK). Il est acheté à Wayco Aviation en septembre 1993, vendu à Kennicott Wilderness Air (États-Unis) en février 2002.
- Glacier Air / Air Alps : 1 × PC-6/B1-H2 skis/roues (C-FPZB / s/n 634 / 1967) acheté à Mount Cook Line (NZ) en juin 1989, vendu à FSC Bruchsal (D) en juillet 1998.
- Mackenzie Mountain Outfitters : 1 × PC-6/350-H1 avec flotteurs (C-FBGL / s/n 540 / 1962) acheté à Northern Light Gospel Missions en juillet 1990, vendu à Mackenzie Mountain Outfitters (1978) en juillet 1990.
- Nahanni Air Services (en) : 1 × PC-6/B1-H2 avec flotteurs Fiddle Diddle (C-GWZO / s/n 572 / 1965) acheté à Territorial Airways en 1978, vendu à Simpson Air en juin 1982. 1 × Fairchild PC-6/B1-H2 avec flotteurs (C-ZIZ / s/n 620 / 1967) acheté à Norcrown Air (États-Unis) en juin 1981, vendu à North-Wright Air en septembre 1989. Il vol à nouveau avec NAS en automne 2015 avant d'être vendu.
- Northern Light Gospel Missions : 1 × PC-6/350-H1 avec flotteurs (N17077 / s/n 540 / 1962) loué à Fairchild Hiller de septembre 1967 à avril 1970. En mai 1970, l'appareil opéré depuis l'aéroport de Red Lake (ON), acheté et modifié en PC-6/350-H2, est immatriculé C-FBGL, vendu à Wayco Aviation en septembre 1991. Cet avion sur flotteurs était un appareil de démonstration de Pilatus. D'abord immatriculé en Suisse (PC-6/350, HB-FAL) d'avril 1962 à mars 1965, puis au main de J.Morvan (PC-6/350-H1, CF-RZZ) jusqu'à sa vente à Fairchild à la fin de l'été 1965.
- Roberts Air Venture : 1 × PC-6/B1-H2 (C-FRAV / s/n 631 / 1967) opéré depuis Carvel en Alberta, Il est acheté à Shark Air Aviation (États-Unis) en février 1992 et vendu à Porter Express en juin 1996 (opère pour le CEDP de Valcourten qui achète l'avion en avril 1997).
- Simpson Air : 1 × PC-6/B1-H2 avec flotteurs Never Cry Wolf (C-GWZO / s/n 572 / 1965) acheté à Nahanni Air Service en juin 1982, basé à l'aérodrome de Fort Simpson, vendu en juillet 1985. Il est renommé Never Cry Wolf après avoir tourné dans le film Un homme parmi les loups.
- Territorial Airways : 1 × PC-6/B1-H2 Fiddle Diddle (C-GWZO / s/n 572 / 1965) acheté à Alaska Inc en juin 1976, vendu à Nahanni Air Service en juin 1982. 1 × Fairchild PC-6/B1-H2 Zizzer (CF-ZIZ / s/n 2009 / 1967), opéré avec flotteurs ou skis/roues, acheté à Arctic Air Service (États-Unis) en septembre 1969, vendu à Norcrown Air en 1978.
- TST Humanitarian Surveys (Grand Lake, CO) : 1 × PC-6/B2-H4 (N354AK / s/n 790 / 1977) de 2012 à 2019, vendu (PH-ABT)
- Viking Helicopters : 3 × PC-6/B1-H2 (C-GXIL / s/n 620, C-GXIJ / s/n 667[46] C-GXIK / s/n 672) achetés à Continental Air Service en décembre 1976. Tous trois opéraient en république de Haute-Volta pour l'OMS principalement pour le travail agricole. C-GXIK est vendu en juin 1986 à Air Savoie (France), C-GXIJ en 1985 à Aero Goteborg (Suède) et C-GXIL en janvier 1985 à Skylift (Floride, États-Unis).
- Wayco Aviation : 1 × PC-6/350-H2 avec flotteurs (C-FBGL / s/n 540 / 1962) basé à l'aéroport de Quesnel (BC). Il est acheté à Mackenzie Mountain Outfitters en septembre 1991 et vendu à Coyote Air Service en septembre 1993.

 États-Unis

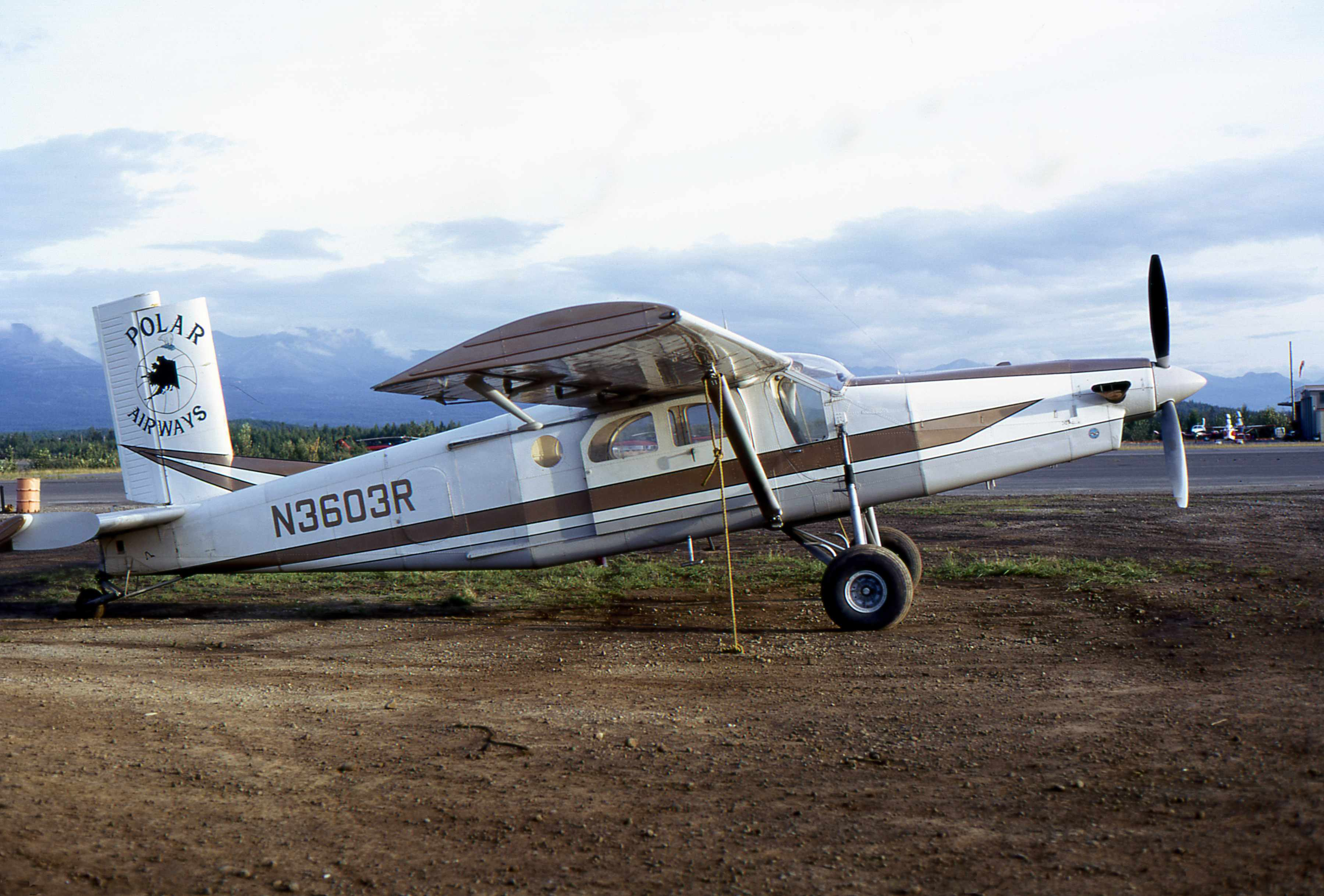
Un PC-6/B1-H2 Turbo-Porter (N3603R) de Polar Airways construit sous licence en 1966 par Fairchild Heli-Porter. Cet appareil a subi plusieurs accidents durant sa carrière en Alaska. Le 22 février 1971, il est endommagé à l'aéroport d'Anchorage. Racheté en 1974 par Lee's Air Service Inc., il est à nouveau endommagé le 1 mai 1974 à Kotzebue. Alors opéré par Arctic Guide depuis 1978, il s'écrase peu après le décollage le 18 février 1980 à West Dease. Radié du registre des immatriculations en avril 1993, il est finalement immatriculé N120TD d'avril 1994 à décembre 2013.

- Northern Consolidated Airlines : 5 × PC-6
- Polar Airways : PC-6/B1-H2 (N3603R / s/n2005) de 1969 à janvier 1974, endommagé à l'aéroport d'Anchorage le 22 février 1971.
- Wien Alaska Airlines (en) : 8 × PC-6

 Espagne
- Calima Aviacion : 2 × PC-6/B2-H4 Turbo Porter de 2009 à 2013 et de 2007 à 2013.
- Skydive BCN : 2 × PC-6/B2-H4 Turbo Porter de 2013/2016 à 2023, basés à La Cerdanya et à Barcelona-Bages

 France
- Air Alpes : 8 × Pilatus PC-6 Porter et Turbo Porter entre 1962 et 1976[48].
- Air Corail : 1 × PC-6/B1-H2 de mai 1974 à novembre 1975 basé à l'aéroport international de Nouméa-La Tontouta (Nouvelle-Calédonie). Cet appareil opéra en Nouvelle-Calédonie jusqu'en 1978 avec Roger Gaillot puis Yvan Ohlen.
- Air Savoie et Momapa Sport Services : 7 × Pilatus PC-6 et Turbo Porter. L'un d'eux (F-BIEL) s'est écrasé le 7 février 1986 à Usillon (Haute Savoie) lors d'un vol dans de mauvaises conditions météorologiques entre Courchevel et l'aéroport de Genève, le pilote déceda[49].
- Centre de parachutisme sportif de Paris-Île-de-France et de l'Aube : 1 × PC-6/A-H2 de 1980 à 1995 et 1 × PC-6/B1-H2 de 1979 à 1994, basés à l'aérodrome de La Ferté-Gaucher (Seine-et-Marne).
- Guyane Aero Services (opéateur) : 1 × PC-6/B2-H4 de 1996 à 2001 basé à l'aéroport de Cayenne-Rochambeau (Guyane), pour des vols passagers et cargo, vendu.
- Transports Amazoniens / Transama : 1 × PC-6/B2-H4 de 2003 à 2013 basé à l'aéroport de Cayenne-Rochambeau (Guyane), vendu.

 Grèce
- S.P.E. SA : 2 × PC-6/B1-H2 pour le travail agricole (SX-AFC / s/n 691 / 1969, SX-AFB / s/n 694 / 1969) acquis en juin et juillet 1969. SX-AFB est accidenté le 22 juillet 1969, SX-AFC est vendu en octobre 1976 à Ciba-Pilatus

 Guatemala
- Le PC-6/B2-H4 immatriculé TG-TUC (s/n 858 / 1988) a été en service pour Hotel Tucan Dugu (Livingston (Guatemala))/ Pilatus Guatemala de 1988 à 2013, période durant laquelle il a été longtemps stocké. En 2013 il prend l'immatriculation TG-ASC, d'abord avec ARM Aviacion SA de 2013 de 2018, puis pour Adonai International Ministries qui l'a immatriculé N96JC en 2020[50]. Cette dernière est un ministère médical de Marine (Illinois) qui travaille principalement pour fournir des soins médicaux dans les hautes terres reculées du Guatemala.

 Indonésie
- Merpati Nusantara Airlines :
  - 2 PC-6/340-H2 (s/n 538 / PK-NPX, s/n 542 /PK-NPY) livrés en 1964. PK-NPY est accidenté le 8 mars 1966 à Genjem (province de Papouasie) en Indonésie[51], PK-NPX est accidenté le 9 décembre 1966 à Ubreb (province de Papouasie)[52].
  - 8 PC-6/H2
    - 1 PC-6/H2 (s/n 560 / PK-NPZ) livré en 1964, il est accidenté le 10 mars 1967 à Sentani, Jayapura (en) (province de Papouasie)[53].
    - 2 PC-6/H2 (s/n 577 / PK-NPU, s/n 579 / PK-NPW) livrés en 1965, ferraillés en 1979[54],[55],[56]
    - 2 PC-6/H2 (s/n 588 /PK-NPT, s/n 589 / PK-NPS) livrés en 1966, PK-NPS est accidenté en 1973, ferraillés en 1979[57],[58]
    - 3 PC-6/H2 (s/n 621 / PK-NPQ, s/n 622 / PK-NPP, s/n 622 / PK-NPO) livrés en 1967, dont deux sur flotteurs (PK-NPP, PK-NPQ). PK-NPO et PK-NPP sont accidentés en 1975, ferraillés[59],[60],[61].

 Italie
- Aeralpi (de) Linee Aeree :
  - 4 PC-6 Porter
    - 1 PC-6 Porter (s/n 537 / I-CONA) livré en 1962, endommagé en 1962, repris par Pillatus en 1963 qui le loue à Officine Aeronavali Spa jusqu'en 1965. Vendu à Aer Aosta en 1965 (I-CONA)[62].
    - 2 PC-6 Porter (s/n 551 / I-SORE, s/n 552 / I-ALBO) livrés en 1963. I-SORE est converti en PC-6/A-H2 Turbo-Porter en 1964. Il est endommagé à Cortina d'Ampezzo le 8 décembre 1964. Après la cessation ses activités d'Aeralpi en juillet 1968, il est stocké à Genève où il est endommagé par une tempete en août 1969. Vendu à Air Alpes en 1972[63]. I-ALBO est converti en PC-6/A-H2 Turbo-Porter en 1965, il est vendu à Aer Aosta en mars 1968[64].
    - 1 PC-6 Porter (s/n 531 / I-ONDI) acquis en 1964, converti en PC-6/A-H2 Turbo-Porter en 1965. Après la cessation ses activités d'Aeralpi en juillet 1968, il est stocké à Genève où il est endommagé par une tempete en août 1969. Vendu à Air Tourisme Alpin (HB-FFR) en 1969[65].

  - 1 PC-6/A-H2 (s/n 573 / I-ROCE) livré en 1965. Après la cessation ses activités d'Aeralpi en juillet 1968, il est vendu à Aer Aosta en 1969 (I-MIDI)[66].
- Aer Aosta
  - 3 PC-6/A-H2
    - PC-6/A-H2 (c/n 537 / I-CONA) acquis en 1966[62], nommé « Aer Aosta I - Cono ». L'avion a décollé d'Albenga pour un vol de retour vers Aoste le 25 avril 1966. À l'approche de Castelnuovo di Ceva les conditions météorologiques et la visibilité se sont détériorées en raison de nuages bas. Volant à basse altitude sous la couverture nuageuse, l'avion heurta des arbres et s'écrasa sur le flanc d'une colline. Le pilote, Conrad Gex, et les sept passagers sont tués[67].
    - PC-6/A-H2 (c/n 552 / I-ALBO) acquis de Aeralpi en 1968, il est vendu à Air Alpes en 1969 (F-BRPJ)[64].
    - 1 PC-6/A-H2 (s/n 573 / I-MIDI) acquis de Aeralpi en 1969, il est vendu à Società Avi Alpi en 1970 (I-MIDI)[66].

 Japon
- Itoh C. & Co Ltd :
  - 1 × PC-6 (S/N 528 / immatriculation JA3196) acquis en 1962, retiré du service en 1971.
  - 2 × PC-6/H-2 (S/N 558 et 559 / immatriculation JA3201 et JA3202) acquis en 1964. En service jusqu'en 1969 et 1971.

 Népal

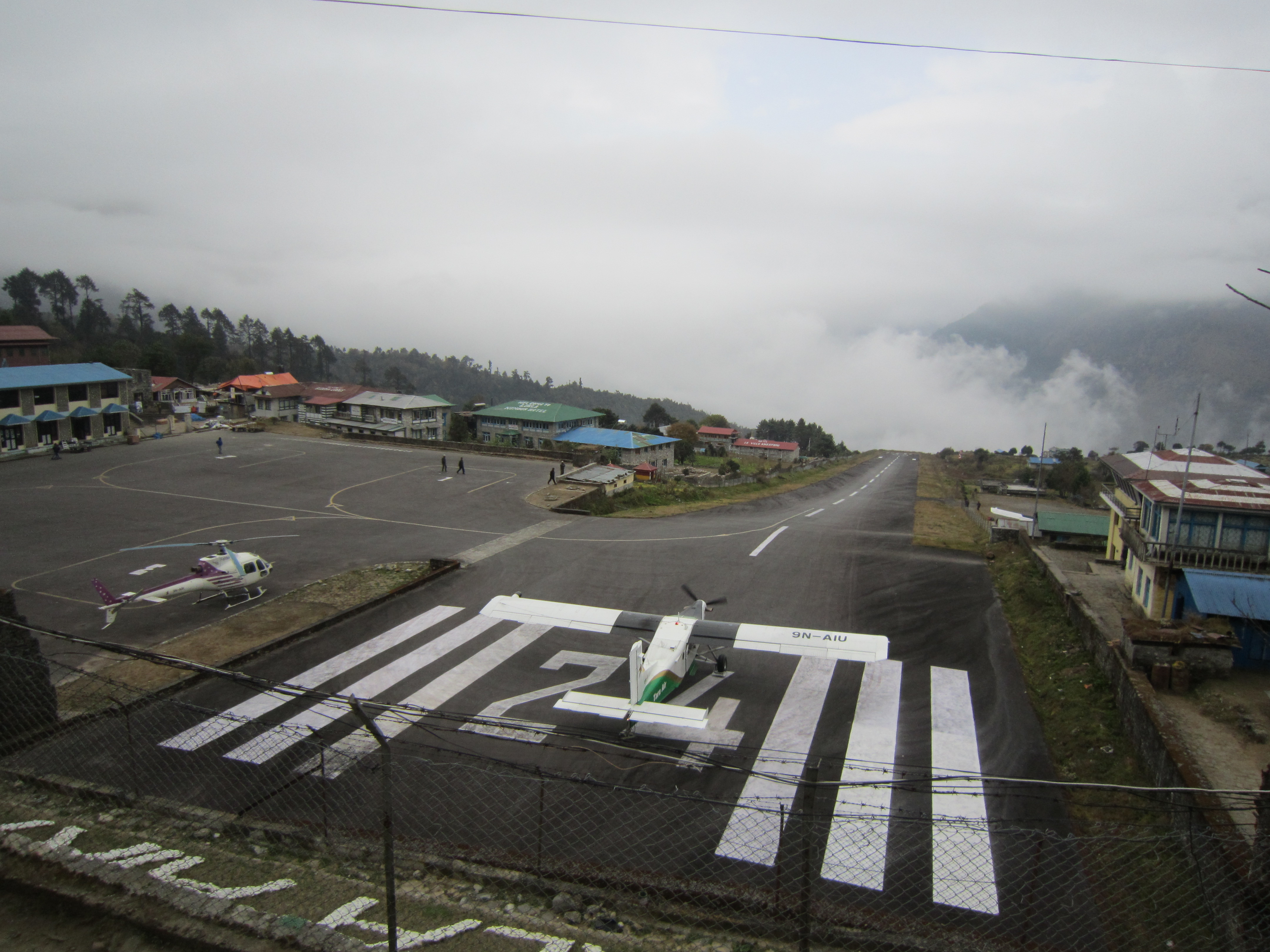
Un PC-6/B2-H4 (9N-AIU) de Tara Air prêt au décollage sur l'aéroport de Lukla au Népal en novembre 2011.

- Air Venture : PC-6/A-H2 Porter (S/N 581 et immatriculé N13200) exploité pour le l'Ambassade des États-Unis au Népal de 1965 à 1967. Converti en PC-6/B1-H2 en 1966.
- Royal Népal Airlines :
  - 3 × PC-6/B2-H2 (S/N 727, 728 et 746/ immatriculation 9N-AAZ, 9N-ABC, 9N-ABJ) acquis en 1971. Le 31 mars 1975 le PC-6 9N-AAZ s'écrase peu après le décollage à Solu, parmi les victimes l'épouse et la fille de Sir Edmund Hillary. Le PC-6/B2-H4 9N-ABC est retiré du service avant 1992. Le PC-6 9N-ABJ est accidenté le 19 novembre 1981 à Biratnagar.
  - 1 × PC-6/B1-H2 (S/N 755 / immatriculation 9N-ABK) acquis en 1975. Converti en PC-6/B2-H4 en juin 1989, accidenté le 19 novembre 1998 à Phapding.

Emile Wick, l'un des pilotes du PC-6 prototype HB-FAN lors de l'expédition suisse du Dhaulagiri en 1960, pilotait pour la compagnie[68].
- Yeti Airlines : 2 × PC-6/B2-H4 (s/n 962 et 963) mis en service mai 2009, puis transféré à sa filiale Tara Air en octobre 2009.
  - Tara Air : 2 × PC-6/B2-H4 (s/n 962 et 963) mis en service octobre 2009. Le 4 novembre 2009 le Porter 9N-AIU a été endommagé au décollage de Syangboche (en), des techniciens de Pilatus Aircraft se sont rendus sur place pour remettre l'appareil en état de vol. Il est revendu en juillet 2012 à Yajasi Aviation / JAARS (en) Aviation en Indonésie. Le 6 octobre 2011 le PC-6 Porter 9N-AIV est endommagé à l'atterrissage à Lukla, il est réparé et vendu.

 Norvège
- A/S Flytransport : 2 × PC-6/B1-H2

 Papouasie-Nouvelle-Guinée
- Papuan Airlines Pty Ltd : 3 × PC-6/B-H2. L'appareil (s/n 580 / VH-PNF) immatriculé le 19 novembre 1965 est endommagé le 14 décembre 1965 à Terapo Mission.

 Pays-Bas
- KLM Aerocarto : 2 × PC-6

 Pérou
- TANS : voir utilisateurs militaires

 Royaume-Uni
- Grupo 7Air : 1 × PC-6/B2-H2 à partir de 2018 (en maintenance au Portugal) et 1 × PC-6/B2-H4 basé à Portimão au Portugal

 Saint-Marin
- Tangosette srl : 2 × PC-6/B2-H4, opéraient en Italie à Crémone et Fano

 Suisse
- Air Glaciers : Douze PC-6 exploités entre 1965 et 2020 depuis l'aéroport de Sion.
- Caritas Suisse : 1 × PC-6/B1-H2 (HB-FEZ / s/n 699 / 1969 opérant au Bangladesh de février 1972 à 1975[69] après la troisième guerre indo-pakistanaise.
- Ciba-Pilatus AG : 15 × PC-6/B1-H2 opérant principalement comme aéronef de travail agricole.
  - Le HB-FDH (s/n 658 / 1967) de mai 1968 à mars 1983[70], le HB-FDI (s/n 665 / 1967) de mai 1968 à décembre 1974, il s'écrase le 5 décembre 1977 à Wad Madani au Soudan[71].
  - Le HB-FEO (s/n 676 / 1968) d'octobre 1968 à avril 1984[72], le HB-FEM (s/n 674 / 1968) de novembre 1968 à octobre 1975, il s'écrase le 2 septembre 1975 à Tamanrasset en Algérie[73].
  - Le HB-FEU (s/n 698 / 1969) de juin 1969 à juillet 1970, il s'écrase le 2 mars 1970 à Potgietersrus dans le Transvaal en Afrique du Sud[74], le HB-FFA (s/n 700 / 1969) de septembre 1969 à décembre 1983[75], le HB-FFB (s/n 706 / 1969) de septembre 1969 à janvier 1972 comme aéronef de travail agricole, il est détruit lors de la troisième guerre indo-pakistanaise le 3 décembre 1971 au Bangladesh[76], le HB-FET (s/n 697 / 1969) de mai 1969 à août 1984, il est détruit par un incendie le 3 octobre 1982[77]
  - Le HB-FFC (s/n 707 / 1969) d'octobre 1969 à mai 1982[78] et le HB-FCL (s/n 617 / 1966) d'octobre 1969 à mars 1984[79], équipés comme aéronef de travail agricole, ils sont notamment affrétés par l'Organisation des Nations unies pour l'alimentation et l'agriculture dans l'état agricole d'Al-Jazirah au Soudan de 1975 à 1989.
  - Le HB-FFO (s/n 709 / 1969) de novembre 1969 à janvier 1972, il est détruit lors de la troisième guerre indo-pakistanaise par une attaque aérienne le 21 décembre 1971 à Dacca au Bangladesh[80], le HB-FFP (s/n 710 / 1969) de novembre 1969 à février 1984[81], le HB-FFD (s/n 708 / 1969) d'octobre 1969 à avril 1984[82], le HB-FFN (s/n 703 / 1969) du début des années 1970 à mai 1974[83] et le HB-FEV (s/n 691 / 1969) d'octobre 1976 à mars 1984[84].
- Farner Air Transport AG : 3 × PC-6/B2-H4, HB-FKS (s/n 875 / 1991) de juillet 1991 à mars 1994[85], HB-FKR (s/n 872 / 1991) de juillet 1993 à septembre 1995[86] et HB-FKZ (s/n 892 / 1993) de juillet 1991 à janvier 1996[87] volèrent sous les couleurs de l'ONU au Sahara occidental dans le cadre du cessez-le-feu obtenu par l'ONU (guerre du Sahara occidental). L'appareil HN-FKS est endommagé le 21 juin 1993 à Aousserd.
- RUAG : 2 × PC-6/B2-H2 acheté en 2012 à la force aérienne autrichienne dans le but d'être remis à niveau et revendus
- RVM Logistica & Transport Sagl / RUAG Switzerland Ltd : 1 × PC-6/B2-H2 (HB-FJZ / s/n 764 / 1976) entre juin 2019 et décembre 2020, basé à l'aérodrome de Lodrino. Immatriculé en Allemagne depuis décembre 2020[24].
- Scenic Air : 2 × PC-6/B2-H4. (HB-FLG / s/n 910) de mars 2006 à juillet 2013, exploité par Air Sarina à partir de décembre 2011, (HB-FLA / s/n 905 / 1994) acheté à Zimex Aviation en décembre 2016 et vendu à KFG Luftfahrt GmbH en mars 2022[23].
- Zimex Aviation : opère pour des entreprises pétrolières, notamment en Algérie, et minières et des organisations humanitaires. Zimex Aviation a exploité un total de 30 Pilatus PC-6 Turbo-Porter en différentes versions entre 1969 et 2023.
  - PC-6/B1-H2
    - s/n 734 / HB-FGC acquis auprès de Aeroleasing / Ramu Peter en avril 1981, il est vendu en avril 1987.
    - s/n 691 / HB-FEV acquis auprès de Ciba-Pilatus en 1984. Il opère notamment pour le CICR en Éthiopie. Converti en B2-H2, il est vendu en 1987[84].

  - PC-6/B2-H2 (s/n 741 / HB-FIM) acquis auprès de la police du Sultanat d'Oman en 1984. Il est accidenté près de Grenchen en Suisse le 12 août 1987[88].
  - PC-6/B2-H4
    - s/n 700 / HB-FFA acquis auprès de Ciba Pilatus (type B1-H2) en 1983, il opère notamment pour la Croix-Rouge. L'appareil est vendu en 2002[75].
    - s/n 710 / HB-FFP acquis en février 1984 auprès de Ciba-Pilatus (type B1-H2), il opère alors pour le CICR. En 1985, il est converti en PC-6/B2-H4. Jusqu'à sa vente en 1989, il opère pour le CICR en Angola. Ce PC-6 est représenté aux couleurs de la croix-rouge sur des timbres émis par le Lesotho en 1988 et le Togo en 2010 (voir la section Philatélie). Il s'agit de l'appareil qui s'est écrasé près de Namur en 2013[81].
    - s/n 815 / HB-FKF acquis auprès de la British Army Parachute Association (type B2-H2) en 1988. Il opère pour l'ONU/Unitas en 1988 et 1989. Durant les étés 2000 et 2001, l'appareil est loué à Swissboogie Parapro SA. Il est vendu en août 2001[89].
    - s/n 817 / HB-FFV acquis auprès de la Scibe Zaire / S.T.T.A. (type B2-H2) en 1988. Opérant notamment pour l'ONU, il est vendu en 2003 à Star Aviation SpA (7T-VNA) en Algérie, une compagnie dont Zimex Aviation est copropriétaire. Ce PC-6 est représenté sur un timbre émis par la Guinée en 1995 (voir la section Philatélie).
    - s/n 840 / HB-FHZ acquis neuf en juin 1984, vendu à Swiss Global Aerospace SA en novembre 2020, qui l'a vendu à Skydive Sardegna / Flying Friendly S.r.l. en janvier 2021[29].
    - s/n 874 / HB-FKO acquis auprès de Bock (V5-ODH pour Imaginair SA) en septembre 1994. Il est vendu en décembre 1998.
    - s/n 905 / HB-FLA acquis neuf en février 1994, vendu à Scenic Air en décembre 2016.
    - s/n 906 / HB-FLB acquis neuf en mars 1993, vendu à Airtrails Trading GmbH (opéré par Swiss Aviation School GmbH) en avril 2022[35].
    - s/n 912 / HB-FLE acquis auprès de Pilatus Aircraft en décembre 1995. En 1996, il est affrété avec un autre PC-6 de Zimex par les compagnies pétrolières AGIP et ESSO pour leurs activités de recherche sismiques dans la province du Xinjiang en Chine. Il est vendu en juin 2010.
    - s/n 872 / HB-FKR acquis auprès de Farner Air Transport en 1996 (15e PC-6 de Zimex). Entre 1996 et 2003 il a temporairement opéré pour Tunisavia. Il est vendu en 2017.
    - s/n 840 / HB-FHZ acquis auprès de Pilatus Charters (ZS-MTP) en décembre 1992. L'appareil vol en Algérie jusqu'en 2009, puis il est loué à Flying Devil SA en été 2009. Depuis le printemps 2017, il opère en Sardaigne avec Skydive Sardegna
    - s/n 906 / HB-FLB, livré en 1994. Il a opéré en Algérie entre 2001 et 2009. Vendu à Air Lybia (5A-FLE) en 1999, il est racheté en 2010
    - s/n 918 / HB-FLH livré en 1997, dernier PC-6 de Zimex Aviation à opèré en Algérie, il est vendu en juillet 2023[90].

### Organisations gouvernementales
Afrique du Sud

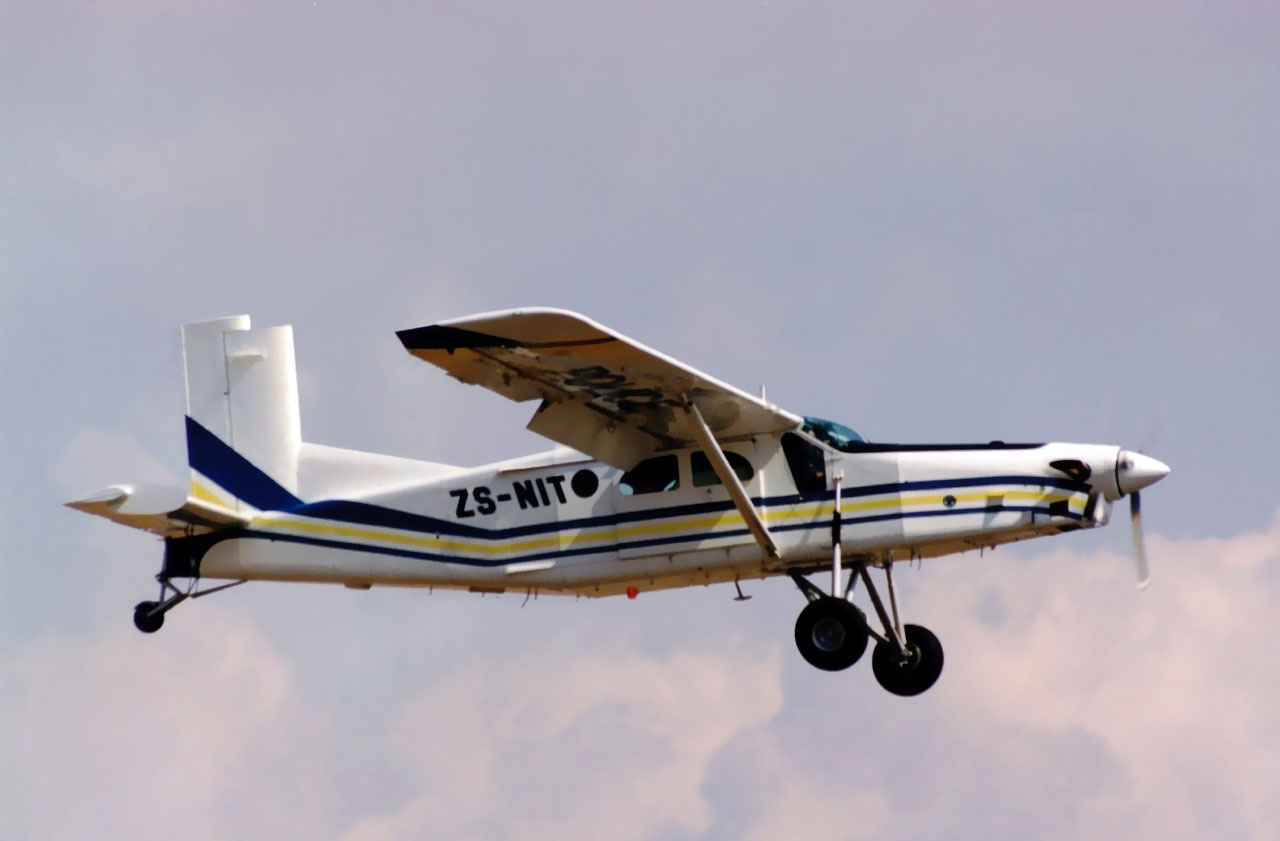
Un PC-6/B2-H4 (ZS-NIT) de la police sud-africaine à l'aéroport Rand en 2002.

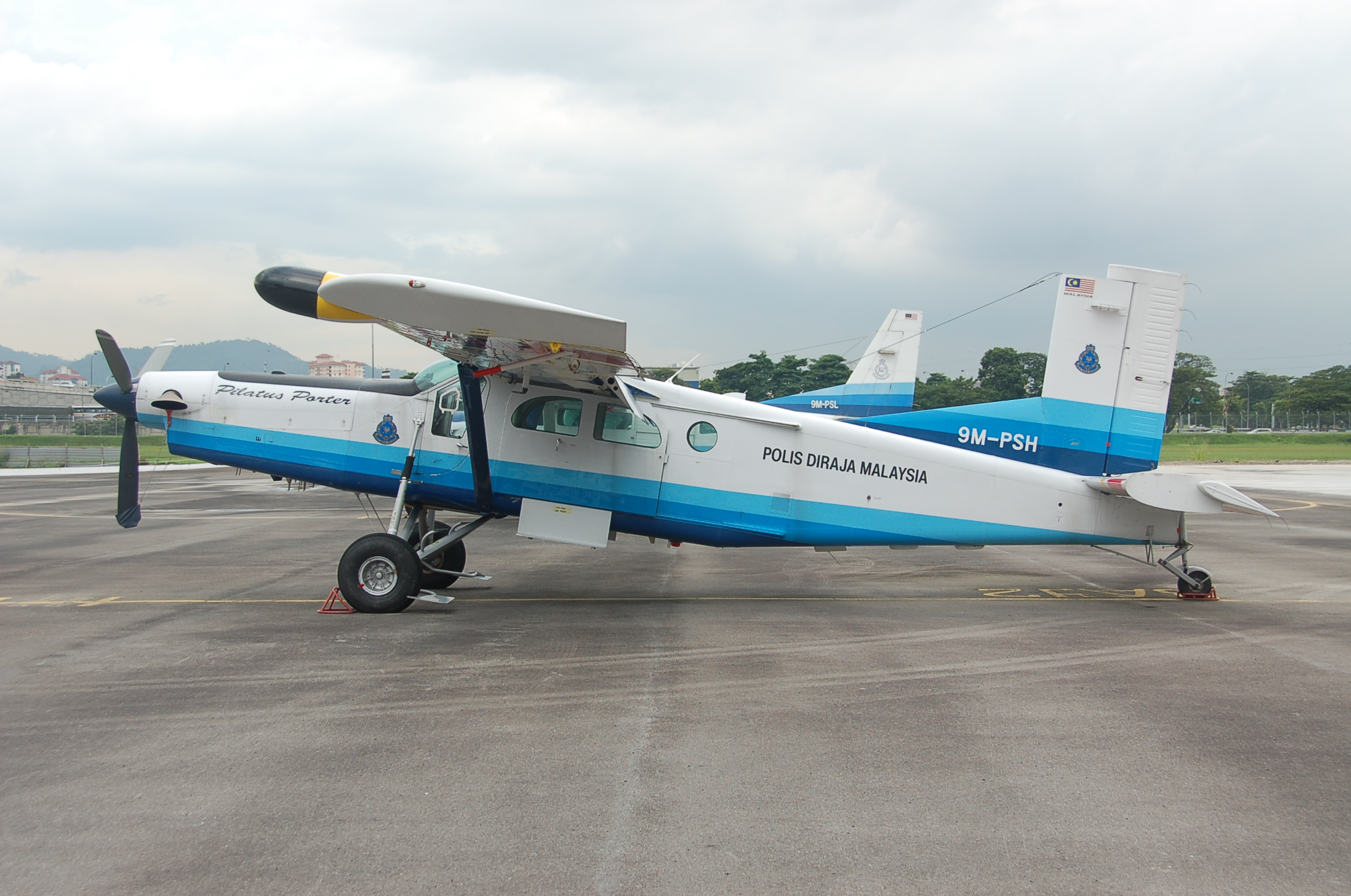
Un PC-6/B2-H4 de la police royale malaisienne.

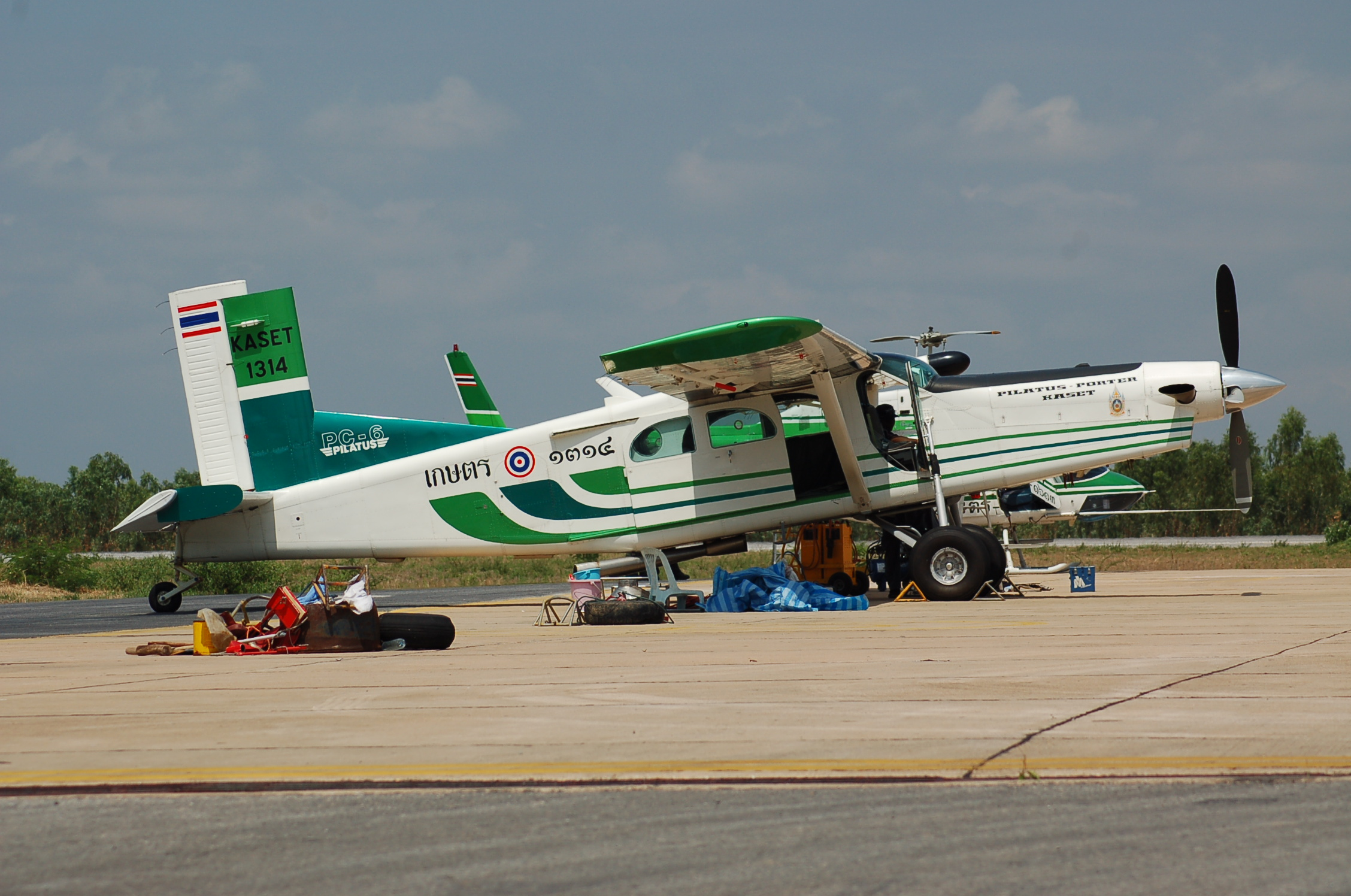
PC-6/B2-H4 (S/N 768 / immatriculation 1314) du Bureau of Royal Rainmaking & Agricultural Aviation (KASET) à Khon Kaen en Thaïlande en 2009.

- South African Police Service : 8 × PC-6 en service : 7 x PC-6/B2-H4 sur 8 acquis (s/n 866, 885 à 900 / immatriculation ZS-MSZ, ZS-NIR à ZS-NIX) et un PC-6/B2-H2 (s/n 871 / immatriculation ZS-OLO, ex 2070) transféré de la SAAF en août 1999, qu'elle a elle-même reçu de la Bophuthatswana Defence Force en avril 1994. Le PC-6/B2-H4 ZS-NIX (s/n 900 / 1993) en service depuis 1993, s'est écrasé durant le décollage le 30 août 2022 à l'aéroport Rand, tuant ses cinq passagers et blessant gravement le pilote.

 Argentine
- Gendarmería Nacional Argentina : 6 × PC-6/B2-H2 (c/n 786 à 788, 805 à 809 / immatriculation GN-804 à GN-808), acquis entre 1978 et 1980. Le Turbo Porter GN-804 s'est écrasé le 28 octobre 2015 à Las Heras (province de Santa Cruz) (es). L'appareil GN-805 est accidenté le 31 juillet 1982 à Montecristo. Le GN-807, accidenté le 21 juin 2000 à Santa Cruz, est stocké jusqu'à sa reconstruction en PC-6/B2-H4 avec un nouveau fuselage (c/n 944, 2014) en décembre 2014. Le GN-808, endommagé, attend d'être réparer (2017). Le PC-6 GN-809 s’est écrasé le 6 septembre 2003 à Las Lomitas (es). L'appareil GN-805 est modifié en PC-6/B2-H4 à Stans en décembre 2017[18]. Depuis 2018, les PC-6/B2-H4 GN-805 et GN-807 opèrent à partir d'Orán et de Sáenz Peña.
- Direccion General de Aviacion Civil de Santiago del Estero : 1 × PC-6/B2-H2, LV-MIS (s/n 793 / 1977) basé à Santiago del Estero. Cet appareil, accidenté, a été reconstruit avec un nouveau fuselage (s/n 808) de 1980. Accidenté le 4 juillet 2006 à Monte Quemado lors du décollage sans faire de victime, l'appareil a été noté en état de vol en juillet 2010[91].

 États-Unis
- US Department of State Air Wing : 1 × PC-6/B2-H4 (s/n 907 / immatriculation N907AW). Ancien appareil du 427th Special Operations Squadron (en), acquis en 2009. L'appareil opère depuis Pucallpa au Pérou.

 Malaisie
- Royal Malaysia Police : 7 × PC-6/B2-H4 acquis en 1986 (9M-PSE à 9M-PSK / s/n 849 à s/n 855 / 1986), 5 appareils sont en service, 3 sont basés à Kuala Lumpur Subang (9M-PSE, 9M-PSI et 9M-PSK) et 2 à Kota Kinabalu (9M-PSG et 9M-PSH).

 Thaïlande
- Ministère de l'agriculture et des coopératives (en) : 1 × PC-6/B2-H4 en service (1316 / s/n 783 / 1977) sur les quatre PC-6/B2-H2 reçu en 2002 de KASET après conversion (s/n 753, 754, 768 et 783 / immatriculation 1311, 1312, 1314 et 1316). L'appareil immatriculé 1312 (s/n 754) s'est écrasé peu après le décollage le 29 mars 2006 à proximité de Chanthaburi.
- Royal Aeronautics Sports Association of Thailand : 2 x PC-6/B2-H4 (1311 / s/n 753 / 1975) et (1314 / s/n 768 / 1976) depuis 2020, anciens appareils du Ministère de l'agriculture et des coopératives. Révision complète chez Thai Sky Adventures.

#### Anciens utilisateurs gouvernementaux
Australie
- Ausralian Antarctic Division : 2 Pilatus PC-6/B1.H2 loués auprès de la compagnie aérienne Forrestair dans les années 1970. L'appareil immatriculé VH-FSB (s/n 628) a été utilisé en Antarctique dès 1967. Il est détruit par une tempête le 23 janvier 1975 sur la Mawson Station. Le second, immatriculé VH-FZB (s/n 634), est utilisé de 1975 à 1981 en Antarctique[14].

 Autriche
- Ministères autrichiens : 1 × PC6/A1-H2 (s/n 664 / immatriculation OE-BBL) acquis en 1968 par l'office fédérale de météorologie et de topographie, convertit en B1-H2 en 1970, puis B2-H2 en 1989. Transféré au Bundesministerium für Inneres (OE-BIA) en 2000, converti en B2-H4, transféré au Bundesministerium für Landesverteidigung en 2003. Depuis avril 2004 il est en service à la Luftstreitkräfte (3G-EN)[18].

 Bangladesh
- Bangladesh Government Flight : 1 x PC-6/B1-H2 (S2-AAF / s/n 670 / 1968) transféré à l'indépendance du Bangladesh en janvier 1972 du service de vol du gouvernement du Pakistan oriental qui l'avait acquis en 1969 (AP-AVU) pour des vols VIP. Operé par la Force aérienne du Bangladesh dès 1974, il est vendu au Bangladesh Flying Club Ltd (S2-ACD) dans les années 1980. En 1991 il est immatriculé en France. Dans les années 2000 il est transformé en PC-6/B2-H4. En 2023, il est utilisé par l'École de Parachutisme de Lyon Corbas[37].

 États-Unis

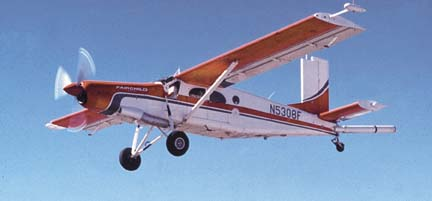
Un PC-6/C-H2 de l'U.S. Geological Survey en 1992 équipé d'un magnétomètre pour mesurer les variations du champ magnétique terrestre.

- Agence des États-Unis pour le développement international (USAID) :
  - 2 × PC-6 (s/n 346 et 347 / 9N-AAF et 9N-AAG) loués pour des missions humanitaires au Népal à partir de 1961 et exploités par la Royal Nepal Airlines Corporation (RNAC). Le 26 août 1962, alors qu'il transportait l'inspecteur de la Commission d'Enquêtes d'accidents d'avions indien chargé de l'enquête du crash du DC-3 (9N-AAH) de la RNAC, l'appareil 9N-AAF s'écrase à Barse Dhuri[92]. L'appareil 9N-AAG opéré depuis janvier 1961 s'écrase le 9 mars 1961 à Jiri[93].
  - 1 × Fairchild PC-6/C-H2 (s/n 2003 / N3601R) muni de flotteurs acquis en automne 1966, prêté au commandement de la police nationale du Pérou (es). Le 22 avril 1968 il s'écrase sur le camp du bataillon du génie "La Breña" de l'armée péruvienne, stationné à Paratushali-Satipo[31], tuant les deux pilotes de la force aérienne et six officiers de la Garde civile du Pérou (es).
  - 1 × Fairchild PC-6/C-H2 (s/n 2069 / N5309F) acquis en hiver 1976, transféré au procureur général de la république du Mexique (XC-BIB). Il est accidenté le 20 février 1976 à Topia[18].
  - 1 × Fairchild PC-6/B1-H2 (s/n 2011) acquis en 1971. Il s'agit du premier prototype du Peacemaker, il est stocké en Thaïlande en juin 1975 et vendu à l'armée royale thaïlandaise en juin 1977[94].
- US Geological Survey : Fairchild PC-6/C-H2 (s/n 2068 / N5308F) de 1975 à 2014, vendu.

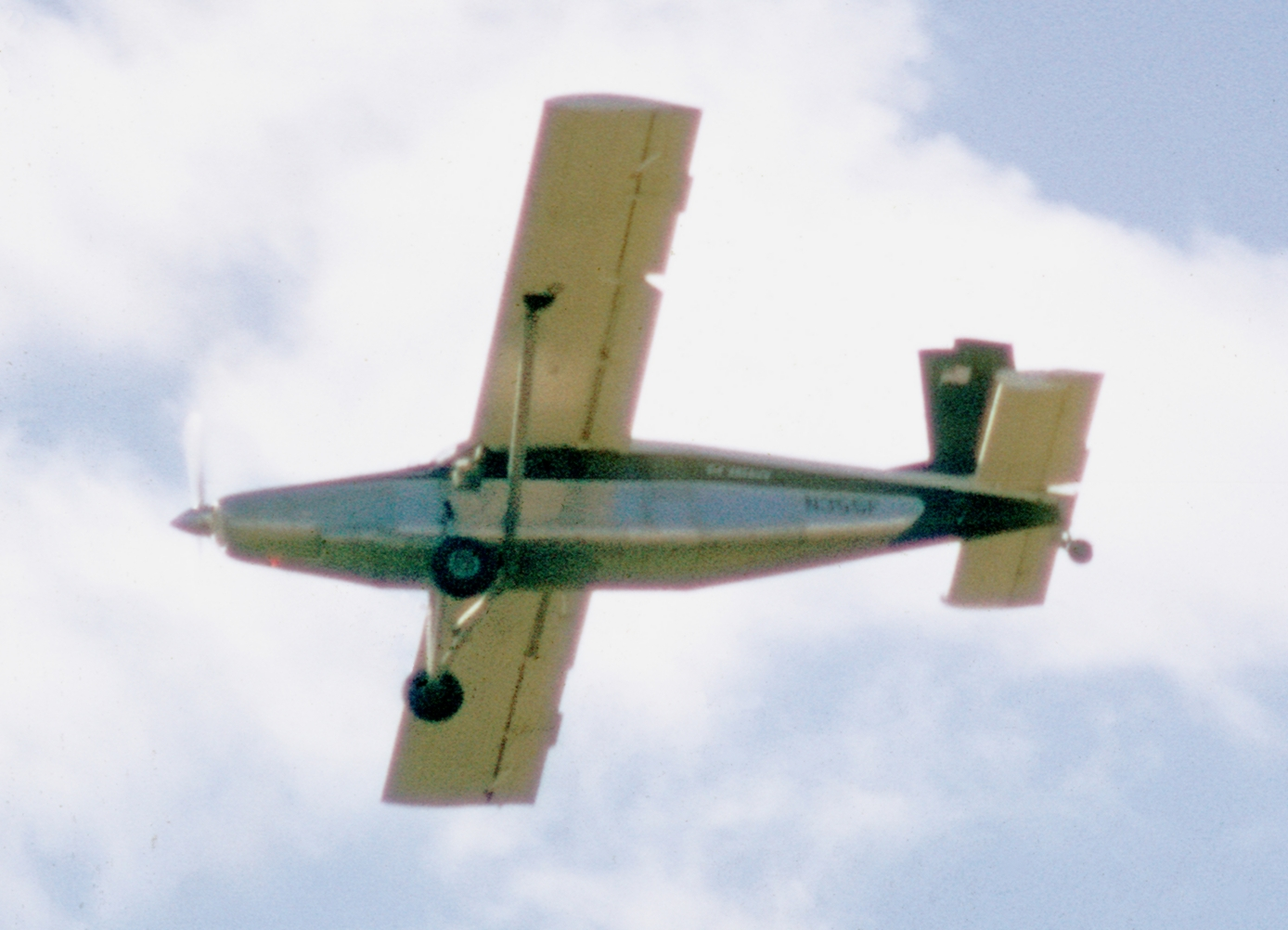
Un PC-6 Porter d'Air America (N355F / s/n 2013) en Asie du Sud-Est. Cet avion sera abandonné le 29 avril 1975 lors de la chute de Saïgon.

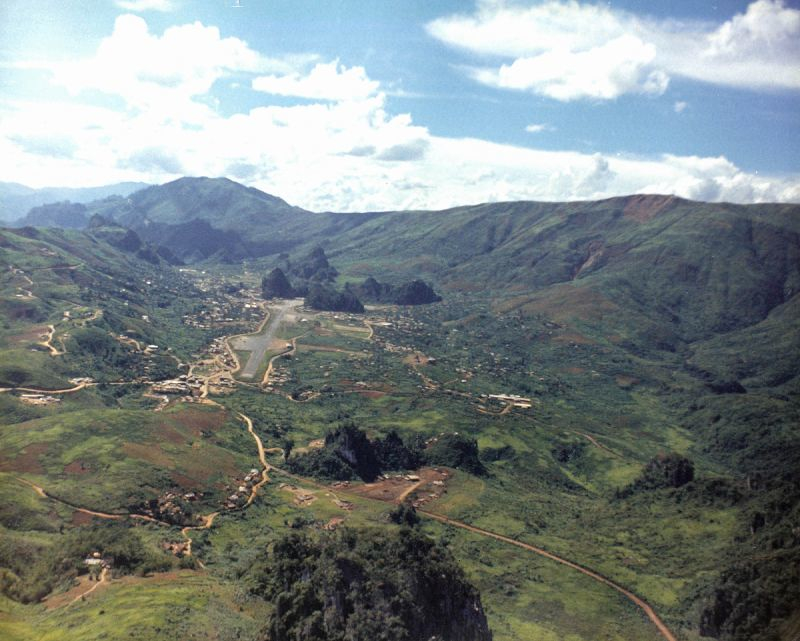
Le site secret de Long Tieng 'Lima Site 20A' en 1973.

La CIA a opéré des dizaines de PC-6 Porter et Turbo Porter par l'intermédiaire de ses compagnies aériennes : Air America, Continental Air Services, Inc. (en) (CASI), BirdAir (en) et Air Asia Co. Ltd. (en). Ces appareils furent engagés en Indochine dans les années 1960 et 1970. Les missions ont été diverses et variées : transports de troupes et de matériel, largages, évacuations de réfugiés, évacuations sanitaire, récupérations de pilotes ayant du s'éjecter ou ayant du faire un atterrissage forcé, etc. Plusieurs ont été utilisés par une force aérienne comme avion de liaison durant la guerre du Viêt Nam, d'autres ont été utilisés pour le soutien du programme Hmong de la CIA durant la Guerre civile laotienne, deux autres furent envoyés en Thaïlande sous contrat, essentiellement pour le soutien aux gardes-frontières (Border Patrol Police (en)).
Les sites secrets de la guerre civile laotienne (en) étaient des installations militaires américaines clandestines pour mener des opérations paramilitaires et de combat secrètes dans le royaume du Laos. Depuis 1964 les pistes d'atterrissage du Laos étaient désignées par l'abréviation "LS" Lima Site pour les terrains atterrissages rudimentaires, ou “L” Lima pour les pistes en dur. Généralement ces sites étaient centrés autour d'une piste d'atterrissage en terre pour les avions ADAC comme l'Helio Courier (en) et le Pilatus Porter d'Air America. Ces pistes étaient souvent découpées le long de ligne de crête et étaient rarement plates, droites ou de longueur suffisante. Cependant, elles étaient cruciales pour le réapprovisionnement et le transport de personnel, y compris les évacuations médicales. Pour un des pilotes utilisant ces pistes : « Certaines d'entre elles défiaient toutes les règles de sécurité, même de l'aviation militaire. ». Une équipe d'inspection de l'US Air Force a noté que même la meilleure des pistes Lima était inférieure à toutes les pistes d'atterrissage au Vietnam.
Le plus célèbre de ces sites secrets opérée par la CIA était celui de Long Tieng 'Lima Site 20A' (LS 20A, ou LS 98), le centre des opérations aériennes pour la Région militaire 2. Cette activité y a engendré à la fin des années 1960 une ville de 40 000 personnes qui n'apparaissait sur aucune carte. Elle a notamment été immortalisée dans le film Air America.
En août 1969, les autorités suisses décrètent un embargo après avoir découvert que les appareils livrés par Pilatus à Air Asia, Foshing Airlines ou Intermoutain Aviation sont en fait utilisés par Air America. Fairchild Hiller a toutefois continué à livrer plusieurs Heli Porter à Air America en 1971 et 1972.
- Air America : 20? × PC-6

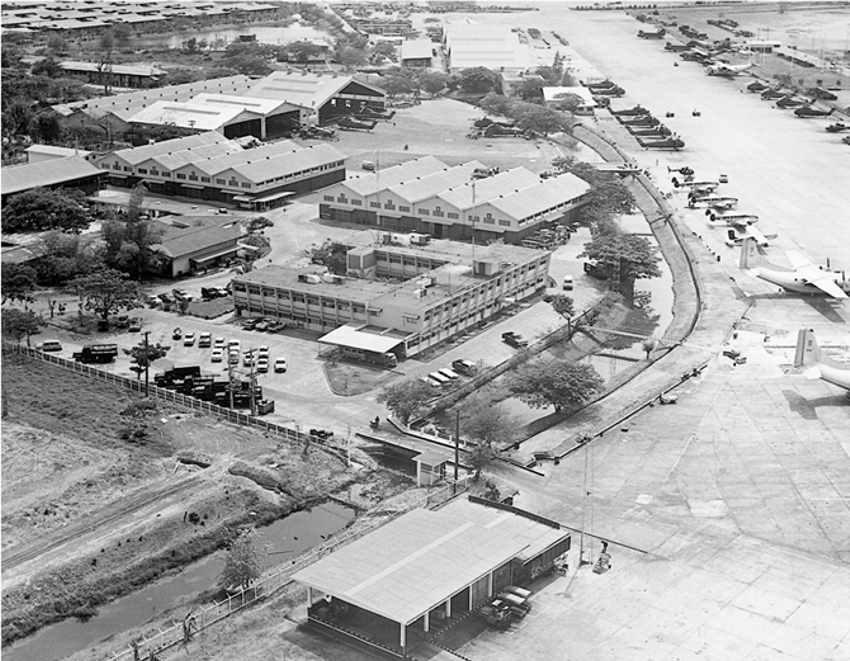
Le siège d'Air America à la Udorn Royal Thai Air Force Base à Udon Thani en Thaïlande dans les années 1960 : un PC-6 est parqué entre trois Beechcraft 18 et deux Fairchild C-123 Provider.

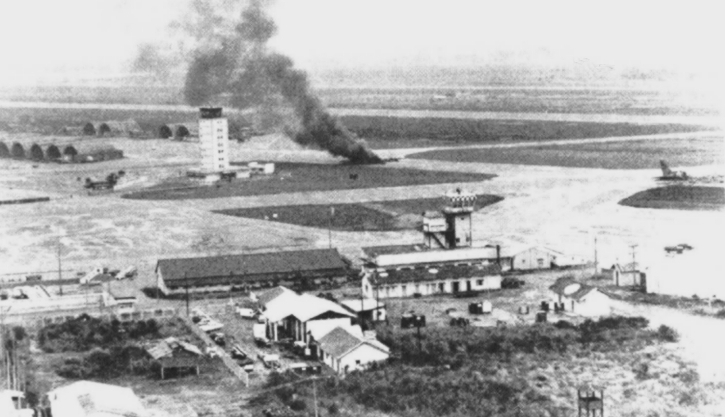
Un C-130 de la Force aérienne vietnamienne en feu à l'aéroport de Tan Son Nhut lors de la chute de Saïgon le 29 avril 1975. Cinq PC-6 furent abandonnés ici ce jour-là.

  - 1 PC-6/A-H2 (N185X / s/n 566) de 1964 à 1967. Premier PC-6 de la compagnie, il s'écrase dans de mauvaises conditions météorologiques le 12 janvier 1967 sur une montagne à environ 11 km à l'ouest de Chu Lai (V-194) au Vietnam. Les cinq occupant de l'appareil trouvent la mort[96].
  - 3 PC-6/A-H2 de 1965 à 1975 (transformés en PC-6/C-H2 en 1966) dont 1 est vendu en 1975 (N12450 / s/n 514)[97], 1 (N748N / s/n 539) est abandonné le 29 avril 1975 à l'aéroport de Tan Son Nhut lors de la chute de Saïgon[98]. Le PC-6 N9445 (s/n 570) est détruit par des roquettes frappant la piste sur laquelle il venait d’atterrir le 20 janvier 1971 à Ban Tha Si au Viêt Nam[99].
  - 3 PC-6/A-H2 acquis en 1966. Le PC-6/A N12235 (s/n 556), acquis endommagé de CASI en 1965 et converti en PC-6/A-H2, est détruit le 20 juillet 1967 lors d'une attaque de nuit sur la base de Can Tho (V-17) au Vietnam[100]. Le PC-6/A-H2 N393R (s/n 598), acquis de Foshing Airlines, est converti par Air Asia en PC-6/C-H2 et remis en service en janvier 1968. Le 17 mars 1971 il s'écrase au sol après être entré en collision avec un Bell AH-1 Cobra 67-15676 de l'US Army lors de l'approche finale de la base de Can Tho (V-17) au Vietnam. Tous les occupants des deux appareils furent tués. Le 24 avril 1972 l'appareil N391R (s/n 519) percute des arbres lors du franchissement d'un col par temps de pluie et de brouillard et s'écrase à 1 600 m d'altitude à proximité de Nyot Mo (LS-321) (province de Luang Prabang) au Laos. Le pilote et trois passagers furent tués, quatre furent blessés et deux s'en sortirent indemnes[101].
  - 1 PC-6/C-H2 (N185K / s/n 563) livré en 1964. Il est abandonné le 29 avril 1975 à l'aéroport de Tan Son Nhut lors de la chute de Saïgon[102].
  - 1 PC-6/A : 1 fuselage (N152L / s/n 554), acquis en 1966 auprès de BirdAir, est modifié en PC-6/C-H2. Le 8 avril 1972 il percuta des arbres et s'écrasa lors d'un passage à basse altitude sur le site d'un crash précédant à proximité de Ban Xieng Lom (LS69) au sud-est de Luang Prabang au Laos, tuant le pilote et blessant sérieusement deux passagers[103].
  - 8 PC-6/C-H2 sont acquis en 1966 dont 6 livrés par Pilatus. Le PC-6 N193X (s/n 587) est endommagé sans réparation possible en sortant de la piste alors qu'il tentait de décoller lors d'une attaque aux mortiers le 27 novembre 1968 à Old San Soak (LS-265) au Laos[104]. L'appareil N196X (s/n 596) est accidenté le 26 mars 1969 à Sam Thong (LS20) dans la province de Xieng Khouang. Réparé, il s'écrase le 19 août 1969 à Long Tieng (LS20A)[105] après que le pilote ait été atteint par une balle tirée du sol, tuant les treize occupants de l'appareil. Il s'agit du crash le plus meurtrier d'un PC-6. L'avion N194X (s/n 592), le centième PC-6 construit, est vendu en 1975[106]. Le 20 avril 1971 lors d'une mission de largage aérien, l'appareil N199X (s/n 601) percute des arbres de la montagne Doi Suthep et s'écrase à environ 12 km au nord-ouest de Chiang Mai (T-11) en Thaïlande[107]. Les trois occupants de l'avion survivent. Le 5 avril 1973 l'avion N195X (s/n 593) est détruit au décollage de Tin Bong (LS-90) lorsque sa roue droite percute une mine, blessant sérieusement deux passagers[108]. Le 30 octobre 1973, le PC-6 N392R (s/n 530) s'écrasa et prit feu lors de la phase finale d'approche de Lam Son (V-214) au Vietnam après avoir eu une panne de moteur, blessant le pilote[109]. Les appareils N153L (s/n 576) et N192X (s/n 586) sont abandonnés le 29 avril 1975 à l'aéroport de Tan Son Nhut lors de la chute de Saïgon[110],[111]. Le 24 décembre 1971 à Long Tieng (LS-20A), l'appareil N197X (s/n 597) roula contre un fût de carburant en caoutchouc. Un important incendie s’ensuivit et détruisit le PC-6 et un Fairchild C-123K Provider (cn 20062) "613" (54-0613) d'Air America.Un PC-6/C-H2 d'Air America immatriculé N184L (s/n 557) à Da Nang au Vietnam en 1966/1967.

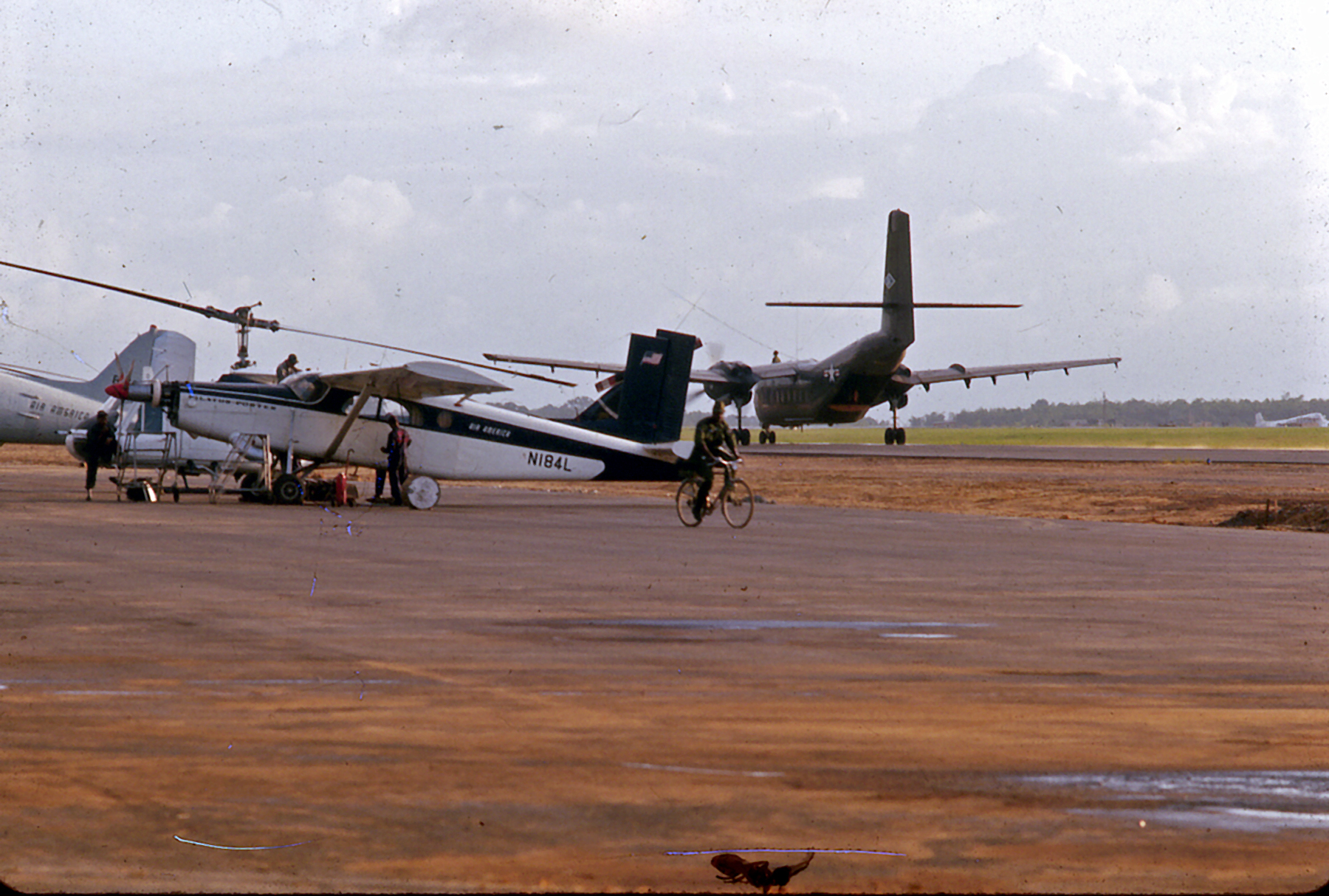
Un PC-6/C-H2 d'Air America immatriculé N184L (s/n 557) à Da Nang au Vietnam en 1966/1967.

  - 1 PC-6/C-H2 (N357F / s/n 2015 / 1967) est livré par Fairchild Hiller en 1967. Le 12 septembre 1972, cet appareil s'écrasa dans la jungle en terrain montagneux alors qu'il larguait des sac de riz à proximité de Ban Houei Sai (L-25), blessant sérieusement le pilote.
  - 4 PC-6/C-H2 sont livrés par Fairchild Hiller Corp. en 1969. L'appareil N180K (s/n 550) est détruit lors d'une collision en vol avec un Cessna U-17A Skywagon (en) (cn 185-00924 / 65-10853) de la Royal Lao Air Force (en) le 28 mai 1965 à 1 km au nord de Moung Nham (LS-63) au Laos[112]. Les quatre occupants de l'appareil et l'équipage du U-17 furent tués. L'avion N180K (s/n 550) est endommagé sans réparation possible le 29 avril 1971 à proximité de Moung Nham (LS63)[113]. Le PC-6 N355F (s/n 2013) est abandonné le 29 avril 1975 à l'aéroport de Tân Sơn Nhất lors de la chute de Saïgon[114]. Le N184L (s/n 557) est vendu en juin 1975 (image de droite)[115].
  - 1 PC-6/C-H2 (N5304F / s/n 2049 / 1968) reçu de Fairchild Hiller en 1972. De 1968 à juillet 1972 cet avion avait été loué à l'US Air Force pour l'entraînement. Le 25 novembre 1973 il entra en collision avec un monticule de terre et pris feu à l'atterrissage à Ban Boua Mu (LS367) (à proximité de Long Tieng (LS-20A)) et pris feu. Une femme heurtée au sol par l'avion décéda de ces blessures[116].
  - ICCS Air Services (en) : Le 27 janvier 1973 les États-Unis, la république démocratique du Viêt Nam (Nord-Vietnam), la république du Viêt Nam (Sud-Viêt Nam) et le gouvernement révolutionnaire provisoire de la république du Sud-Viêt Nam (Viêt Cong) signent l'« Accord sur la cessation de la guerre et le rétablissement de la paix au Viêt Nam ». La Commission internationale de surveillance et de contrôle (en) (International Commission of Control and Supervision ICCS) est alors créée afin de superviser le cessez-le-feu au Sud Vietnam conformément à ces accords. Comptant 1 160 membres, la commission était composée de Canadiens, Hongrois, Indonésiens et Polonais. Pour mener à bien cette mission de contrôle par la commission un détachement aérien (ICCS Air Services) est alors constitué avec des appareils provenant d'Air America (Curtiss C-46, Beechcraft 18, Bell UH-1, PC-6 Pilatus Porter, etc.). Ces aéronefs reçoivent des marquages spéciaux : lettres ICCS de chaque côtés des ailes et sur la dérive, larges bandes de couleur jaune sur les ailes et la carlingue[95].
- BirdAir (en), division aérienne de Bird & Sons Inc. : 10 × PC-6 en tout. Trois PC-6/A (s/n 553, 554 et 556), deux PC-6/A-H1 (s/n 567 et 568) et trois PC-6/A-H2 (s/n 571, 523 et 576) ont été transférés à Continental Air Service (CASI) le 1er septembre 1965.
  - 2 PC-6 Porter (N4226G / s/n 526 / 1961 et N4227G / s/n 532 / 1962) sont livrés en 1962. L'appareil N4226G (s/n 526), livré le 22 mai, a été le premier PC-6 en Asie du Sud-Est. Il a également été le premier PC-6 (de série?) immatriculé en Suisse (HB-FAK) pour des vols tests et la livraison. Le 6 décembre 1962 il s'écrase au Laos, tuant tous ses occupants[117]. L'avion N4227G (s/n 532), livré en décembre, est accidenté à Vientiane le 11 décembre 1962 puis retiré du service le 10 janvier 1963[118].
  - 3 PC-6/A. Deux avions (s/n 554 et 556) sont livrés en avril 1963[103] et un autre (s/n 553) est livré en 1964[119]. L'appareil s/n 554 s'écrase à Chiang Khong (en) (T516) à l'extrême nord de la Thaïlande le 26 juin 1964. Le fuselage est repris par CASI puis vendu à Air America en 1966 pour 5000 Dollar US[103]. L'appareil XW-PBL (s/n 556) s'écrase le 9 juillet 1965 à proximité de Luang Prabang (L-54) au Laos et fait deux morts. Transféré à CASI, il est ensuite vendu à Air America et reconstruit[100].
  - 2 PC-6/A-H1 (XW-PCB / s/n 567 et XW-PCC / s/n 568) sont livrés en 1964[120].
  - 3 PC-6/A-H2. 1 (s/n 571) est livré en 1964[121], 2 (s/n 523 et 576) sont livrés en 1965[122],[110].
- Continental Air Services, Inc. (en) (CASI), ancienne compagnie de Continental Airlines : Trois PC-6/A (s/n 553, 554 et 556), deux PC-6/A-H1 (s/n 567 et 568) et trois PC-6/A-H2 (s/n 571, 523 et 576) ont été acquis lors de l'achat de BirdAir (en), la division aérienne de Bird & Sons, Inc., le 1er septembre 1965 par la CASI.
  - 2 PC-6/A acquis en 1965 de BirdAir. 1 (s/n 556) est acquis endommagé, il est vendu pour 5 000 $ à Air America en octobre 1966[100]. L'appareil (s/n 553) s'écrase le 24 août 1968 au Laos à Pa Doung (LS05) (en) à une quinzaine de kilomètres à l'est de Long Tieng (LS20A)[119].
  - 2 × PC-6/A-H1 (s/n 567 / 1964 et s/n 568) reçus de BirdAir. L'appareil XW-PCC (s/n 568) s'écrase le 21 janvier 1967 au Laos[120]. Le 21 mars 1971 Le XW-PCB (s/n 567) Charlie Bravo s'écrase en raison d'un décrochage dans une colline au sud de Tha Tam Bleung (LS-72) au Laos[123], tuant les trois occupants de l'avion.
  - 6 × PC-6/A-H2 reçu en 1965. Trois sont livrés par Pilatus (s/n 591, 594 et 595), l'avion s/n 591 s'écrase le 13 décembre 1967 au cours d'une mission de largage près de Sam Thong (LS20) (province de Xieng Khouang) au Laos[124]. Parti de Luang Prabang (L-54) le 2 avril 1971, l'appareil XW-PCO (s/n 595) s'est écrasé sur une montagne à l'ouest la LS04 au Laos[125]. Le PC-6/A-H2 XW-PCN (s/n 594) est modifié en PC-6/B2-H2 en 1971. Il s'écrase le 14 juillet 1973 au Sud-Ouest de Phou Kang Neua (LS337) dans la province de Xieng Khouangau au Laos, faisant deux morts[126]. Trois sont acquis de auprès de BirdAir (s/n 523, 576 et 591) en 1965 ; 1 (s/n 576) vendu à Air America en 1966 et converti en PC-6/C-H2[110]. L'appareil XW-PCE (s/n 571) est endommagé lors d'une violent orage le 24 mars 1968 à l'aéroport de Vientiane. Réparé, il est basé à Vientiane en juin 1968. Le 12 février 1969 il explose en vol et s'écrase à environ 5 miles à l'ouest de Ban Y (LS-187) au Laos (préfecture de Vientiane?)[121], tuant les trois occupant de l'appareil. L'avion XW-PCI, transformé en PC-6/B1-H2 en 1974, est vendu à la Royal Thai Army en juin 1975[122]. Un PC-6/B1-H2 Turbo Porter (S/N 620) de Continental Air Services, Inc. posé à un Lima site (en) au Laos. Cet avion, alors propriété du CERP de Picardie immatriculé F-GHXS, s'est écrasé le 1er novembre 1997 peu après le décollage de l'aérodrome de Laon - Chambry en France[127],[128].

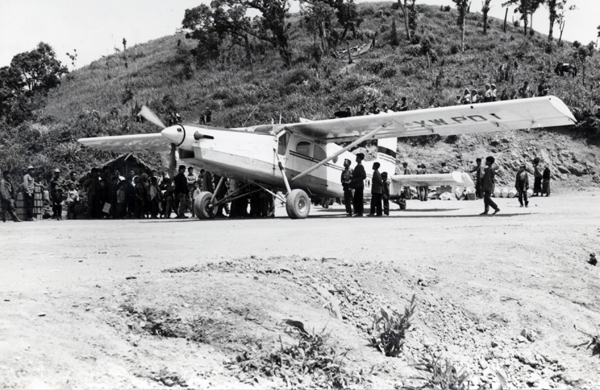
Un PC-6/B1-H2 Turbo Porter (S/N 620) de Continental Air Services, Inc. posé à un Lima site au Laos. Cet avion, alors propriété du CERP de Picardie immatriculé F-GHXS, s'est écrasé le 1 novembre 1997 peu après le décollage de l'aérodrome de Laon - Chambry en France,.

  - 5 × PC-6/B-H2. 1 (s/n 583) livré en 1965 par Fairchild Hiller Corp. via Air Ventures Inc. 4 (s/n 517, 547, 602 et 603) sont livrés en 1966 par Pilatus. L'appareil (s/n 583), loué à Boun Oum Airways (en) dès 1965, est retiré du service avant juin 1971[129]. 1 (XW-PDG puis N62150 s/n 517) est loué à Boun Oum Airways de 1966 à 1975, puis stationné en Thaïlande en juin 1975 et vendu à la Royal Thai Army en juin 1977[25]. Le 12 décembre 1969 le PC-6 XW-PDC (s/n 547) effectue un atterrissage brutal à Long Tieng (LS20A) pendant une mission secrète au Laos[130]. Endommagé au niveau du fuselage arrière et ayant perdu sa roue arrière il est abandonné sur place. L'appareil XW-PCQ (s/n 602) s'écrase le 29 mai 1966 à Long Tieng (LS20A) au Laos après avoir percuté de nuit une antenne durant un passage bas, tuant le pilote[131]. L'appareil XW-PCR (s/n 603) s'écrase à proximité de Pha Khe (LS51) à l'ouest de Long Tieng (LS20A) le 1er décembre 1971[132].
  - 13 × Pilatus PC-6/B1-H2. 12 appareils (s/n 620 (image de droite), 626, 631, 632, 667, 668, 669, 672, 695, 704, 705 et 711) acquis en 1966 (2 unités), 1967 (2), 1968 (4), 1969 (3) et 1970 de Pilatus. 1 avion (s/n 581) est acquis de Air Ventures Inc. (opérateur pour l'ambassade américaine au Népal), puis vendu en 1974[133]. Le Turbo Porter XW-PDJ (s/n 626) s'est écrasé en avril 1971 le long de la Piste Hô Chi Minh au Laos[134]. L'appareil XW-PEK (s/n 695) s'est écrasé le 15 août 1971 durant une mission de largage de sac de riz par de mauvaises conditions atmosphériques à 2 km à l'Est de Long Tieng (LS20A) au Laos[135]. Le pilote, Prince Vorada Phetsarath (26 ans), et le largeur Lao sont tués. Le 2 août 1971 un membre de l'équipage avait trouvé la mort en chutant de l'avion durant un vol de largage de sac de riz à proximité de Long Tieng (LS20A). Le 9 mai 1973, le PC-6 XW-PFR (s/n 668) effectua un atterrissage forcé sur un plateau boisé après avoir été touché par des armes de petits calibres à l'Est de Sam Neua (LS32)[136]. Le pilote américain et les six passagers Laos sont capturés. L'avion XW-PHG (s/n 711 / 1969) est endommagé le 1er juillet 1974 au Nord-Ouest de Sam Thong (LS20) dans la province de Xieng Khouang au Laos. Les appareils s/n 631[137], 632[138], 669, 672[139] et 705 sont stockés en juin 1975 à l'aéroport de Bangkok. Les appareils s/n 631, 632, 669[140] et 704[141] seront en service au sein de la Royal Thai Army de juin 1977 à mars 1991 et le s/n 705 de 1984 à 1991. Les avions s/n 620[127], 667[46], et 672 sont vendus à Viking Helicopters en 1976.
  - 1 × Fairchild PC-6/B1-H2 (s/n 2011) acquis en 1971. Il s'agit du premier prototype du Peacemaker, il est stocké en Thaïlande en juin 1975 et vendu à l'armée royale thaïlandaise en juin 1977[94].

 France
- Direction générale de l'Aviation civile :
  - 1 PC-6 (F-BKRR / s/n 524 / 1961) en service de décembre 1962 à octobre 1978. Il était utilisé par le Service d'exploitation de la formation aéronautique (SEFA)[142].
  - 2 PC-6/A-H2. F-BKRQ (s/n 548 / 1962) de février 1963 à octobre 1978[143] et F-BOSZ (s/n 636 / 1967), acheté à SA Turbomeca, de janvier 1971 à avril 1997[143]. Durant cette période il est converti en PC-6/B2-H2. Ils étaient utilisés par le Service d'exploitation de la formation aéronautique (SEFA).

 Hongrie
- OMSZ Orszagos Mentoszolgalat (ambulance): 1 × PC-6/B1-H2 (s/n 721 / HA-YDA) acquis en 1972, endommagé le 24 octobre 1985, converti en PC-6/B2-H2 et transféré à ABKS et au gouvernement
- ABKS et gouvernement : 1 × PC-6/B2-H2 (s/n 721 / HA-YDA) de 1986 à 1989 pour la photo et la topographie, puis revendu.

 Japon

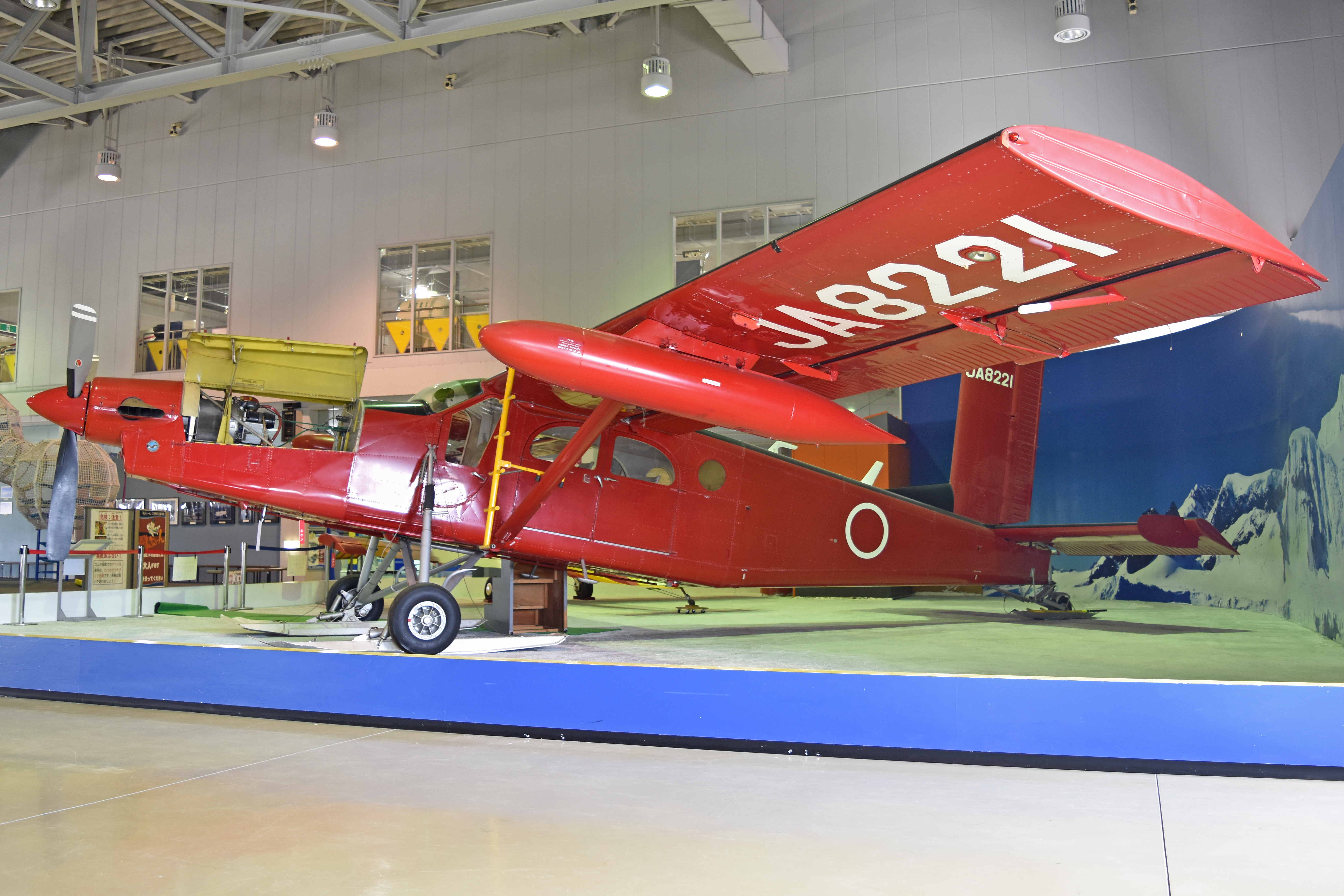
Pilatus PC-6/B2-H2 Turbo Porter JA8221 de la Japanese Antarctic Research Expedition au Ishikawa Aviation Plaza en 2019.

- Japanese Antarctic Research Expedition (JARE) : 2 × PC-6/B1-H2. L'appareil (s/n 800 / JA8221) acquis en 1979, mena des missions depuis la station de Syowa. Il est accidenté le 4 mars 1993. Rapatrié au Japon, il est désormais exposé au Musée Ishikawa Aviation Plaza (en) à l'aéroport de Komatsu. L'appareil (s/n 861 / JA8228) est immatriculé le 14 mars 1988. Après plusieurs missions en Antarctique, il est revendu début 2007 aux États-Unis[14]. (voir la séction Antarctique)

 Mexique
- Procureur général de la république du Mexique : 1 × Fairchild PC-6/C-H2 (s/n 2069 / immatriculation XC-BIB) acquis auprès de l'Agence des États-Unis pour le développement international (USAID) en février 1976. Il s'écrase le 20 février 1976 à Topia dans le Durango.

 Oman
- Royal Oman Police (en) : 2 × PC-6/B1-H2 (A4O-AK / s/n 741 / 1974 et A4O-AL / s/n 748 / 1974) livrés en septembre 1974 et septembre 1975, en service jusqu'en 1984[88],[144].

 Royaume-Uni
- British Antarctic Survey : 1 PC-6/B1-H2 de 1966 à son accident le 1er mars 1968 à la terre de Graham en Antarctique[145]. (voir la séction Antarctique)

 Suisse
- Office Fédéral de l'Air : 1 PC-6 (HB-FAO / s/n 338 / 1959) de 1962 à 1967. Il s'agit du second prototype. De janvier 1963 à avril 1964 il fut exploité conjointement par Heliswiss (en), Alpar et l'OFA, puis uniquement par l'Office Fédéral de l'Air jusqu'en 1967. Il est ensuite transformé par Pilatus Flugzeugwerke AG en PC-6/H2 et transféré au Département politique fédéral[146].
- Département politique fédéral :
  - 1 PC-6 (HB-FAX / s/n 344 / 1960) opéré au Népal de janvier 1964 à son crash le 8 février 1967. Depuis janvier 1961 il était opéré par le CICR au Népal également.
  - 1 PC-6/H2 (HB-FAO / s/n 338 / 1959) de 1967 à 1975. Ancien appareil de l'Office Fédéral de l'Air, le second prototype PC-6 a été modifié en PC-6/H2. L'appareil, opéré par Helvetas, s'est écrasé le 7 août 1975 au Népal[146].

 Thaïlande
- Ministère de l'agriculture (en) : 1 × PC-6/B2-H2 (s/n 753 / immatriculation 1609) livré en 1972 pour un projet d'ensemencement des nuages, transféré à la Royal Thai Border Police le 19 août 1972.
- Bureau of Royal Rainmaking and Agricultural Aviation (en) (KASET):
  - 2 × PC-6/B1-H2 (s/n 753 et 754 / immatriculation 1311 et 1312) reçu en décembre 1975,
  - 5 × PC-6/B2-H2 (s/n 767, 768 et 782 à 784 / immatriculation 1313 à 1317) reçu entre novembre 1976 et mars 1977. L'appareil immatriculé 1315 (s/n 782) s'est écrasé le 6 février 1991 sur la montagne Doi Suthep. Le PC-6 1317 (s/n 784) est retiré du service en février 1992. L'appareil immatriculé 1311 (s/n 767), accidenté avant mai 1996, est vendu en juin 1997 et reconstruit. Les quatre autres PC-6/B2-H2 (s/n 753, 754, 768 et 783) sont convertis en PC-6/B2-H4 et transférés au Ministère de l'agriculture et des coopératives (en) en juin 2002.

- Royal Thai Border Police:

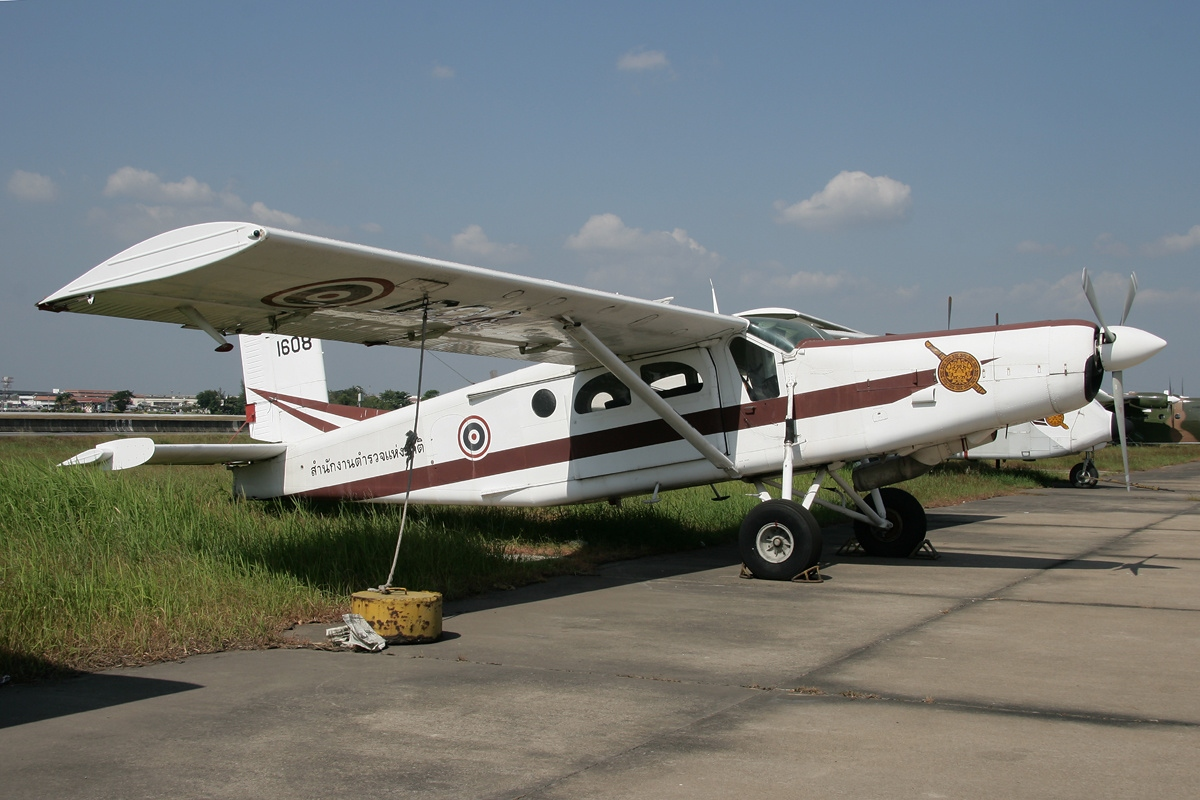
Un Fairchild PC-6-C-H2 Porter de la thaïlandaise à l'aéroport international Don Muang en 2009.

  - 4 × Fairchild PC-6/B-H2 (s/n 2030 à 2032 et 2043 / immatriculation 1601 à 1604) reçu en 1969 de Fairchild Hiller. Le PC-6/B2-H4 1601 (s/n 2030) est retiré du service en 2002 et démoli. L'appareil 1602 (s/n 2031) est accidenté fin août 1970 à Su-ngai Padi (province de Narathiwat). Lors de la récupération de celui-ci un hélicoptère de la police s'écrasa sans faire de victime le 3 septembre 1970. Réparé, ce PC-6 s'écrase le 17 janvier 1975 à Umphang (province de Tak). Le 1603 (s/n 2032) est accidenté le 11 novembre 1995[147]. Le PC-6/B2-H4 1604 (s/n 2043) est retiré du service en 2004.
  - 5 × Fairchild PC-6/C-H2 (s/n 2063 à 2067 / immatriculation 1605 à 1608 et 1610) construit sous licence par Fairchild Hiller et reçu en mars 1973, 0 en service : 1 exposé, 1 exposé dans un musée de la police, 1605 retiré du service en 2013 et exposé dans un musée de la police, 1606 transféré à la Royal Thai Army en 2012 et exposé au Royal Thai Army Aviation Museum Saphan Nak (VTBH) avec l'immatriculation 0704. 1607 s'écrase le 15 septembre 1984 à Tambon Nong Bua Tai (province de Nakhon Sawan). 1608 retiré du service en 2004 et stocké. 1610 s'écrase le 4 juin 1980 à Umphang (province de Tak).
  - 1 × Pilatus PC-6/B2-H2 (s/n 733 / immatriculation 1609) transféré en 1972 du ministère de l'agriculture après avoir été utilisé pour le projet de pluie artificielle. Stocké à Don Muang à partir de 2014, il est exposé devant le quartier général de la Thai Police Aviation division à Bangkok depuis 2019[148].

### Organisations internationales et ONG
- Comité international de la Croix-Rouge :
  - 1 PC-6 Porter immatriculé en Suisse (HB-FAX) opéré de février 1961 à mai 1963 au Népal pour assurer des missions de transport, des largages de médicaments et vaccins et des évacuations sanitaires. L'appareil est transféré au Département politique fédéral suisse[149].
  - 1 PC-6 Porter immatriculé en Suisse (HB-FAI) opéré de 1961 à 1963 au Népal, transféré à l'ONU[150].
  - Zimex Aviation a opéré plusieurs PC-6 Turbo Porter pour le compte de la Croix-Rouge notamment en Éthiopie et Angola.
- Organisation des Nations unies
  - United Nations Technical Assistance Board (UNTAB) : 1 PC-6 (s/n 350 / 1961) immatriculé UN-1 de mai 1963 à mai 1964 puis 9N-AAN opéré dans l'ouest du Népal de 1963 jusque dans les années 1970. De 1961 à 1963 cet appareil (HB-FAI) opérait pour le CICR[150].
  - Programme des Nations unies pour le développement (UNDP): 1 × PC-6/B2-H2 (s/n 716 / immatriculation 9N-AAW / 1969) de 1971 au 31 mars 1985, date à laquelle l'avion est endommagé[151]. Cet avion est confié au pilote suisse Hardy Fuerer jusqu'en 1980. Durant ces années il effectua un grand nombre de vols de reconnaissances de zones d'atterrissages potentiels dans les régions difficiles d'accès du Népal et fournit de nombreuses missions d'assistance aux populations (transports de passagers et fret).
  - D'autres compagnies suisses ont opéré des PC-6 Turbo Porter affrétés par l'ONU :
    - Ciba-Pilatus AG : 2 × PC-6/B1-H2 (HB-FFC / s/n 707 / 1969 et HB-FCL / s/n 617 / 1966) équipé comme aéronef de travail agricole sont affétés par l'Organisation des Nations unies pour l'alimentation et l'agriculture (FAO) dans l'état agricole d'Al-Jazirah au Soudan de 1975 à 1989.
    - Farner Air Transport AG : 3 × PC-6/B2-H4, HB-FKS (s/n 875 / 1991) de juillet 1991 à mars 1994, HB-FKR (s/n 872 / 1991) de juillet 1993 à septembre 1995 et HB-FKZ (s/n 892 / 1993) de juillet 1991 à janvier 1996 volèrent sous les couleurs de l'ONU au Sahara occidental dans le cadre du cessez-le-feu obtenu par l'ONU (guerre du Sahara occidental). L'appareil HN-FKS s'écrasa le 21 juin 1993 à Aousserd.
    - Zimex Aviation a opéré plusieurs PC-6 pour l'ONU.

### Militaires
Algérie
- Forces aériennes algériennes : 3 × PC-6/B2-H4 (s/n 919, 920 et 937 / immatriculation 7T-WLA, 7T-WLD et 7T-WLE) acquis en 1998 (2 unités) et novembre 2000 (1). L'appareil 7T-WLA est revendu à Pilatus après avoir subi un dommage substantiel en février 2000, il est remplacé par le 7T-WLE. En service en 2021 : 2 × PC-6/B2-H4[18]

 Argentine
- Comando de Aviación Naval Argentina : 4 × PC-6/B1A-H2 (s/n 2034, 2045 à 2047) acquis en 1971 construit sous licence par Fairchild Hiller et versés aux Escuadrilla Aeronaval 6 et 41. Le 0686/G-2 (s/n 2047) est en service à l'Escuadrilla Aeronaval Antisubmarina (EA2S) depuis 1999, le s/n 2045 accidenté en Terre de Feu le 5 septembre 1985 est exposé au Museo Aeronaval de la Armada à partir de 1987, le s/n 2034 s'est écrasé le 20 février 1978 et le s/n 2046 s'est écrasé le 9 novembre 1991 à Lobos.
- Direccion de Aeronautica de Formosa : 1 × PC-6/B2-H2 (s/n 790 / immatriculation LV-MCW "Ramon Lista") acquis en 1977, vendu en 2007.

 Autriche

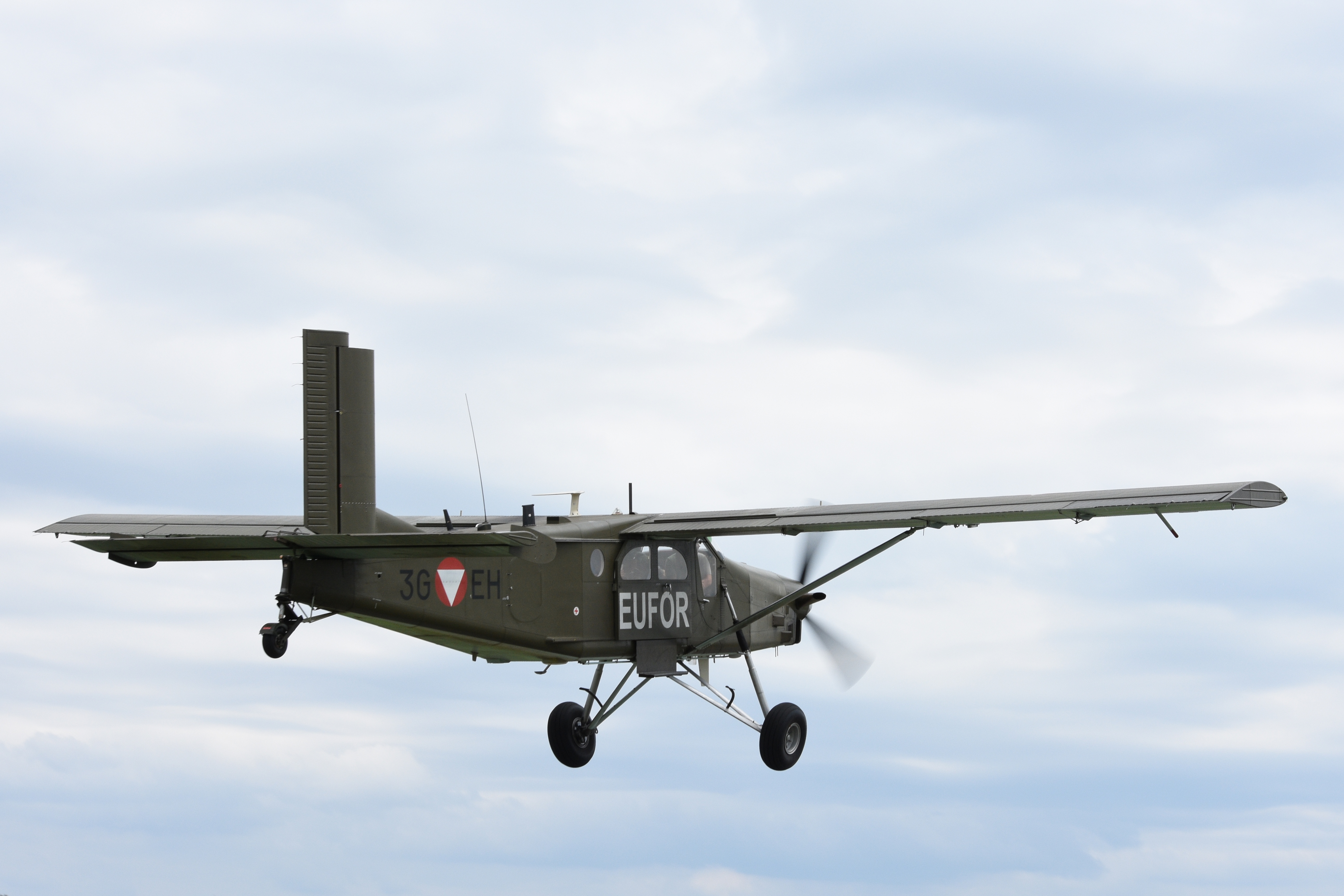
Un Pilatus PC-6/B2-H2 autrichien aux couleurs de l'EUFOR Althea décolant de l'aérodrome de Punitz-Güssing en juin 2022.

- Österreichische Luftstreitkräfte : 7 × PC-6/B2-H2 et 1 × PC-6/B2-H4 en service à la leichten Lufttransport-Staffel (lLuTSta)
  - 13 × PC-6/B2-H2 (C/N 752, 758, 764 à 777 / immatriculation 3G-EA, 3G-EB, 3G-EC à 3G-EL) livrés en 1976. L'appareil 3G-E (S/N 774) accidenté le 27 juin 1984 à Ebenthal[152]. Six appareils sont hors service depuis juillet 2012, parmi ceux-ci cinq ont été vendus à RUAG pour les pièces détachées.
  - 1 × PC-6/B2-H2 (C/N 856 / immatriculation 3G-EM) livré en 1986.
  - 1 × PC-6/B2-H4 (C/N 664 / immatriculation 3G-EN) transféré du Ministère fédéral de la Défense nationale (OE-BIA) en avril 2004[18].

 Birmanie
- Myanmar Air Force : 7 × PC-6/B2-H2[18] livrés entre 1976 et 1978 (1 détruit avant 2005)[152], 5 sont en service en 2016, 4 en 2021.

 États-Unis

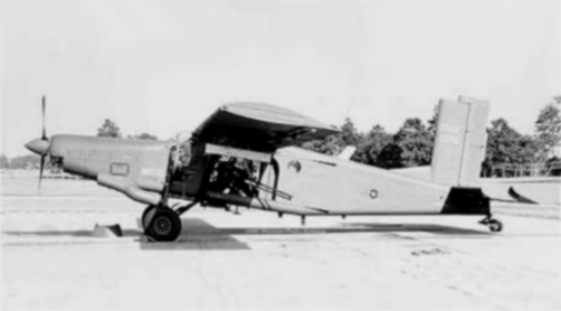
Un gunship AU-23A Peacemaker à Eglin AFB en 1972

- US Air Force : 15 × Fairchild AU-23 Peacemaker (S/N 2020, 2039 et 2050 à 2062 / immatriculation 72-1318, 72-1317 et 72-1304 à 72-1316) livrés en 1972. 13 appareils (S/N 2020, 2039, 2050 à 2052, 2054 et 2056 à 2062 / immatriculation 72-1318, 72-1317, 72-1304 à 72-1306, 72-1308 et 72-1310 à 72-1316) sont livrés entre juin et novembre 1972, un autre (S/N 2053 / immatriculation 72-1307), qui était stocké à Davis-Monthan AFB, l'est en 1977 quant à l'appareil immatriculé 72-1309 (S/N 2055), il a été accidenté le 10 mai 1972 à Eglin AFB sans blessé le pilote.
  - 427th Special Operations Squadron (en) : 1 × PC-6/B2-H4 (S/N 907 / immatriculation 95-6039) acquis auprès de ACE Aircraft Corp en 1997. Vendu à la Starflite International Corp en 2008, il est depuis 2009 au service du US Department of State Air Wing
- US Army : 1 × Pilatus PC-6/B2-H4 en service
  - 2 × Pilatus PC-6/B2-H4 nommés UV-20A Chiricahua (C/N 802 et 803 / immatriculation 79-23253 et 79-23254[153],[154].), affectés Détachement d'aviation de la brigade de Berlin (aéroport central de Tempelhof) de mai 1979 à août 1991. Ils sont ensuite transférés à l'équipe de parachutisme Golden Knights de l'United States Army. Un des UV-20 (C/N 802) s'écrase le 15 mars 2002 à Marana en Arizona. En mai 2004, l'autre appareil est transféré à l'équipe de parachutisme Black Daggers de l'USASOC[18].
- Central Intelligence Agency (CIA) : 7 × PC-6A/H2, 1 × PC-6C/H1, 29 × PC-6C/H2[18] opérés par ses compagnies aériennes: Air America, Continental Air Services, Bird & Sons, ICCS Air Services et Air Asia Co. Ltd.

 France

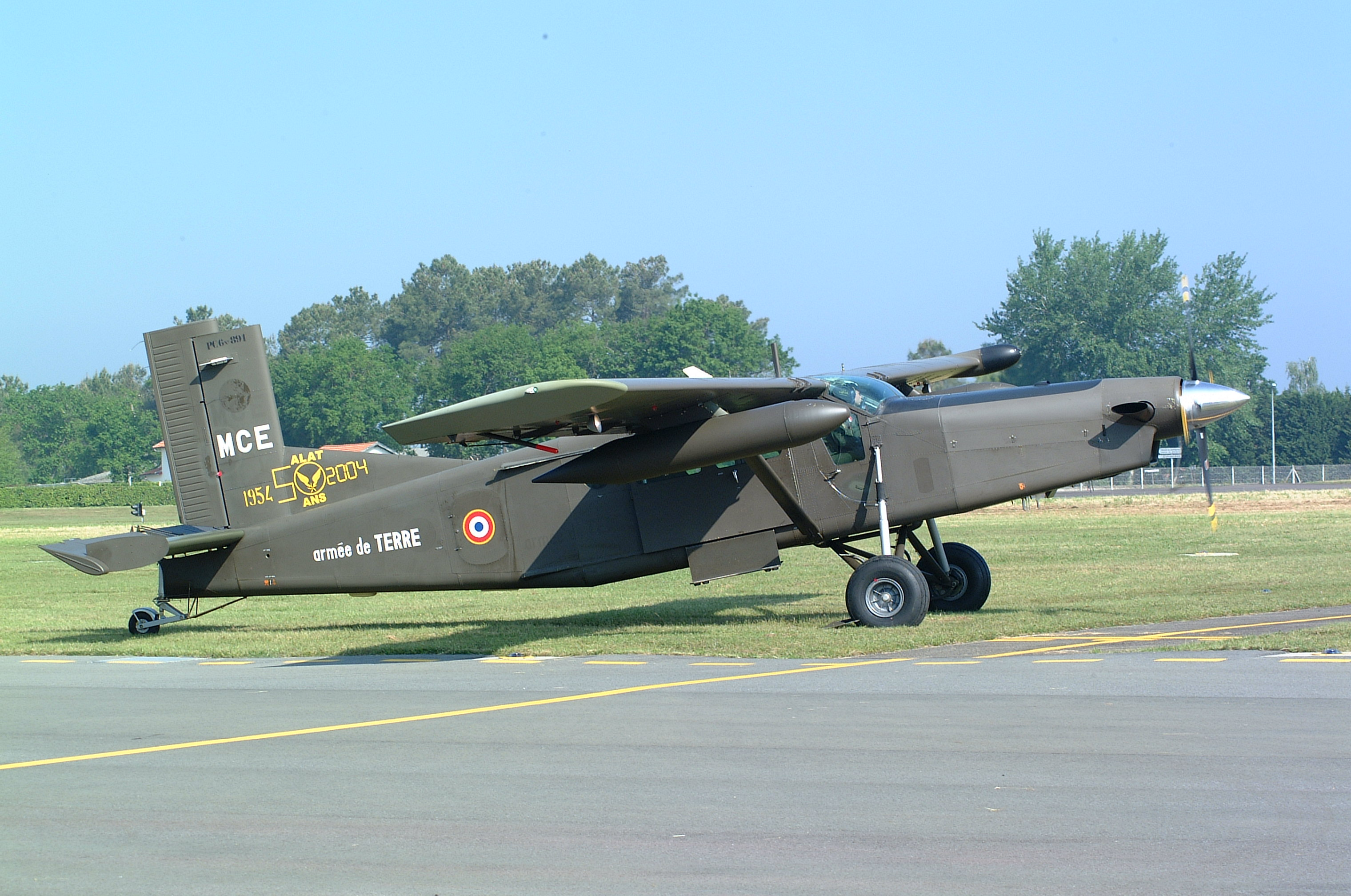
Un des cinq Pilatus PC-6/B2-H4 Turbo Porter de l'ALAT dans son ancienne livrée en 2004.

- Aviation légère de l'Armée de terre: 5 × PC-6/B2-H4 (c/n 887 à 891 / immatriculation F-MCA à MCE) en service[155],[156] au sein du "Peloton Pilatus" du 9e régiment de soutien aéromobile basé à Montauban. En novembre 2020 un avis de marché a été publié pour la modernisation des cinq appareils (navigation de précision (PNB), système anticollision, système HF, système SATCOM (télécommunications par satellites), radiosonde, balise de détresse, capacité fonctionnelle complète VHF/FM tactique dès le branchement d'un module PR4G, capacité d'ajout et de retrait d'un kit de protection balistique[20].

 Iran
- Force aérienne de la république islamique d'Iran : 15 × PC-6/B2-H2 (s/n 825 à 839 / immatriculation 4-9801 à 4-9815) livrés en 1983 et 1984. Basés à Chiraz, 14 appareils sont en service en 2021[22]. L'appareil immatriculé 4-9809 s'est écrasé le 18 avril 1995 à Téhéran[157].

 Mauritanie
- Mauritania Air Force : 1 × PC-6/B2-H4 (s/n 981 / immatriculation 5T-MAR) livré en 2012[158]

 Mexique
- Fuerza Aérea Mexicana : 4 × PC-6/B2-H4[18] (s/n 880 à 884 / immatriculation TR-301 - 3301 à TR-304 - 3304) livrés en mars 1992. L'appareil TR-303 s'est écrasé le 21 février 2013 à la base aérienne de Santa Lucia. Trois appareils sont en service en 2019, le 3301 est basé à Oaxaca, les 3302 et 3304 à Hermosillo.

 Pérou

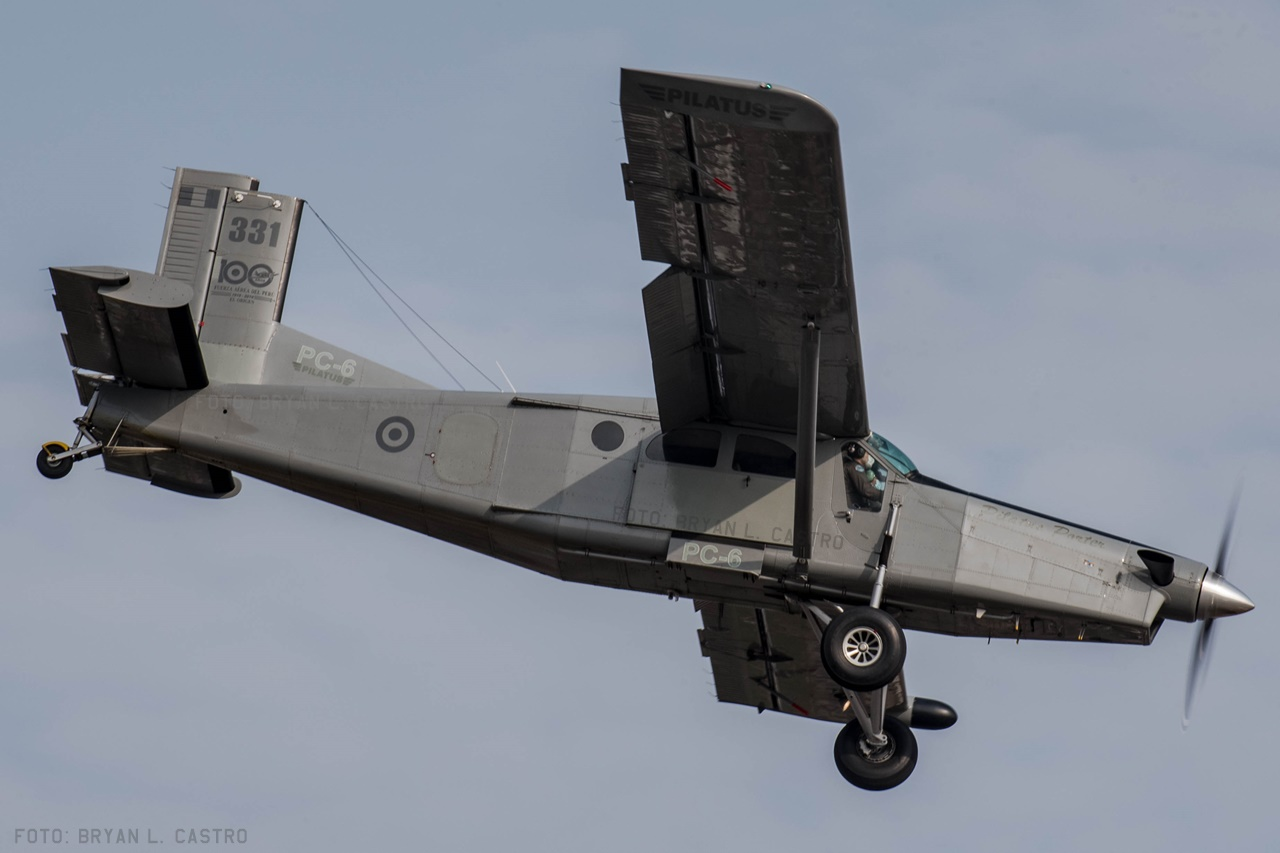
Le PC-6/B2-H4 Turbo Porter (s/n 722 / 331) de la Fuerza Aérea del Perú en 2020.

- Fuerza Aérea del Perú TANS : 1 × PC-6/B2-H2 en service en 2021, 13[31] ou 18 PC-6/B2-H2[159] acquis entre 1974 (1971[159]?) et 1976[31], équipés avec des flotteurs. En 1963 la force aérienne du Pérou se voit confier la mission de désenclaver la région d'Iquitos en Amazonie péruvienne[33], uniquement accessible par voie fluviale. La compagnie aérienne TANS (Transportes Aéréos Nacionales de la Selva), exploitée par le Grupo 42 de la FAP, est alors créée. Depuis Iquitos, la compagnie exploite différents types d'avions sur flotteurs pour des vols réguliers, des missions de recherche, de sauvetage et d'évacuations sanitaires en Amazone. Afin de renouveler la flotte, TANS commande en 1973 des Pilatus PC-6/B2-H2, livrés à bord de C-130 de la FAP depuis l'aéroport de Zurich. Plus tard l'activité hydravion de la compagnie se réduit fortement en raison de la construction d'aéroports à Iquitos et Pucallpa. En janvier 2006, la compagnie TANS, qui s'était équipée d'avions de ligne à réactions, se voit retirer son agrément en raison de plusieurs accidents mortels. L'activité hydravion est alors reprise directement par le Grupo 42 avec des DHC-6 Twin Otter[31].
  - PC-6 livrés en 1974 : le (s/n 717 / 314) disparait le 17 mars 1975, le (s/n 718 / 316) est accidenté le 13 septembre 1974, le (s/n 719 / 319) disparait le 18 mars 1977, le (s/n 720 / 320 / OB-1165), converti en PC-6/B2-H4 en 2005, est accidenté le 7 avril 2008 à Iquitos, le (s/n 722 / 331 / OB-1166) est accidenté le 6 juin 2003, remis en état de vol en PC-6/B2-H4, il est le dernier PC-6 en état de vol au sein de la FAP, et le (s/n 723 / 332 / OB-1167) est accidenté le 22 août 1998 à Iquitos.
  - PC-6 livrés en 1975 : les (s/n 737 / 334 / OB-1168) et (s/n 738 / 336 / OB-1169) sont accidentés en 1984, le (s/n 739 / 338 / OB-1170) est accidenté le 21 novembre 1990, il est stocké à Iquitos depuis, le (s/n 744 / 339 / 340) est accidenté le 16 mars 1977 et le (s/n 745 / 341) (accidenté ?) est en service jusque dans les années 1980.
  - PC-6 livrés en 1976 : le (s/n 756 / 314 (2) / OB-1163) (accidenté?) est en service jusqu'en 1988 et le (s/n 760 / 316 (2) / OB-1164) est revendu en 1995 aux États-Unis. Le PC-6/B2-H4 (s/n 722 / 331 / OB-1166) est en service en 2021[18].

 Slovénie
- Slovenian Air Force and Air Defence : 2 × PC-6/B2-H4 (S/N 925 et 926 / immatriculation L6-02 et L6-03) acquis en 1998. En service au sein de la 15th brigada à Cerklje ob Krki[18].

 Suisse

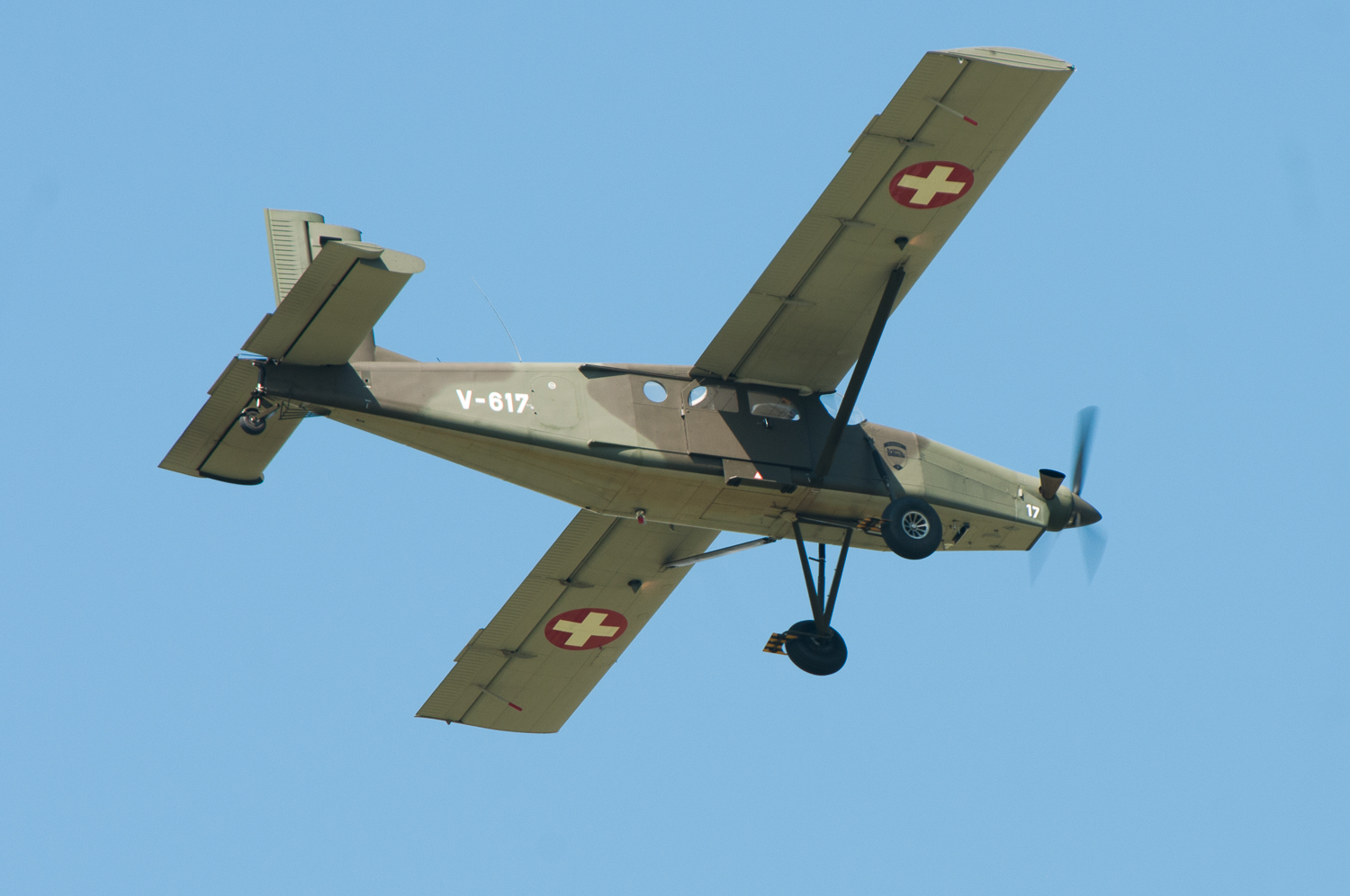
PC-6/B2-H2M-1 des Forces aériennes suisses en 2014

- Forces aériennes suisses : 14 × PC-6/B2-H2M en service en 2021[160]
  - 1 × PC-6/H2M (s/n 624 / immatriculation V-612) livré en 1966, converti en PC-6/B2-H2M-1 en 1980.
  - 11 × PC-6/H2M (s/n 630, 633, 635, 639, 640, 641, 643, 644, 647, 648 et 649 / immatriculation V-613 à V-623) livrés en 1967, tous converti en PC-6/B2-H2M-1 en 1980. L'appareil V-615 (s/n 635) est accidenté le 29 janvier 2002 à Altenrhein, ramené à sa version de base le PC-6/H2M est exposé au Flieger Flab Museum à Dübendorf. Le PC-6/B2-H2M-1 V-622 a été repeint en 2007 aux couleurs de la Patrouille Suisse, il est dénommé "Felix".
  - 2 × PC-6/B2-H2M (s/n 747 et 749 / immatriculation V-630 à V-632) livrés en 1975. L'appareil V-630 s'est écrasé le 12 novembre 1997 à Boltigen dans le Simmental.
  - 3 × PC-6/B2-H2M (s/n 757, 759 et 761 / immatriculation V-633 à V-635) livrés en 1976. Le V-633 (s/n 757) est retiré du service en juin 2017 après avoir été endommagé à Emmen.

 Thaïlande

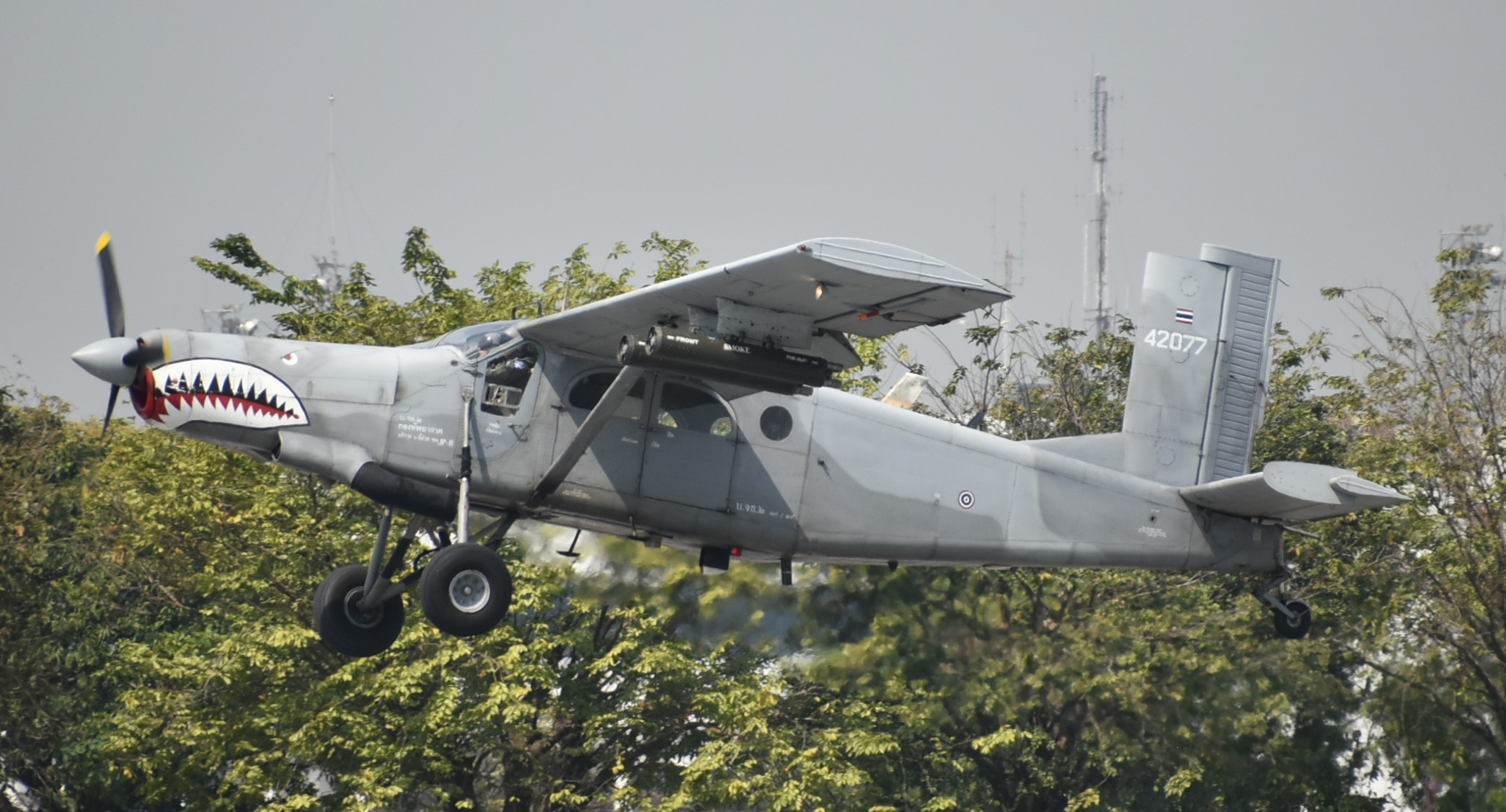
Un Fairchild AU-23A de la Force aérienne royale thaïlandaise en 2019.

- Royal Thai Air Force : 15 AU-23A en service en 2021
  - 34 × Fairchild AU-23A dans le cadre du Mutual Defense Assistance Act. 13 appareils (s/n 2020, 2039, 2050 à 2052 et 2054 à 2062 / immatriculation 72-1318, 72-1317, 72-1304 à 72-1306, 72-1308 et 72-1310 à 72-1316) sont livrés en 1972, un (s/n 2053 / immatriculation 72-1307) en 1977 et 20 autres en 1976 (s/n 2073 à 2092 / immatriculation 74-2073 à 74-2092). Trois ont été détruits[152]. En décembre 2019, 15 appareils sont en service[1] au sein du 501 Light Attack Sqn basé à la Wing 5 Prachuap Royal Air Force base à Prachuap Khiri Khan[18].

#### Anciens utilisateurs militaires
Afrique du Sud
- South African Air Force : 1 × PC-6/B2-H2 (s/n 871 / immatriculation 2070), reçu de la Bophuthatswana Defence Force en avril 1994, en service au sein du 42 Squadron SAAF (en), transféré à la South African Police Service en août 1999.

 Angola
- Forca Aerea Popular de Angola: 2 × PC-6/B1-H2 (c/n 715 et 736 / immatriculation 1723 et 1725) acquis dans les années 1980. L'appareil 715 l'est auprès de Agroar Luanda / Pilatus, le 736 auprès d'Importacao Luanda. Tous deux sont retirés du service en 1988.

 Australie

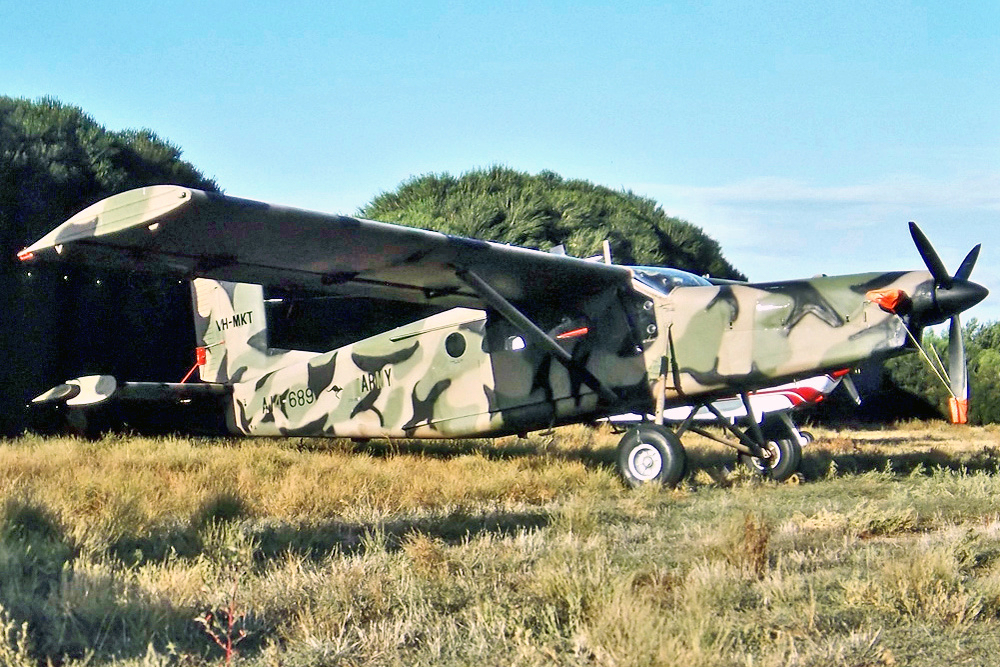
Un ancien Pilatus PC-6/B1-H2 de l'armée australienne en 1993.

- Australian Army Aviation : 19 × PC-6/B1-H2 en service entre 1968 et 1992 au sein du 173rd Surveillance Squadron (en) (6th Aviation Regiment (en)), des No. 161 (en) et 183 Independent Reconnaissance Flight, du No. 171 Air Cavalry Flight et de la School Army Aviation.
En mai 1967 le gouvernement australien signe une commande de 6 PC-6 Porter. Ce chiffre est porté à 14 fin décembre pour arriver à un total de 19 appareils quelques mois plus tard, ils sont destinés à remplacer les Cessna 180. Les PC-6 australiens ont été convoyés en vol sous immatriculations civiles suisses, les quatre premiers arrivant sur la base aérienne d'Amberley en février 1968 après 16 jours de convoyage (s/n 652, 653, 661 et 662 / immatriculation A14-652, A14-653, A14-661 et A14-662). Les autres appareils ont suivi en octobre (s/n 680 et 681 / A14-680 et A14-681), en décembre 1968 (s/n 683, 684 et 686/ A14-683, A14-684 et A14-686), en janvier 1969 (687, 689, 690, 692 et 693 / A14-687, A14-689 et A14-690, A14-692 et A14-693), en mai 1969 (s/n 701 et 725 / A14-701). Les quatre derniers appareils sont livrés en avril (s/n 725 / A14-725 puis A14-702) et mai 1970 (s/n 729, 730 et 731 / A14-729 puis A14-703, A14-730 puis A14-704 et A14-731 puis A14-705). Tous les PC-6 de l'Australian Army Aviation portèrent le code aéronef A14 suivi des 3 chiffres du numéro de série, sauf pour les s/n 725, 729, 730 et 731 qui portèrent 3 chiffres différents afin d’éviter une confusion avec les Bell 47 Sioux déjà immatriculés A14-725 à 731. Ils sont alors mis en œuvre par le 1st Aviation Regiment (en).
Six Pilatus PC-6 Porter ont été utilisés par le 161st Independent Reconnaissance Flight (en) au Viêt Nam, les entretiens majeurs étant assurés par Air America à Saïgon. Ces appareils ont assuré des missions de transport (pax et fret), marquage de cibles, photographie aérienne, surveillance électronique (SIGINT), guerre psychologique (équipé de haut-parleurs), etc. En novembre 1968, ce sont trois Pilatus Porter (A14-680, 681 et 686) qui sont convoyés au Vietnam par voie maritime et déchargés depuis le cargo par un CH-47 Chinook. Lors du premier déchargement un incident avec l'élingue endommagea sérieusement le fuselage d'un appareil. Le 3 décembre 1969 l'appareil A14-686 (s/n 686) est abattu à proximité de la Binh Ba Airstrip à Nui Dat (en) au retour d'une mission d'entraînement de nuit, tuant les deux pilotes.

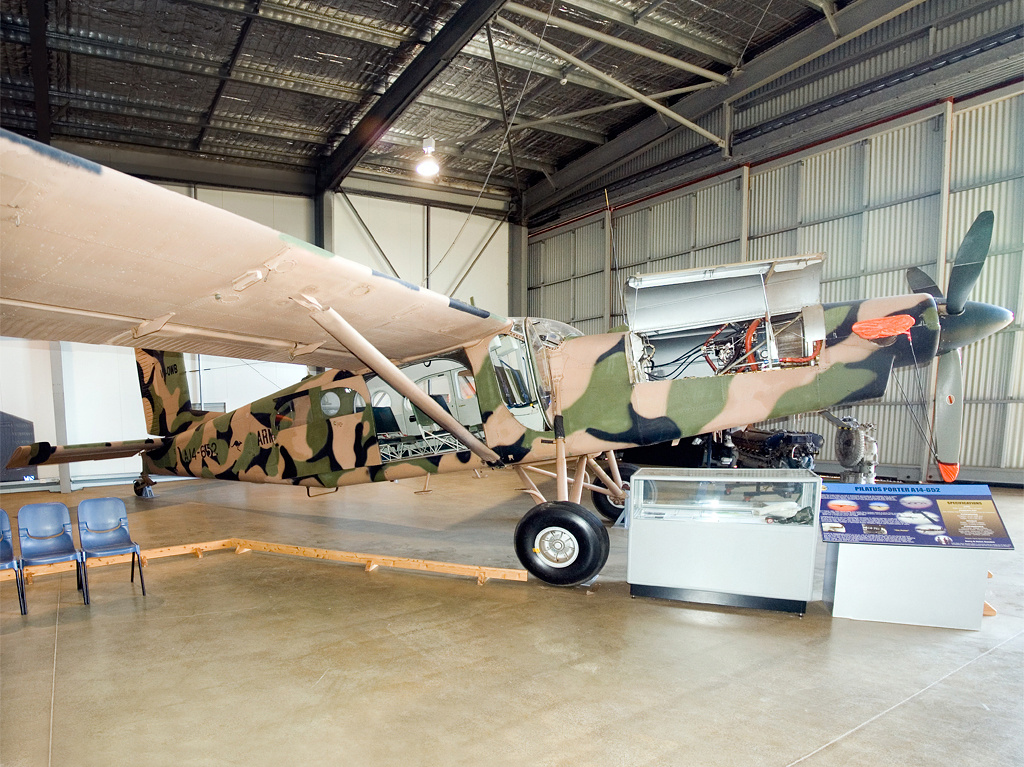
PC-6/B1-H2 au musée de l'Australian Army Flying à Oakey.

Dans les années 1980 tous les Pilatus PC-6 Porter ont été regroupés sur la base aérienne d'Oakey Oakey Army Aviation Centre (en). Les PC-6 Porter de la RAAF volèrent jusqu'en 1992 après de nombreuses missions et heures de vol sur le continent australien mais également en Papouasie-Nouvelle-Guinée (183 Independent Reconnaissance Flight), sur les 12 appareils encore en état de vol, 10 rejointoyèrent le marché civil, deux des musées australiens.
Le 28 novembre 1980, le PC-6 A14-681 a subi des dommages irréparables à la suite d'un incendie qui s'est déclenché après que l'avion ait sectionné un câble lors d'un vol à basse altitude près d'Oakey. L'appareil A14-680 a été retiré du service après avoir été fortement endommagé le 21 septembre 1981 à Weipa WA lorsqu'il a quitté la piste lors d'une tentative de décollage de nuit. L'appareil A14-683 s'écrase à Jaspers Brush (en) NSW le 12 novembre 1991.

 Bangladesh
- Force aérienne du Bangladesh : 1 x PC-6/B1-H2 (S2-AAF / s/n 670 / 1968) utilisé de 1974 jusque dans les années 1980 avec son immatriculation civile. Cet appareil a d'abord été acquis en 1969 (AP-AVU) pour le service de vol du gouvernement du Pakistan oriental pour des vols VIP. À l'indépendance du Bangladesh en janvier 1972, il est transféré au Bangladesh Government Flight. Dans les années 1980 il est vendu au Bangladesh Flying Club Ltd (S2-ACD). En 1991 il est immatriculé en France. Dans les années 2000 il est transformé en PC-6/B2-H4. En 2023, il est utilisé par l'École de Parachutisme de Lyon Corbas[37].

 Bolivie
- Fuerza Aérea Boliviana, Transporte Aéreo Militar Bolivia
  - 1 × Fairchild Hiller PC-6/C-H2 (s/n 2070 / immatriculation FAB-009) livré en septembre 1974. Il s'écrase le 9 décembre 1974 dans le département du Beni. Lorsque l'avion appartenait à Fairchild une publicité a été tournée à Acapulco avec Jackie Stewart.
  - 1 × Fairchild Hiller PC-6/B2-H2 (s/n 2072 / immatriculation FAB-005) reçu en 1975 de l'US Air Force, radié en 1981, reconstruit et revendu en 1987.

 Bophuthatswana
- Bophuthatswana Air Force : 1 × PC-6/B2-H4 (s/n 871 / immatriculation T320) livré en mars 1990, il fut transféré à la SAAF en avril 1994.

 Colombie
- Fuerza Aérea Colombiana
  - 1 × PC-6 (s/n 349 / immatriculation FAC-160) de 1963 à 1969 pour le transport de VIP. L'appareil était un avion de présentation immatriculé HB-FAY et arrivé au Chili par bateau. Utilisé par les Servicios Aereos Colombianos (en) (SACO) de 1969 à 1972 (HK-1375)[161].
  - Satena (en) Colombia : 6 × PC-6/B2-H2 (s/n 818 à 823 / immatriculation FAC-1110, FAC-1111, FAC-1115, FAC-1112, FAC-1113, FAC-1114). acquis en 1983. Le FAC-1110 "El Ticuna" (s/n 818) est accidenté le 19 avril 1989. Le FAC-1115 (s/n 820) est accidenté le 29 août 1997 à Puerto Inirida. Le FAC-1111 (s/n 819) est vendu à Aero-Spares Support Center, Inc. en 1998 puis à Pilatus en 2000, immatriculé F-GOMB depuis 2001. Le FAC-1112 "El Huitoto" (s/n 821) est accidenté le 24 juin 1993 près de Mitú. Le FAC-1113 "El Corequaje"/"El Piapoco" (s/n 822) est accidenté en mars 1987. Le FAC-1114 "El Tucano" (s/n 823) est accidenté le 25 juin 1987 près de Guapi.

 Émirats arabes unis
- Force aérienne des Émirats arabes unis : 2 × PC-6/B2-H4 (s/n 863 et 864 / immatriculation 321 puis 2216 et 322 puis 2215) acquis en 1989 par la Dubai Air Force, absorbée par l'UEAF en 1997. Ces appareils ont été vendus en 2006.

 Équateur
- Aviacion del Ejercito Ecuatoriana
  - 2 × Fairchild PC-6/B2-H2 (s/n 2037 et 2038 / immatriculation SAE-T-1540 et SAE-T-1545) acquis en mai 1971, radiés en 1983. L'appareil SAE-T-1540 est endommagé dans les années 1970 dans le canton de Puntomayo. Le PC-6 SAE-T-1545 est endommagé en 1983 et vendu dans les années 1990.
  - 2 × Pilatus PC-6/B2-H2 (s/n 743 et 750 / immatriculation T-185 puis E-190 et T-180 / E-180). Le PC-6 T-185 s'est écrasé le 20 janvier 1986, il est reconstruit en 1992 avec un nouveau fuselage PC-6/B2-H4 (s/n 879). Il est endommagé le 15 juin 2001, réparé et vendu aux États-Unis. L'appareil T-180 s'écrase à Capahuari le 19 septembre 1992, stocké et fuselage vendu en 1998.
  - 2 × PC-6/B2-H4 (s/n 859 et 903/ immatriculation T-185 / E-185 et T-195 / E-195) acquis mars 1988 et février 1994. L'avion E-185 a été accidenté le 1er juin 1993 dans la province de Pastaza et stocké. Tous deux ont été revendus en 1996 à Styles Aviation Inc et reconstruits[18].

 Indonésie
- Force aérienne de l'armée nationale indonésienne : 5 × PC-6/B2-H2 (s/n 785, 792, 798, 799 à 801 / immatriculation AG-601 à AG-605 puis ST-0601 à ST-0605) livrés en 1977 et 1978. Les appareils s/n 798 et 801 ont été vendus en 2007, les appareils s/n 785, 792 et 799 en octobre 2017[18].

 Irak
- Iraq Army Aviation : 2 × PC-6/B2-H4 (s/n 846 et 847 / immatriculation 5821 et 5822) livrés en 1987 et 1989. Le premier est mis hors service en 1991, le suivant est probablement détruit dans les années 1990[18].

 Israël
- Force aérienne et spatiale israélienne
  - 1 × PC-6A (s/n 529 / immatriculation 02 / 4X-SVV) entre 1962 et les années 1980.
  - 1 × PC-6/B1-H2 (s/n 646 / immatriculation 06 / 4X-SVY) entre juin 1967 et 1981. Exposé au Israel Air Force Museum à Hatzerim[18].

 Somalie
- Somali Air Force : un PC-6/B1-H2 (s/n 642 / immatriculation AM-75) en service pour le gouvernement somalien de décembre 1968 jusque dans les années 1970. En février 1993 la carcasse du PC-6 était à l'aéroport de Mogadiscio[18].

 Suède
- Armée suédoise (Saab / Pilatus) : un PC-6/A-H2 (s/n 570 / immatriculation 90) aux couleurs suédoises est loué du 17 janvier au 21 mars 1965 pour évaluation. Vendu en avril 1965 à Air America / Air Asia, cet appareil est détruit par des roquettes peu après son atterrissage à Ban Tha Si (LS-61) en 1972 guerre du Laos.

 Thaïlande
- Armée royale thaïlandaise
  - 1 × PC-6/B-H2 (s/n 517 / immatriculation 0517) acquis de Continental Air Services (N62150) en juin 1977, retiré du service en mars 1991[25].
  - 7 × PC-6/B1-H2 (s/n 523, 631, 632, 669, 704, 705 et 2011. 6 appareils, des Fairchild PC-6/C-H2 transformés, ont été reçus de Continental Air Services en juin et juillet 1977, et un de Bangkok United Mechanical en 1984. Les appareils 631 et 705 ont été utilisés pour le film Air America.
  - 1 × Fairchild Hiller PC-6/C-H2 (0704 / s/n 2064 / 1978), reçu de la Royal Thai Border Police en 2012, est exposé en livrée de la Royal Thai Army au musée de l'aviation de l'armée de Sa Pran Nak (Lopburi)[162].

 Tchad
- Escadrille nationale tchadienne : 2 × PC-6/B2-H2 (TT-KAA / s/n 762 et TT-KAC / s/n 763) livrés en été 1976, ils sont radiés du registre dans les années 1980. L'appareil TT-KAC est transféré au Ministère du développement rural et devient TT-BAV de 1990 à août 1991 puis reprend l'immatriculation TT-KAC jusque dans les années 2000. En juin 2006 son fuselage était au Darfour (Soudan)[163].

### Autres pays
Des PC-6 sont ou ont été également immatriculés en Belgique, au Brésil, en Éthiopie, en Finlande (notamment Finmap), au Gabon, en Hongrie, en Irlande, au Kenya, au Lesotho (Lesotho Flying Doctor Service), en Lettonie, au Liechtenstein, en Namibie, au Nigeria (notamment Flying Doctor Service of Africa / M.A.F. de 1964 à 1967, au Panama, à Sao Tomé-et-Principe, à Saint-Marin, au Soudan, au Venezuela et au Zaïre.

## PC-6 exposés dans des musées
Australie
- Museum of Australian Army Flying (en) à Oakey : PC-6/B1-H2 Turbo Porter (VH-OWB / s/n 652 / 1967) en livrée de l'Australian Army, exposé depuis septembre 1998.
- Mémorial australien de la guerre à Canberra : PC-6/B1-H2 Turbo Porter (A14-690 / s/n 690 / 1968) en livrée de l'Australian Army, exposé depuis mars 1993.
- RAAF Amberley Aviation Heritage Centre en Ville d'Ipswich : PC-6/B1-H2 Turbo Porter (A14-704 / A14-652 / s/n 730 / 1971) en livrée de l'Australian Army, exposé depuis 1995.

Israël
- Israel Air Force Museum à Hatzerim : PC-6/A-H2 Turbo Porter (02 / s/n 646 / 1967) en livrée de l'IAF, exposé depuis 1982.

Japon
- Musée Ishikawa Aviation Plaza (en) à Komatsu : PC-6/B2-H2 Turbo Porter (JA8221 / s/n 800 / 1978) en livrée de la Japanese Antarctic Research Expedition, exposé depuis 1994.

Mexique
- Museo Militar de Aviación (México) (es) : PC-6/B2-H4 Turbo Porter (3302 / s/n 881 / 1992) de la Force aérienne mexicaine, exposé depuis 2022.

Suisse
- Flieger Flab Museum à Dübendorf : PC-6/H2M Turbo Porter(V-615 / S/N 635 / 1967) en livrée des Forces aériennes suisses, exposé depuis décembre 2012.
- Le PC-6/350-H2 Porter (s/n 540), construit en 1962 (PC-6/350), a été modifié à partir de 2015 en PC-6/340 pour porter les couleurs et l'immatriculation du Yeti. Il a été exposé à l'AERO Friedrichshafen 2016 puis, d'octobre 2016 à novembre 2019, au musée suisse des transports à Lucerne. Depuis octobre 2019, il appartient à Yeti Flyers GmbH qui a pour but de le refaire voler en 2020. Ce sera l'un des deux PC-6 Porter à piston en état de vol, au côté du PC-6 N4795P (s/n 341), qui est également en phase de repasser en état de vol. Il est nommé Yeti Porter car il porte les couleurs et l'immatriculation du Yeti, le PC-6/340 (HB-FAN / s/n 337 / 1959), premier PC-6 construit, engagé en mars 1960 dans l'expédition suisse ayant effectué la première ascension du Dhaulagiri dans le massif de l'Himalaya. Il fera la promotion du Musée suisse des transports et du Flieger Museum Oberaargau lors de meetings aériens en Suisse et à l'international.

Thaïlande
- Royal Thai Army Aviation Museum à Sa Pran Nak (ceb) (province de Lopburi) : Fairchild PC-6/C-H2 Turbo Porter (0704 / s/n 2064 / 1978), en livrée de l'armée royale thaïlandaise, exposé depuis 2012.
- Thai Police Aviation Division HQ Ram Inthra à Bang Khen (Bangkok) : PC-6/B2-H2 (1609 / s/n 733 / 1972) en livrée de la Border Patrol Police (en), exposé depuis avril 2019 en face du musée de la Thai Police Aviation Division.
- Don Muang Technical College à Don Mueang : PC-6/C-H2 (1605 / s/n 2063 / 1972), offert par la Border Royal Patrol Police (RTBP) en décembre 2018 pour l'enseignement.
- Royal Thai Air Force Museum (en) à Don Mueang : Fairchild PC-6/AU-23A (72-1307  / s/n 2053 / 1972), en livrée de la Force aérienne royale thaïlandaise, exposé depuis novembre 2020.

## Accidents et incidents
Le Pilatus PC-6 a été utilisé dans des conditions difficiles (guerre, aide humanitaire, expédition, piste rudimentaire). Depuis son premier vol, 147 accidents et crashs (18 incidents techniques) ont eu lieu, dont 62 crash mortels ayant entrainé 243 décès.
Le crash le plus meurtrier implique un PC-6/C-H2 (N196X / s/n 596) d'Air America le 19 août 1969 durant la guerre du Laos. L'appareil s'est écrasé en faisant treize victimes à proximité de la base secrète de la CIA de Long Tieng (LS20A) après que le pilote ait été atteint par des tirs d'armes légères.
Le 1er novembre 1997, un crash impliquant un Pilatus PC6/B2-H2 du centre de parachutisme de Laon en France, provoqué par l'inexpérience du pilote sur ce type d'appareil (équipé d'un système de stabilisateur de profondeur spécifique) fit neuf victimes.
Le 19 octobre 2013, le Pilatus PC-6 Turbo Porter immatriculé OO-NAC s'écrase à Gelbressée près de l'aérodrome de Namur en Belgique, entraînant la mort de ses onze occupants. La cause en est « une rupture de la structure de l'aile gauche causée par une surcharge aérodynamique importante ». La surcharge aérodynamique a été provoquée par une manœuvre intentionnelle du pilote qui n'a pas été correctement réalisée.

## Culture populaire

### Philatélie
Des timbres et des enveloppes premier jour ont été émis par plusieurs pays.
- À l'occasion du premier vol d'un PC-6 de la compagnie italienne Aeralpi (de) le 16 décembre 1963, est publiée une enveloppe premier jour qui montre un PC-6 et comporte les inscriptions Aeralpi – Primo volo Venezia - Asiago et Primo volo Pilatus Porter PC-6.
- Le Lesotho publie en 1988 un timbre de 0,12 loti représentant un PC-6/B2-H4 (s/n 817) immatriculé HB-FFP (Zimex Aviation) au couleur du Comité international de la Croix-Rouge et portant les inscriptions 125th anniversary - Intternationaé Committee of the Red Cross et Pilatus PC-6 Turbo Porter. Le bloc-feuillet, qui rassemble quatre types d'avions volant pour le CICR (208 Caravan, DHC-6 et Douglas DC-3), comprend l'inscription This is a red cross aircraft. Respect it.
- En Australie, un PC-6 (Forrestair) de l'Ausralian Antarctic Division apparaît à deux reprises sur un timbre. Une première fois en 1984 dans la série Antartic Scenes, Series 1. sur le timbre de 0,85 dollar représentant un PC-6 posé à la Station Mawson à West Bay et comporte les inscriptions Australien Antarctic Territory et Landing field. Une seconde fois en 2005 sur le timbre de 1 dollar dans une série illustrant les aéronefs de l'AAD. Il porte l'inscription Australien Antarctic Territory - Pilatus PC-6 Porter. Des enveloppes premier jour représentant un PC-6 en vol ont également été publiées à cette occasion.
- Le Bophuthatswana publie en 1990 une série de timbres d'une valeur de 0,21 rand illustrant les aéronefs de sa force aérienne, dont les Pilatus PC-7 et PC-6. Celui-ci, l'unique PC-6 de la Bop Air force, immatriculé T-320 (s/n 871), est représenté avec la mention Air force - Pilatus Porter (PC-6) E4-6 - 1990.
- En Suisse, à l'occasion du meeting aérien international de Payerne de 1991 organisé pour fêter les 50 ans de l'escadre de surveillance des Troupes d'aviation (1941-1991), une enveloppe premier jour est publiée. L'enveloppe montre les contours du pays avec les bases aériennes de Dübendorf, Payerne et Alpnach, reliées entre elles par un trait rouge, ainsi qu'un Mirage III, un Hunter et un F-5 Tiger II vus de dessus et l'inscription en Vol spécial Payerne - Alpnach - Dübendorf - Payerne. Au-dessus de la carte est dessiné un PC-6 vu de face survolant des montagnes avec l'inscription Par Pilatus Porter. L'adresse est Meeting International – Poste restante – 1530 Payerne. Ce vol fut accompli par le PC-6/B2-H2M-1 (s/n 648) immatriculé V-622 des Forces aériennes suisses, l'actuel Felix de la Patrouille Suisse.
- La république de Guinée publie en 1995 un timbre de 500 francs représentant le PC-6 (s/n 817) immatriculé HB-FFV (Zimex Aviation, opérant pour l'ONU) avec l'inscription Pilatus PC-6 Porter (Suisse).
- Les Maldives publie en 1996 un timbre de 5 rufiyaa représentant le PC-6 (s/n 735) immatriculé HB-FFW (Zimex aviation, loué à Air Glaciers) avec l'inscription PC-6 Turbo Porter - 36 years (1960 - ONGOING).
- Le Japon a fait figurer en 2007 un des PC-6 de la Japanese Antarctic Research Expedition sur un timbre de 80 yens.
- Le République togolaise publie en 2010 un bloc-feuillet à l'occasion du 100e anniversaire de la mort d'Henry Dunant (1828-1910). Sur l'un des timbres, valant 750 franc CFA, est représenté Henri Dunant et le PC-6 (s/n 817) immatriculé HB-FFP (Zimex Aviation) au couleur du Comité international de la Croix-Rouge et porte les inscriptions Henri Dunant et Pilatus PC-6 B1-H2.

### Œuvres audiovisuelles

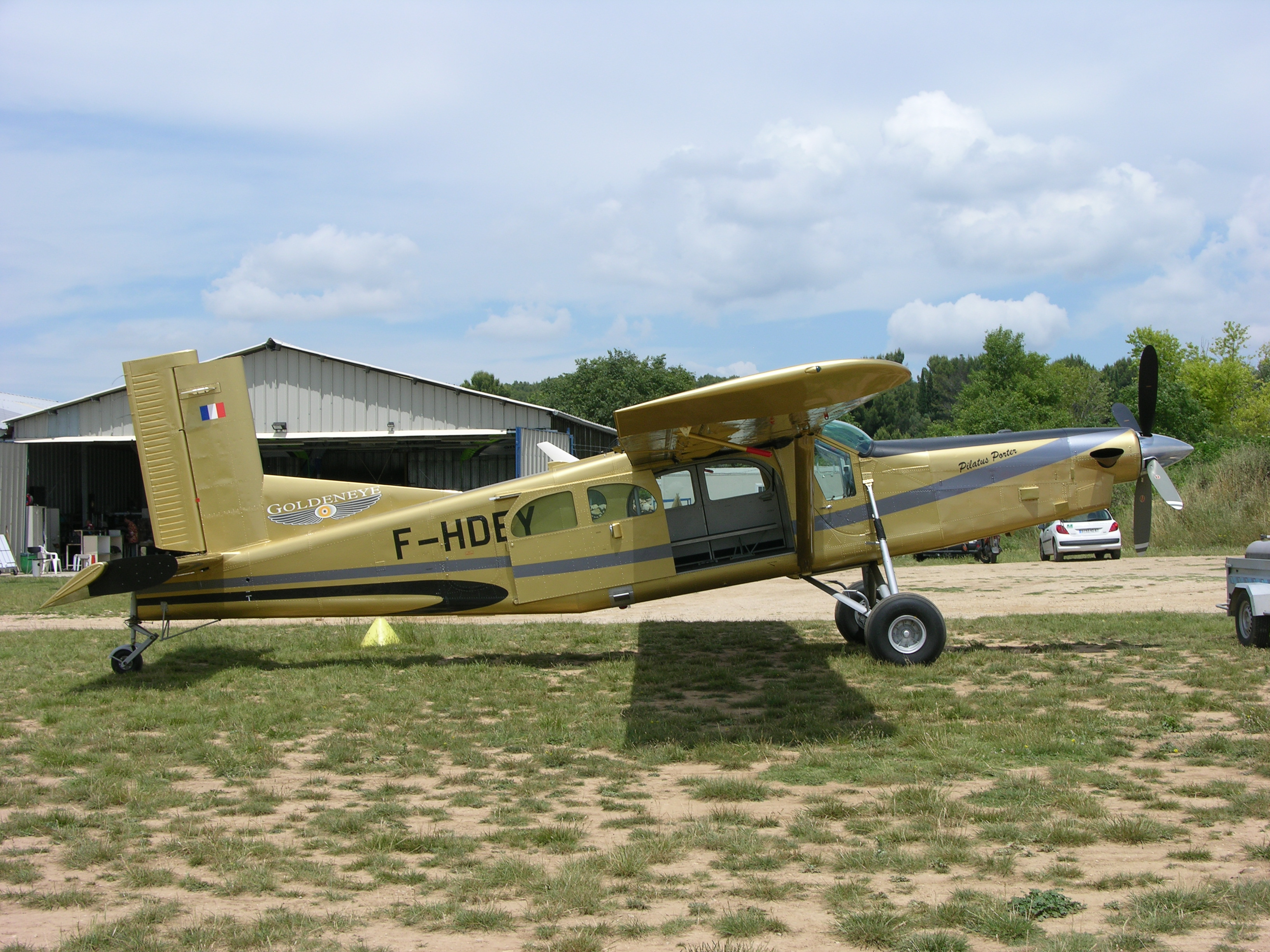
PC-6/B2-H4 (F-HDEY /s/n 735) de Revolution Air en 2010. Cet appareil, qui appartenait alors à Air Glaciers (HB-FFW), a d'abord tourné dans le James Bond GoldenEye sorti en 1995. Il arborait une décoration spéciale avec l'étoile rouge russe. Converti en PC-6/B2-H4 par Pilatus en 2008, il est repeint dans une livrée Goldeneye. En service alors avec Revolution Air, il tourne dans le film Les Chevaliers blancs sorti en 2015.

Films, téléfilms séries télévisées et documentaires
- 1960 : Dans le film documentaire de l'expédition suisse ayant effectué la première ascension du Dhaulagiri dans le massif de l'Himalaya : Pilatus PC-6/350 Porter immatriculé HB-FAN dénommé Yeti, livrée jaune avec l'inscription Himalaya.
- 1961 : Dans le film documentaire Flights to the Giants sur l'ascension de Dhaulagiri avec le PC-6 HB-FAN.
- 1966 : Agente segreto 777 - Invito ad uccidere (it) (A Ticket to Die), Pilatus PC-6 Porter immatriculé I-ONDI (c/n 531), produit en 1962, opéré par Aeralpi Linee Aeree de 1964 à 1969.
- 1968 : Destination Zebra, station polaire, deux Fairchild PC-6 Turbo-Porter apparaissent au début du film à l'aérodrome en Écosse (aux États-Unis en réalité). L'un des deux appareils porte l'immatriculation N363F (s/n 2021).
- 1968 : Dans la série télévisée Les Chevaliers du Ciel, 3e saison, épisode 8 (PC-6 Porter d'Air Alpes)
- 1971 : Notre héros retrouvera-t-il le plus gros diamant du monde ? (Riuscirà il nostro eroe a ritrovare il più grande diamante del mondo ?) de Guido Malatesta, PC-6
- 1973 : L'héritier, courte apparition d'un PC-6 parqué dans un hangar
- 1975 : Dans le film documentaire The Mysterious Monsters (en), Pilatus PC-6/350 Porter immatriculé HB-FAN dénommé Yeti, livrée jaune avec l'inscription Himalaya. Il s'agit en fait du prototype du PC-6 (s/n 337) engagé en mars 1960 dans l'expédition suisse ayant effectué la première ascension du Dhaulagiri dans le massif de l'Himalaya.
- 1983 : Dans le film Un homme parmi les loups, hydravion Pilatus PC-6/B-H2 Turbo Porter de Nahanni Air Services immatriculé C-GWZO (c/n 572). Nommé Fiddle Diddle et renommé Never Cry Wolf une fois le film tourné.
- 1985 : Himalaya - Piloten & Pioniere, PC-6/B2-H2 de la Royal Népal Airlines. Documentaire sur les alpinistes, le pilote suisse de renommée internationale Emil Wick et le Pilatus PC-6 dans l'Himalaya. On y rappel également le rôle du PC-6, et d'Ernst Saxer et d'Emil Wick, lors de l’expédition suisse de 1960 qui effectua la première du Dhaulagiri[68].
- 1988 : Dans l'épisode Vista Diaboli de la série Les Nouveaux Chevaliers du ciel, PC-6/B2-H4 de Pilatus Aircraft (HB-FHZ)
- 1990 : Dans le film Air America, des Fairchild PC-6 et AU-23A de la Royal Thaï Air Force
- 1994 : Drop Zone
- 1994 : Pushing the Limits avec les PC-6 Porter de la société Paragones.
- 1994 : Dans le film iranien Hamle be H3 relatant l'attaque sur H-3, PC-6C Turbo Porter
- 1995 : Dans le James Bond GoldenEye, PC-6/B2-H2 Porter d'Air Glaciers immatriculé HB-FFW (c/n 735) arborant une décoration spéciale avec l'étoile rouge russe.
- 1997 : Double Team, Pilatus PC-6/B2-H2 immatriculé F-GIXX, (c/n 564)
- 1999 : Joséphine, ange gardien, épisode 7 Une santé d'enfer, Pilatus PC-6/B2-H4 Turbo Porter immatriculé D-FELI (s/n 845), produit en 1987, en livrée rose de Euroteam France.
- 2001 : Abraxas - Riti Segreti Dall'oltretomba, Pilatus PC-6 immatriculé F-GKDM
- 2001 : Don Matteo, série télévisée italienne, PC-6/B2-H2 immatriculé F-GOME (s/n 543)
- 2005 : Les Chevaliers du Ciel, PC-6/B2-H2 immatriculé F-GOME en avion de parachutisme (s/n 543)
- 2007 : Courte apparition dans Mister Lonely
- 2013 : Dans le documentaire télévisé 100%: Planes diffusé sur National Geographic Channel, Pilatus PC-6/B2-H4 TurboPorter de la compagnie indonésienne Susi Air immatriculé PK-BVM (c/n 975), produit en 2010[169].
- 2014 : Dans le film télévisé allemand Sprung ins Leben, un PC-6/B2-H4 Turbo Porter d'Air Evex Westfalia immatriculé D-FAXI (c/n 862), produit en 1989.
- 2014 : Dans Worst Place To Be a Pilot de Channel 4, série de quatre épisodes avec des Pilatus PC-6 Turbo Porter de Susi Air en Indonésie[170].
- 2015 : Les Chevaliers blancs, Pilatus PC-6/B2-H4 Turbo Porter de Revolution Air immatriculé F-HDEY (c/n 735), revêtu d'une décoration spéciale Goldeneye depuis sa transformation par Pilatus Aircraft en PC-6/B2-H4 en 2008.
- 2016 : Un homme à la hauteur - L'avion qui assure le largage des parachutistes dans les environs de l'Aérodrome d'Aix - Les Milles est un Pilatus PC-6/B2-H4 (c/n 915 - 1996) immatriculé F-GVTF, qui revêt les couleurs de la Fédération française de parachutisme.
- 2018 : 2,215 cheua ba kla kao (th), documentaire thaïlandais, Fairchild AU-23A de la Royal Thai Air Force
- 2018 : Un Cœur de Princesse, téléfilm américain de James Brolin, quelques images du PC-6/B2-H4 immatriculé OB-1600 d'Aero Andino SA
- 2019 : Nous finirons ensemble, film français-belge de Guillaume Canet, avion de parachutisme Pilatus PC-6/B2-H2 immatriculé F-GIXX, (c/n 564).

### Bandes dessinées
- 1968 : Dans l'album Mission spéciale de la série Les Aventures de Tanguy et Laverdure
- 1975 : Dans l'album Message pour l'éternité de la série Yoko Tsuno, en remorqueur de planeur au-dessus du lac des Quatre-Cantons
- 1977 : En couverture de l'album Souviens-toi, Jonathan de la série Jonathan
- 2018 : Dans les albums Diamants de sable  et Le sabre du désert (en couverture) de la série Les Aventures de Tanguy et Laverdure de Frédéric Zumbiehl, Patrice Buendia et Sébastien Philippe aux éditions Dargaud
- 2019 : Dans l'album Coups de feu dans les Alpes, tome 3 d'Une aventure « Classic » de Tanguy et Laverdure
- 2019 : Dans l'album Sur la piste Ho Chi Minh, tome 1 d'Air America aux éditions Zephyr, apparaît un Pilatus PC-6 d'Air America sans ses ailes.

### Développement lié
- Pilatus PC-8D Twin Porter

### Variantes
- Fairchild AU-23 Peacemaker